# ونکوور
ونکوور (به انگلیسی: Vancouver)، یک شهر ساحلی و بندرگاهی مهم در کانادا است که در منطقه لوئر مین‌لند در استان بریتیش کلمبیا قومی و زبان‌های کانادا یکی از متنوع‌ترین شهرها در کانادا است: ۴۹٫۳ درصد ساکنان آن انگلیسی زبان مادری آنها نیستند، ۴۷٫۸ درصد افراد بومی نه انگلیسی زبان و نه فرانسه زبان هستند و ۵۴٫۵ درصد از ساکنان به گروه‌های اقلیت قابل مشاهده تعلق دارند.
شهر ونکوور یکی از مراکز عمده مهاجرین ایرانی در کشور کانادا می‌باشد. طبق سرشماری سال ۲۰۲۱ کانادا، ۹۴۴۰ ایرانی در شهر ونکوور ساکن است که بعد از تورنتو و مونترال، پرتعدادترین شهر ایرانی نشین کانادا به شمار می رود.
ونکوور همواره به عنوان یکی از پنج شهر برتر دنیا از لحاظ کیفیت و قابلیت زندگی انتخاب شده‌است و مجله اکونومیست برای پنج سال متوالی ونکوور را در صدرِ فهرستِ زیست‌پذیرترین شهرهای دنیا از لحاظ کیفیت زندگی، بهترین شهر دنیا برای سکونت انتخاب کرد.
از نظر مسکن مقرون‌به‌صرفه، ونکوور یکی از گران‌ترین شهرهای کانادا و جهان است. ونکوور قصد دارد به سبزترین شهر در جهان تبدیل شود. ونکووریسم فلسفه برنامه‌ریزی شهری در این شهر است.
سکونتگاه‌های بومی ونکوور بیش از ۱۰۰۰۰ سال پیش آغاز شد و شامل اقوام اسکوامیش، مسکوام و  تسلیل-واتوت بود. این شهر مدرن، که در ابتدا گستاون نام داشت برای اولین بار در اطراف محل یک میخانهٔ موقت، در قسمت‌های غربی املاک کارخانه هیستینگز که در یکم ژوئیه ۱۸۶۷، ساخته شد و جان دیتون مالک آن بود، آغاز شد. «ساعت بخار گستاون» محل اولیه و اصلی شهر را مشخص می‌کند. سپس گستاون گسترش یافت و به‌طور رسمی به عنوان یک منطقه روستاییِ با اسم رسمی گرانویل ثبت شد. این شهر در سال ۱۸۸۶ با قراردادی با راه‌آهن کانادا پاسیفیک به «ونکوور» تغییر نام داد. تا سال ۱۸۸۷، راه‌آهن کانادا پاسیفیک به این شهر گسترش پیدا کرد و بندر طبیعی بزرگ شهر در اقیانوس آرام به پیوندی حیاتی در تجارت بین آسیا-اقیانوسیه، شرق آسیا، اروپا و شرق کانادا تبدیل شد.
ونکوور میزبان کنفرانس‌ها و رویدادهای بین‌المللی بسیاری بوده‌است، از جمله بازی‌های امپراتوری و مشترک المنافع بریتانیا در سال ۱۹۵۴، اولین زیستگاه، اکسپو ۸۶، سازمان همکاری‌های اقتصادی آسیا–پاسفیک کانادا ۱۹۹۷، بازی‌های جهانی پلیس و آتش‌نشانی در ۱۹۸۹ و ۲۰۰۹; چندین مسابقه از جام جهانی فوتبال زنان ۲۰۱۵ از جمله فینال در ورزشگاه بی‌سی پلیس در مرکز شهر ونکوور، و بازی‌های المپیک زمستانی ۲۰۱۰ و بازی‌های پارالمپیک زمستانی ۲۰۱۰ که در ونکوور و ویسلر، بریتیش کلمبیا، یک استراحتگاه در شمال شهر ۱۲۵ کیلومتر (۷۸ مایل) برگزار شدند. در سال ۱۹۶۹، صلح سبز در ونکوور تأسیس شد. این شهر در سال ۲۰۱۴ به خانه دائمی تد تبدیل شد.
تا تاریخ ۲۰۱۶، بندر ونکوور چهارمین بندر بزرگ بر حسب تُن در قاره آمریکا است، شلوغ‌ترین و بزرگ‌ترین بندر در کانادا و متنوع‌ترین بندر در آمریکای شمالی. در حالی که جنگلداری بزرگ‌ترین صنعت آن باقی مانده‌است، ونکوور به عنوان یک مرکز شهری احاطه شده توسط طبیعت به خوبی شناخته شده‌است و گردشگری را به دومین صنعت بزرگ آن تبدیل کرده‌است. استودیوهای بزرگ تولید فیلم در ونکوور و اطراف برنابی ونکوور بزرگ و مناطق اطراف آن را به یکی از بزرگ‌ترین تصویربرداری اصلی مراکز در آمریکای شمالی تبدیل کرده‌اند، نام مستعار «هالیوود شمالی را به خود اختصاص داد».

## ریشهٔ نامگذاری
این شهر به احترام جرج ونکوور، ناخدای بریتانیایی ونکوور نام گرفت. این ناخدا بخش‌های داخلیِ خلیج بورارد را در سال ۱۷۹۲ کشف کرد و به بسیاری از این بخش‌ها و مکان‌ها نام بریتانیایی داد. نام خانوادگیِ ونکوور ریشه از زبانِ هلندی دارد که متعلق به شخصی از شهرِ کوردن در هلند بوده‌است. اجداد این کاشف از کوردن به انگلیس آمدند که نام خانوادگیِ آن‌ها به افتخارِ اکتشافات جورج ونکوور برای این شهر انتخاب شد.
بومیان یا مردم اسکوامیش که در منطقه‌ای زندگی می‌کردند که جنوب غربی بریتیش کلمبیا از جمله این شهر را در بر می‌گیرد، نام K'emk'emeláy̓ را داده‌اند که به معنای «محل افرا‌های بسیار»  است. این نام در اصل نام روستایی بود که مردم بومی ساکنان آن بودند، جایی که کارخانه هیستینگز توسط ادوارد استمپ به عنوان بخشی از پایه‌های سکونتگاه بریتانیایی که بعداً بخشی از ونکوور شد، در آنجا تأسیس شد.

## پیشینه

### قبل از ۱۸۵۰
اسناد باستان‌شناسان حاکی از حضور اقوام بومی در ونکوور در حدود ۸۰۰۰ تا ۱۰٬۰۰۰ سال قبل هستند. این شهر بر روی مناطق سنتی و در حال حاضر بر سرزمین‌های تاریخیِ بومیانِ «اسکوامیش»، «موسکوویم» و «تسلیل-واوتوث» از مردمان قبایل ساکن در مناطق ساحلی «سالیش» قرار گرفته‌است. آن‌ها دهکده‌هایی در مناطق مختلفِ ونکوور کنونی داشتند، از جمله پارک استنلی، نهر فالس، کیتسیلانو، پوینت‌گری و مناطق نزدیک به دهانهٔ رود فریزر.
اروپایی‌ها برای اولین بار زمانی با منطقهٔ کنونیِ ونکوور آشنا شدند که کاشف اسپانیایی، خوزه ماریا نارواز، ساحل پوینت‌گریِ کنونی و بخش‌هایی از شاخاب بورارد را در سال ۱۷۹۱ کشف کرد (اگرچه یک نویسنده ادعا کرده‌است که فرانسیس دریک، دریاسالارِ انگلیسی در سال ۱۵۷۹ از این منطقه دیدار کرده‌است)
کاشف و تاجر کمپانی شمال غرب سایمون فریزر و خدمه کشتی‌اش اولین اروپایی‌هایی بودند که پا بر مناطق کنونی شهر ونکوور نهادند. در سال ۱۸۰۸، آن‌ها از بخش پایینیِ شرق رود فریزر به این منطقه سفر کردند و احتمالاً تا پوینت‌گری پیش‌روی داشتند.

### رشد اولیه
هنگام هجوم جویندگان طلا به این منطقه در سال ۱۸۵۸، بیش از ۲۵٬۰۰۰ مرد، اکثراً از کالیفرنیا به نزدیکی نیو وست مینستر (بنا شده در سال ۱۸۵۹) بر رود فریزر آورده شدند تا در نهایت با دور زدنِ منطقه‌ای که امروزه ونکوور نامیده می‌شود به «فریزر کَنیِن» منتقل شوند. ونکوور در میان شهرهای بریتیش کلمبیا از جوان‌ترین‌هاست؛ اولین سکونت‌گاه اروپایی در منطقه‌ای که اکنون ونکوور نامیده می‌شود در سال ۱۸۶۲ در مزرعهٔ مک‌کلیری در شرقِ دهکدهٔ باستانی «موسکوویم» در ناحیه‌ای که اکنون «مارپول» نامیده می‌شود بر رود فریزر بنا شد. در سال ۱۸۶۳، یک کارخانه چوب‌بری در مودی‌ویل (اکنون شهر نورث ونکوور) بنا شد که بزرگ‌ترین ارتباطِ شهر با چوب‌بری را رقم زد. این صنعت به سرعت توسطِ کارخانه‌های دیگری که تحت مالکیت کاپیتان ادوارد استمپ در جنوبِ ساحلِ جنوبیِ شاخاب بنا شده بودند رشد کرد. استمپ که چوب‌بری را در منطقه پورت آلبرنی آغاز کرده بود، ابتدا تلاش کرد که یک کارخانه در براکتون پوینت بنا کند، اما جریان‌های سخت و جزیره‌نماها در سال ۱۸۶۷، آن‌ها را وادار به تعیین مکانی جدید در نزدیکی خیابان دانلِوی کرد. این کارخانه که به نام کارخانه هیستینگ شناخته می‌شود به نوعی هستهٔ صنعتی تبدیل شد که در اطراف آن ونکوورِ کنونی شکل گرفت. نقش اصلی این کارخانه در شهر با ظهور راه‌آهن کانادا پسیفیک (CPR) در سال ۱۸۸۰ کم‌رنگ شد و از اهمیت آن به مرور کاسته شد و تا اینکه در سال ۱۹۲۰ بسته شد.

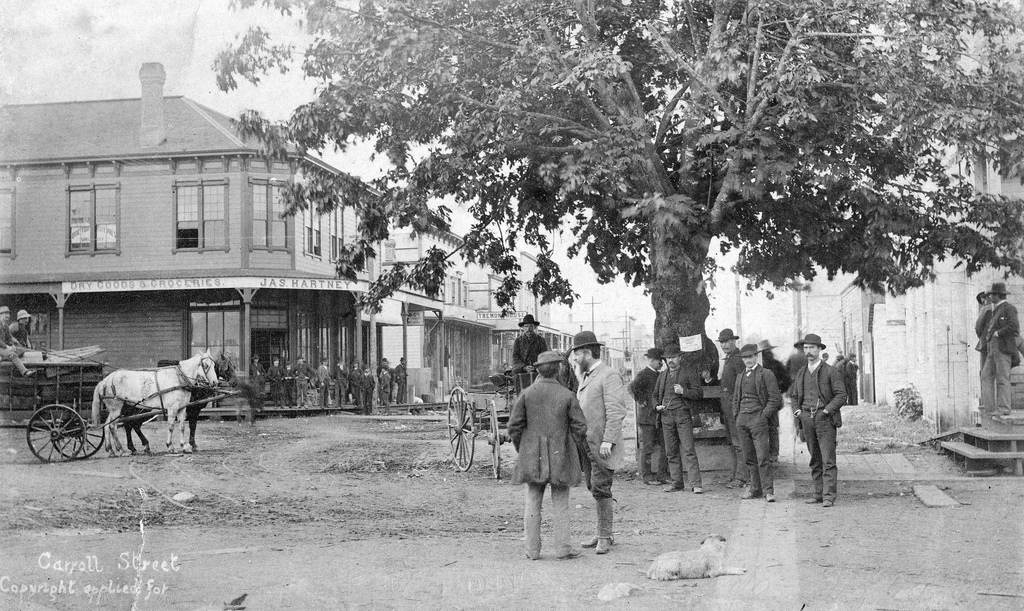
نمایی از گستاون از کارال و خیابان واتر در سال ۱۸۸۶. گستاون سکونت‌گاهی بود که به سرعت به مرکزی برای تجارت و دادوستد در شاخاب بورارد تبدیل شد.

سکونت‌گاه اصلی که به نام گستاون مشهور شد در اطراف میخانه موقتی که توسط «گسی»، جک دیتون در سال ۱۸۷۰ بر لبهٔ مستملکات کارخانه هستینگ تأسیس شد، به سرعت پیشرفت کرد. در سال ۱۸۷۰، دولت مستعمراتی دوباره از سکونت‌گاه نقشه‌برداری کرد و یک منطقه روستایی تأسیس کرد و به احترام وزیر مشاور در امور خارجه و مشترک‌المنافع، لرد گرونویل آن را گرنویل نام نهاد. این منطقه در سال ۱۸۸۴ به همراه بندرگاه طبیعی آن به عنوان پایانه‌ای برای راه‌آهن کانادا پسیفیک انتخاب شد؛ در حالی که پورت مودی، نیو وست مینستر و ویکتوریا برای این عنوان با آن رقابت می‌کردند. احداثِ یک مسیر راه‌آهن از انگیزه‌های بریتیش کلمبیا در سال ۱۸۷۱ برای پیوستن به کنفدراسیون کانادا بود؛ اگرچه رسواییِ پسفیک و مناقشات برای استفاده یا عدم استفاده از کارگران چینی ساخت این پروژه را تا سال ۱۸۸۰ به تأخیر انداخت.

### شکل‌گیری شهر ونکوور
شهر ونکوور در ۶ام آوریل ۱۸۸۶ به‌طور رسمی شکل گرفت، همان سالی که اولین قطار بین قاره‌ای آمد. مدیر راه‌آهن کانادا پسیفیک (CPR) ویلیام فن هورن در همان سال به پورت مودی آمد تا پایانهٔ CPR که توسط هنری جان کمبی پیشنهاد شده بود را تأسیس کند و به افتخار جورج ونکوور، نام ونکوور را بر این شهر نهاد. آتش‌سوزی بزرگِ شهر ونکوور در ۱۳ام ژوئن ۱۸۸۶، تمام شهر را ویران کرد. در همان سال سازمان آتش‌نشانی ونکوور تأسیس شد و شهر به سرعت بازسازی شد. جمعیت ونکوور از ۱٬۰۰۰ نفر در سال ۱۸۸۱ به ۲۰٬۰۰۰ نفر در شروع سدهٔ جدید و به ۱۰۰٬۰۰۰ نفر سال ۱۹۱۱ رسید.

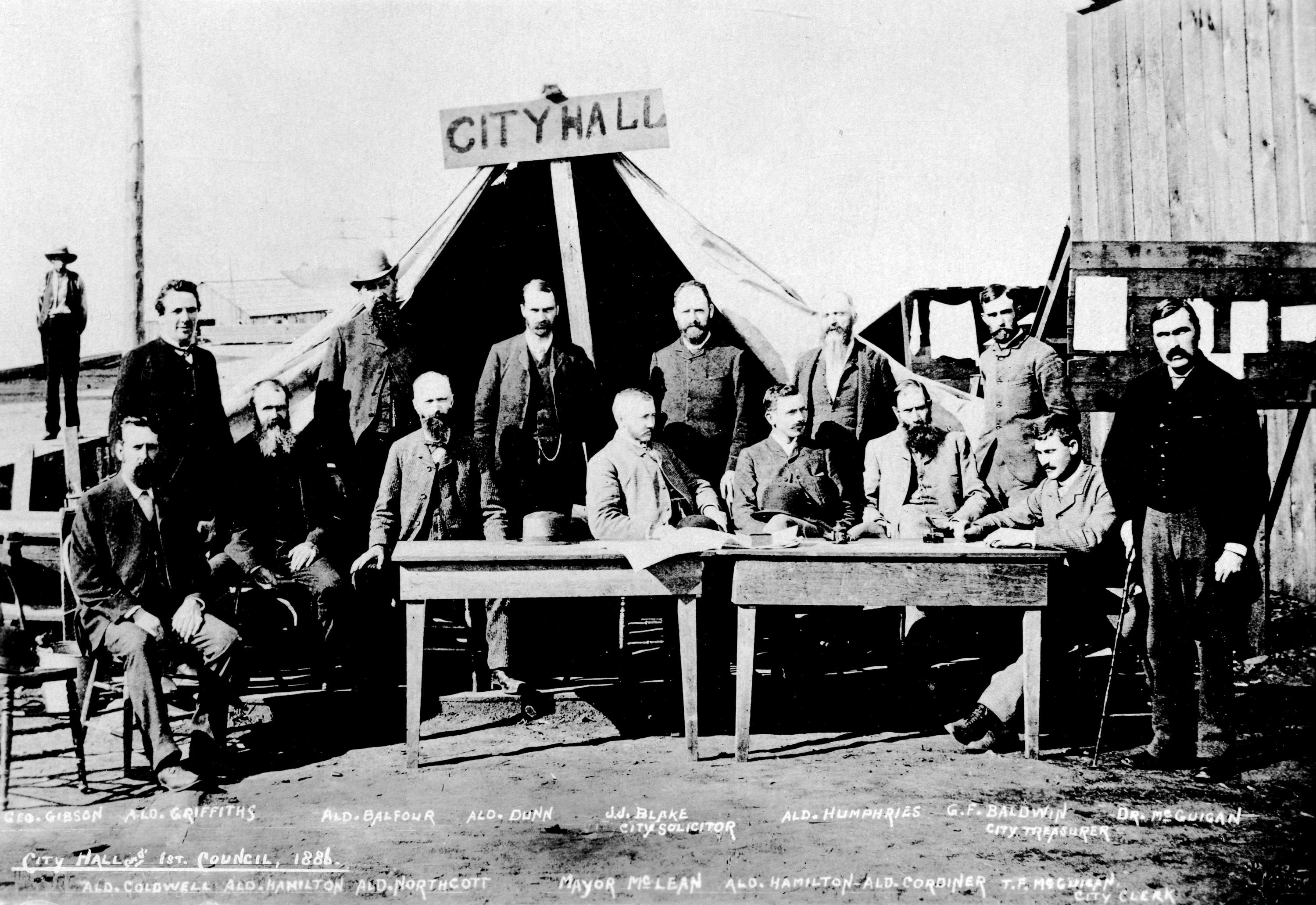
اولین شورای شهر ونکوور به هنگام آتش‌سوزی بزرگ در سال ۱۸۸۶.

تاجران ونکوور در جریانِ مهاجرت جویندگان طلا به منطقه در سال ۱۸۹۸ُ، آن‌ها را مجهز و موظف به کار کردند. یکی از آن تاجران، «چارلز وودوارد» اولین فروشگاه وودوارد را در خیابان‌های ابوت و کورداوا در سال ۱۸۹۲ تأسیس کرد؛ همزمان شعبه‌های فروشگاه‌های اسپنرسز و هادسونز بی در هستهٔ اصلی شهر تأسیس شدند که برای دهه‌ها از بزرگ‌ترین فروشگاه‌های زنجیره‌ای کانادا هستند.
اقتصاد ونکوور اولیه توسط شرکت‌های بزرگی نظیر راه‌آهن کانادا پسیفیک (CPR) تسخیر شد که به فعالیت‌های اقتصادی این شهر رونق بخشید و رشد سریع شهر جدید را رقم زد. در حقیقت (CPR) اولین بنگاه معاملاتی املاک و سازنده مسکن در ونکوور بود. در حالی که بعضی واحدهای تولیدی ونکوور نظیرِ تشکیلات تصفیه شکر بریتیش کلمبیا با مدیریت بنجامین تاینگلی راجرز در سال ۱۸۹۰ رشد و رونق قابل ملاحظه‌ای داشتند، منابع طبیعی به رکنِ اصلیِ اقتصاد ونکوور تبدیل شد. بخش منابع طبیعی در ابتدا متکی به صنعت چوب‌بُری و صادرات چوب از طریق بندرگاه بود و تا سال ۱۹۳۰ این ترافیک تجاری بزرگ‌ترین بخش اقتصادی ونکوور به‌شمار می‌رفت.

### قرن بیستم
سلطه اقتصادی توسط بازرگانان بزرگ با یک جنبش مبارزه‌ای توسط کارگران همراه شد. اولین نشانه‌های اصلی این جنبش، اعتصابِ کارکنان راه‌آهن علیه شرکت راه‌آهن کانادا پسیفیک (CPR) برای به رسمیت شناختنِ اتحادیه‌شان بود. رهبر کارگران فرانک راجرز در حالی که پیشقراول اعتصابات در بندرگاه بود، توسط پلیس CPR کشته شد و اولین قربانی این جنبش در بریتیش کلمبیا لقب گرفت. ظهور تنش‌های اقتصادی در سال ۱۹۱۸ در استان به اولین اعتصاب عمومیِ کانادا در معادن ذغال‌سنگ کامبرلند در جزیره ونکوور منجر شد. بعد از یک دوره آرامش نسبی در دهه ۱۹۲۰ تا ۱۹۳۰، اعتصابات در ۱۹۳۵ به اوج خود رسید و سیل مردانِ بی‌شغل به شهر سرازیر شد تا به شرایطِ اردوگاه‌هایی که توسط ارتش در مناطق دور در استان اداره می‌شدند اعتراض و تظاهرات کنند. بعد از دو ماه تنش روزانه و تظاهرات‌های فلج‌کننده، اعتصاب‌کننده‌های اردوگاه‌ها تصمیم گرفتند تا شکایت خود را به دولت فدرال ببرند و به سمت اتاوا مهاجرت کردند. این مهاجرت بعدها به «کوچ به اتاوا» مشهور شد، اگرچه این پیاده‌رویِ دسته جمعی با زور سرکوب شد. کارگران در نزدیکیِ میشن دستگیر شدند و محکوم به کار اجباری در اردوگاه‌های کار شدند.

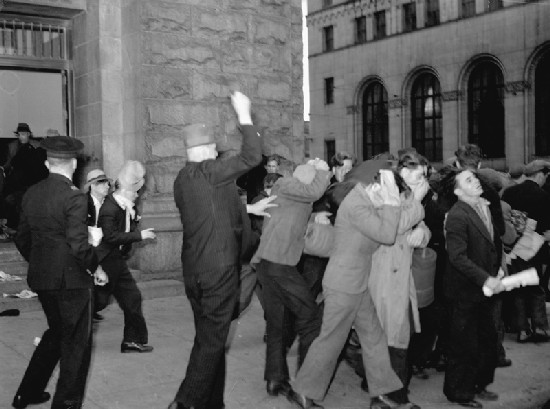
افسران پلیس مخفیِ پلیس سواره نظام سلطنتی کانادا به تظاهرات‌کننده‌های اتحادیه کارگران اردوگاه‌ها در سال ۱۹۳۸ حمله می‌کنند. در طولِ رکود بزرگ چندین راه‌پیمایی در اعتراض به بیکاری در شهر رخ داد.

جنبش‌های اجتمای دیگر، از جمله موج اول فمینیسم، رفُرمِ اخلاقی و جنبش‌های میانه‌رو نیز در توسعهٔ ونکوور مؤثر بودند. مری الن اسمیث، یک فعال حقوق زنان و فعالِ منع تولید و فروش و مصرف نوشابه‌های الکلی و اهل ونکوور، اولین زنی شد که در انتخابات پارلمان کانادا در سال ۱۹۱۸ انتخاب شد. ممنوعیت فروش الکل در جنگ جهانی اول آغاز شد و تا سال ۱۹۲۱، که دولت استانی نظارتی دقیق بر فروش الکل را سازمان‌دهی کرد، ادامه یافت. سازوکارِ این نظارت تا به امروز، بدنهٔ اصلیِ نظارت دولت کانادا بر فروش و مصرف مشروبات الکلی را شکل داده‌است. اولین قانون مواد مخدرِ کانادا به دنبال یک همه‌پرسی عمومی، برگزار شده توسط وزیر کار فدرال و نخست‌وزیر بعدیِ کانادا، ویلیام لیون مکنزی کینگ در سرتاسر کانادا الزامی شد. کنیگ برای بازرسی و برآورد خساراتِ ادعایی که توسط یک آشوب خیابانی انجام شده بود فرستاده شد. این آشوب بعد از پیمان اخراج مهاجران آسیایی رخ داد و یک سلسله اعتراضات به شدت خشونت‌آمیز در محله چینی‌ها و محله ژاپنی‌ها صورت گرفت. دو نفر از مدعیان خسارت، تولیدکنندگان تریاک بودند و بعد از بازرسی‌ها، کینگ پی برد که زنان سفیدپوست به صورت مکرر فروش مخفیانه تریاک را گزارش کرده‌اند. این گزارش‌ها توسط چینی‌ها نیز ارسال شده بود. بر اساس این گزارش‌ها، یک قانون فدرال که تولید، فروش و انتقال تریاک را برای مقاصد غیر پزشکی ممنوع می‌کرد وضع شد. این آشوب‌های خیابانی و شکل‌گیری پیمان اخراج مهاجران آسیایی، به عنوان نشانه‌ای از رشد روزافزون ترس از ژاپنی‌هایی که در شهر ونکوور و استان بریتیش کلمبیا زندگی می‌کردند و عدم اعتماد به آن‌ها قلمداد شد. این ترسِ همگانی بعد از حمله به پرل هاربر تشدید شد که سرانجام به بازداشت یا اخراج تمام ژاپنی-کانادایی‌های ساکن در ونکوور و استان منجر شد. بعد از جنگ، این مردان وزنانِ ژاپنی-کانادایی اجازهٔ بازگشت به شهرهایی نظیر ونکوور و محله‌های ژاپنی‌ها را پیدا نکردند و این محله‌ها و مناطق مشابهِ ژاپنی‌نشین هیچ‌گاه مجدداً دایر و احیا نشدند.
ادغامِ پوینت‌گری و ونکوور جنوبی به شهر ونکوور، آخرین مرزبندی‌های شهری را رقم زد و مدتی بعد آن را به سومین کلان‌شهر کانادا تبدیل کرد. تا سال ۱۹۲۹ٌ، جمعیت ونکوور بزرگ ۲۲۸٬۱۹۳ بود.

## جغرافیا

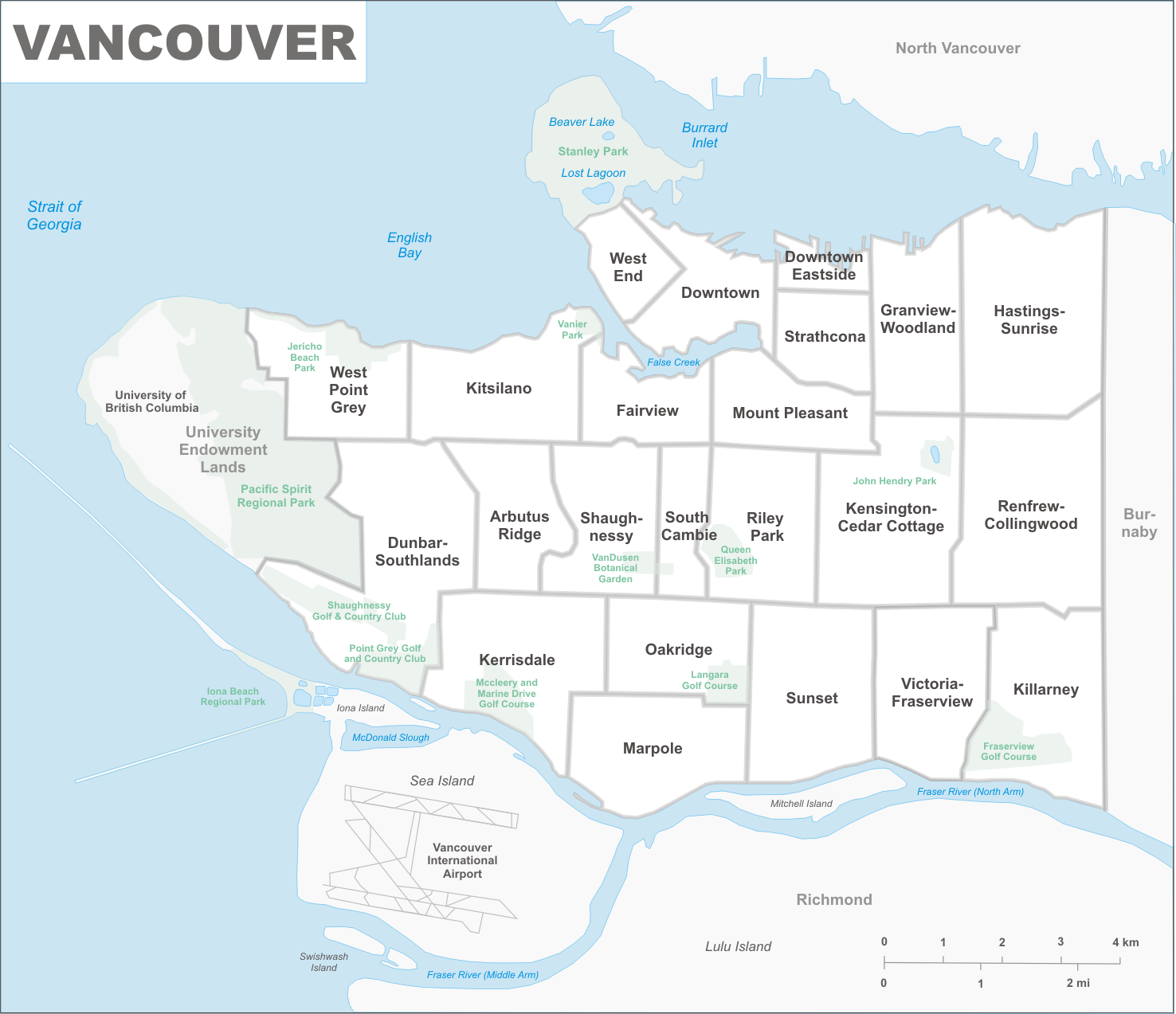
۲۳ محله رسمی ونکوور (ممکن است منابع محلی نقشه‌ای متفاوت ارائه کنند)

ونکوور بین خلیجک بورارد در شمال و دلتای رودخانه فریزر در جنوب قرار گرفته‌است. تنگه جورجیا در غرب، با پوشش توسط جزیره ونکوور از اقیانوس آرام جدا شده‌است. شهر (شامل زمین‌های مسطح و تپه‌ای) مساحتی معادل ۱۱۴ کیلومتر مربع دارد و در منطقه زمانی اقیانوس آرام و منطقه محیط زیستیِ دریایی اقیانوس آرام قرار دارد. تا زمان نامگذاری شهر در سال ۱۸۸۵، نام «ونکوور» به کل جزیره ونکوور گفته می‌شد و همچنان عده‌ای به غلط تصور می‌کنند که شهر ونکوور در جزیره ونکوور واقع شده‌است. برای جزیره و شهر هر دو (همچنین شهر ونکوور در ایالت واشینگتن آمریکا) به احترام کاپیتان و ناخدای سلطنتی، جورج ونکوور، نام ونکوور در نظر گرفته شده‌است.
ونکوور استنلی پارک را با مساحت ۴۰۴/۹ هکتار (۱۰۰۱ جریب) دربردارد که یکی از بزرگ‌ترین پارک‌های شهری در آمریکای شمالی است. کوه‌های نورث شور بالاتر از تمام نقاط شهر قرار دارد و از بسیاری نقاط نمایان است؛ همچنین در یک روز آفتابی، چشم‌اندازهای زیبایی از جمله کوه آتشفشانی مونت بیکر در ایالت واشینگتن در جنوب شرق، جزیره ونکوور در میان تنگه جورجیا در غرب و جنوب غرب و جزیره بووین در شمال غرب پدیدار می‌شوند.

### بوم‌شناسی
پوشش گیاهی در ونکوور در اصل جنگل‌های استوایی پرباران و معتدل بود که شامل گیاهان و درختان مخروطی با توزیع پراکندهٔ درخت افرا و توسکا و باتلاق‌های زیادی حتی در مناطق بالایی (به دلیل زهکشی ضعیف) می‌شد. گیاهان و درختان مخروطی ترکیبی از درختان و گیاهان بومی بریتیش کلمبیا به نام‌های صنوبر داگلاس، سدر قرمز غربی و صنوبر کانادایی غربی بود. گمان می‌رود این منطقه بزرگ‌ترین درختانِ این گونه‌ها را در سواحل بریتیش کلمبیا داشته‌است. تنها در منطقه الیوت بی، سیاتل، بزرگیِ درختان با گونه‌های مشابه در خلیجک بورارد و انگلیش بی قابل قیاس است. بزرگ‌ترین درختان در جنگل‌های کهن ونکوور در منطقه گستاون قرار داشت که اولین موج قطع درختان و رشد صنعت چوب‌بُری در آن‌جا رخ داد. این درختان عظیم همچنین در سراشیبی‌های مجاور نهر فالس، انگلیش بی و مخصوصاً اطراف ساحل جریکو رشد کرده بودند. درختانِ جنگل واقع در استنلی پارک بین سال‌های ۱۸۶۰ و ۱۸۸۰ قطع شدند و شواهدی از روش‌های قدیمی چوب‌بری همچنان در این مناطق قابل مشاهده است.
بسیاری از گیاهان و درختانی که در ونکوور و لوئر مین‌لند رشد می‌کنند از مناطق دیگری از قاره و سواحل دیگرِ اقیانوس آرام به این منطقه منتقل شده‌اند؛ از جمله درخت معمای میمون، افرای ژاپنی و همچنین گیاهان غیربومی شکوفه‌دار مانند ماگنولیا، بتهٔ آزالیا و گل صدتومانی. گونه‌های دیگری که از اقلیم‌های ناملایم‌تر از لحاظ آب و هوا در شرق کانادا و اروپا آورده شده‌اند در سایزهای متفاوت رشد کرده‌اند. صنوبر داگلاس بومی نیز می‌تواند به اندازه‌های بسیار عظیم رشد کند. بسیاری از خیابان‌های شهر با درختان شکوفه‌دار مختلف از جمله درخت گیلاس ژاپنی (ساکورا) آراسته شده‌اند که بین سال‌های ۱۹۳۰ و ۱۹۴۰ توسط دولت ژاپن به این شهر اهدا شدند. این درختان شکوفه‌دار جندین هفته در اوایل بهار شکوفه می‌دهند و این مناسبت توسط جشنواره شکوفه‌های گیلاس ونکوور جشن گرفته می‌شود. خیابان‌های دیگر با درختان شاه بلوط، شاه بلوط اسب و دیگر درختان سایه‌دار زینتی آراسته شده‌اند.

### اقلیم

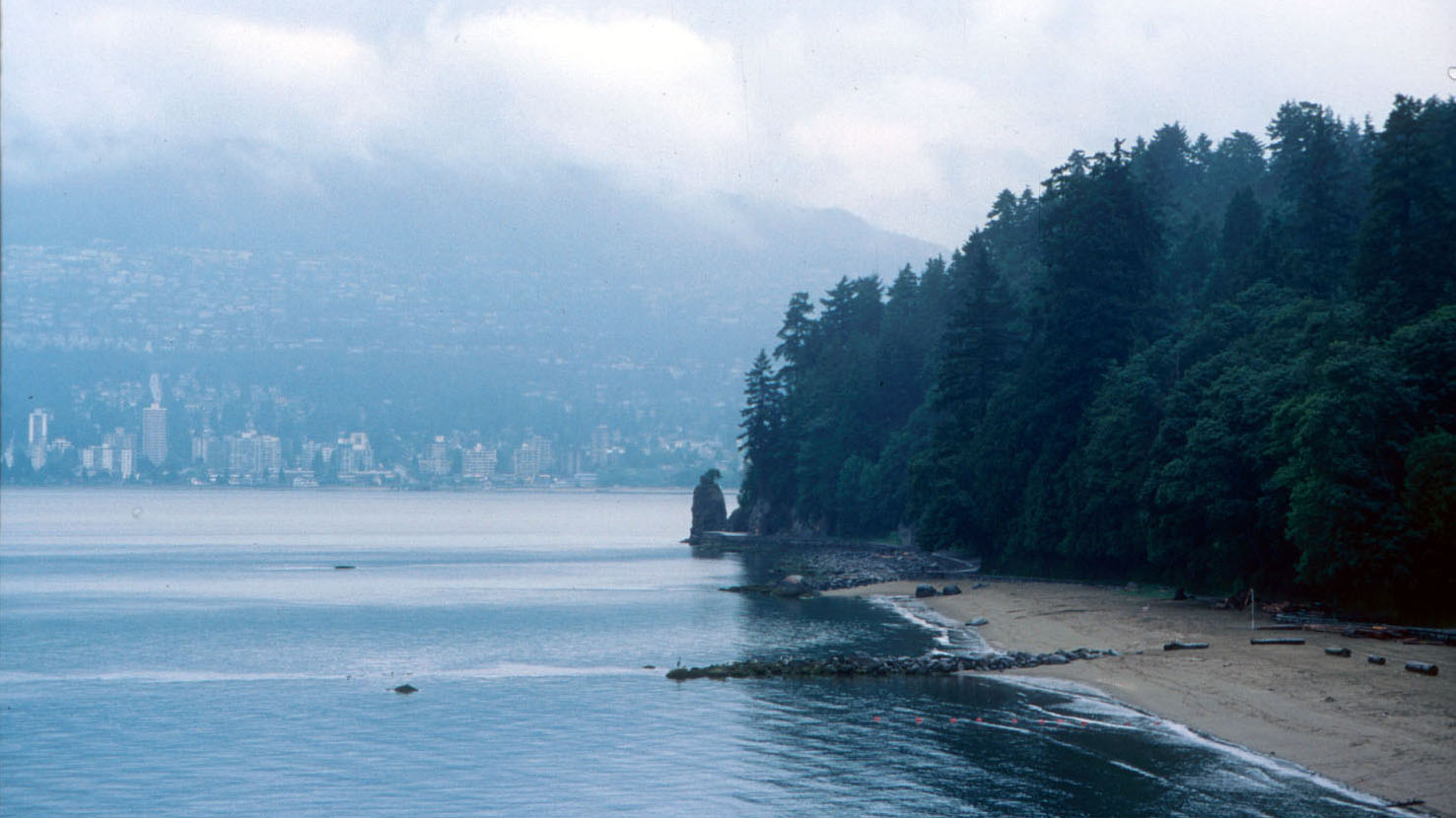
یک روز بارانی در پارک استنلی، ونکوور. این شهر، بیشترین تعداد روزهای بارانی در کانادا را دارد. به‌طور میانگین ۱۶۱ روز از سال در ونکوور بارانی است.

ونکوور یکی از گرم‌ترین شهرهای کانادا در زمستان است. اقلیم ونکوور بر اساس استانداردهای کانادایی معتدل است و در دستهٔ اقلیم اقیانوسی یا ساحل دریایی غربی قرار می‌گیرد. (بر حسب سامانه طبقه‌بندی اقلیمی کوپن در دستهٔ Cfb قرار می‌گیرد که این دسته در لبهٔ مرزبندی تابستان گرم قرار دارد) در طول ماه‌های تابستان، دمای مناطق داخلی ونکوور به مراتب بالاتر است. ونکوور به‌طور متوسط، خنک‌ترین تابستان را در میان تمام کلان‌شهرهای کانادایی داراست. این ماه‌های تابستان معمولاً خشک هستند و از هر پنج روز، تنها یک روزِ بارانی را می‌توان در ماه‌های ژوئیه و اوت انتظار داشت؛ اگرچه بارش باران از اواسط نوامبر تا مارس قابل انتظار است.
ونکوور همچنین یکی از پرباران‌ترین شهرهای کاناداست. اگرچه، میزان بارش باران در مناطق مختلف این کلان‌شهر متفاوت است. میزان متوسط بارش باران سالانه که توسط فرودگاه بین‌المللی ونکوور در ریچموند محاسبه شده‌است، ۱٬۱۸۹ میلی‌متر است؛ این مقدار برای منطقه دان‌تاون ۱٬۵۸۸ میلی‌متر و برای منطقه نورث ونکوور ۲٬۰۴۴ میلی‌متر است. بیشترین میزان دمای روزانه ۲۲ درجه سانتی‌گراد در ژوئیه و اوت است که گاهی (البته به ندرت) به ۳۰ درجه سانتی‌گراد می‌رسد.
بیشترین دمای ثبت شده در فرودگاه ۳۴٫۴ درجه سانتی‌گراد در ۳۰ ژوئیه ۲۰۰۹ بود و بیشترین دمای ثبت شده در داخل شهر ونکوور ۳۵ درجه سانتی‌گراد برای اولین بار در ۳۱ ژوئیه ۱۹۶۵ بوده‌است. این دما دوباره در ۸ اوت ۱۹۸۱ و در نهایت برای آخرین بار در ۲۹ مه ۱۹۸۳ برای این شهر اندازه‌گیری شد. سردترین دمای ثبت شده برای این شهر در ۱۴ ژانویه ۱۹۵۰، ۱۷/۸- درجه سانتی‌گراد در ۱۴ فوریه ۱۹۵۰ برای اولین بار و برای بار دوم در ۲۹ دسامبر ۱۹۶۸ اندازه‌گیری شد.
به‌طور متوسط، بارش برف در این شهر ۹ روز در سال رخ می‌دهد که ۳ روز از آن ارتفاع بارش برف تا ۵ سانتی‌متر یا بیشتر می‌رسد. متوسط بارش برف در سال ۳۸/۱ سانتی‌متر است اما برف معمولاً مدت زیادی بر روی زمین باقی نمی‌ماند.
زمستان در ونکوور بزرگ چهارمین زمستان معتدل در بین شهرهای کانادایی بعد از ویکتوریا، نانایمو و دانکن (همگی در جزیره ونکوور) است. فصل رشد گیاهان در ونکوور به‌طور متوسط ۲۳۷ روز، از ۱۸ مارس تا ۱۰ نوامبر است.

## منظرهٔ شهر

### برنامه‌ریزی شهری

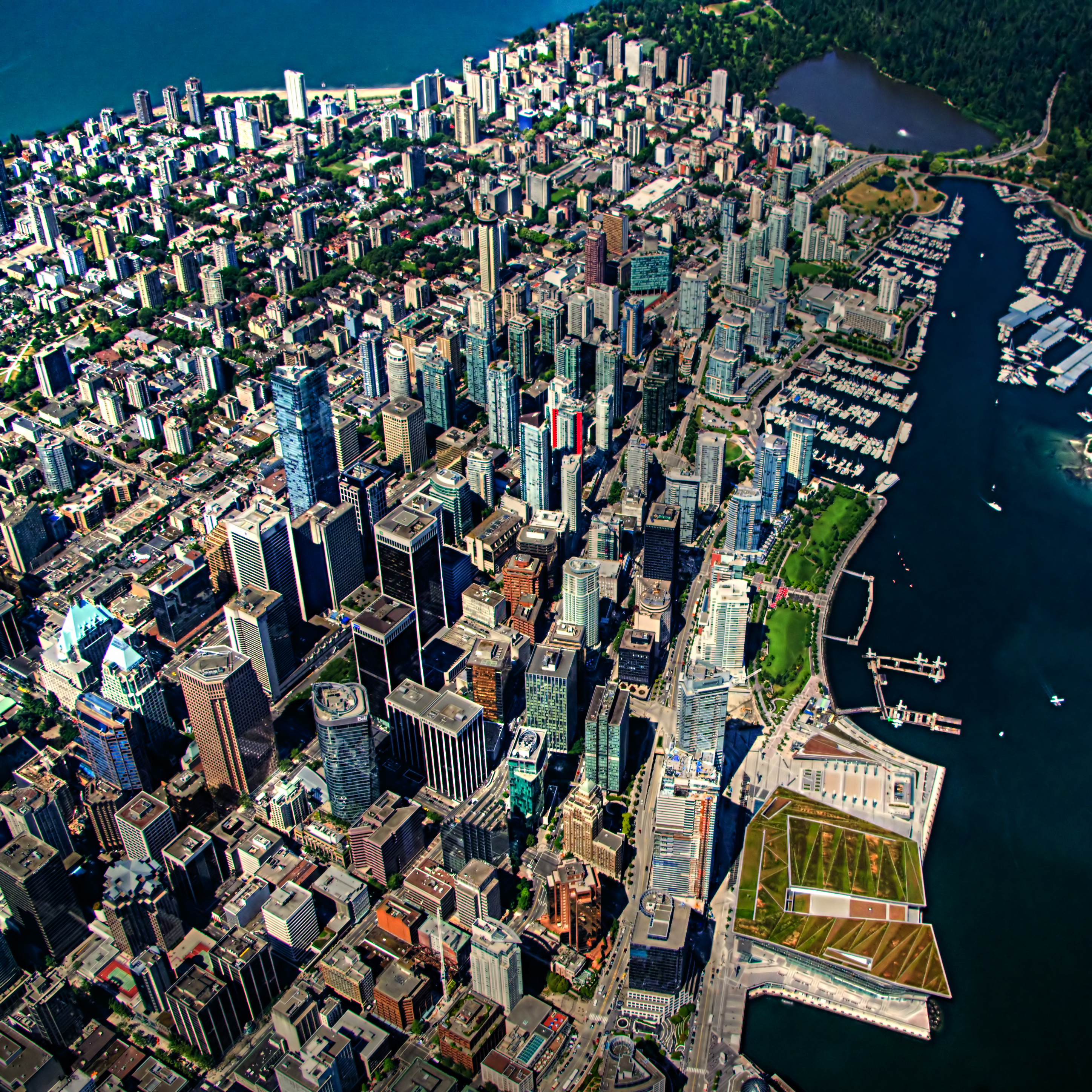
دید هوایی از مرکز شهر ونکوور(Downtown Vancouver). توسعهٔ شهری در ونکوور در قالبِ یک توسعهٔ چندمنظوره، توسط این واقعیت که یک جمعیت عظیم در مرکز شهر زندگی می‌کنند بارز است.

بر طبق آمار رسمی تا سال ۲۰۱۱، ونکوور بیشترین تراکم جمعیت در میان شهرهای کانادایی را داراست. برنامه‌ریزی شهری در ونکوور بارزترین خصوصیت خود را در ساختمان‌های مسکونی بلند و توسعهٔ چندمنظوره در مراکز شهری (به جای حومه و اطراف شهر) به ما می‌شناساند. برنامه‌ریزی شهری در ونکوور (به عنوان بخشی از منطقهٔ ونکوور بزرگ) از یک برنامهٔ راهبردی و سیاست‌هایی که توسط دولت در قالب «استراتژی رشد منطقه‌ای در ونکوور بزرگ» تدوین شده‌است، تأثیر پذیرفته‌است.
ونکوور همواره در دههٔ اخیر، به عنوان یکی از بهترین شهرهای جهان برای زندگی انتخاب شده‌است. در بین سال‌های ۲۰۰۴ تا ۲۰۱۰، مجله اکونومیست (واحد اطلاعات اکونومیست) ونکوور را بهترین شهر دنیا برای زندگی انتخاب کرد. ونکوور در سال ۲۰۱۱ جای خود را به ملبورن داد و به رتبه سومین شهر برتر دنیا برای زندگی رسید. این رتبه تا سال ۲۰۱۷ حفظ شده‌است. بر اساس گزارش فوربس، ونکوور ششمین بازار گران‌قیمتِ مسکن در جهان، و دومین در آمریکای شمالی بعد از لس آنجلس را دارد. ونکوور همچنین یکی گران‌ترین شهرهای کانادا برای زندگی است. هزینه فروش در فوریه ۲۰۱۶، ۵۶/۳٪ گران‌تر از متوسط ۱۰-ساله در یک ماه است. فوربس همچنین ونکوور را دهمین شهر تمیز در جهان معرفی کرده‌است.
خصوصیات بنیادینِ برنامه‌ریزی شهری در ونکوور در اواخر دهه ۱۹۵۰ تدوین شد؛ زمانی که برنامه‌ریزان شهری ساخت برج‌های مسکونی بلند در محلهٔ وست‌اند را در دستور کار قرار دادند و قوانین محکمی برای برای تأمین فضای مؤثر برای حفظ خطِ دید کافی در شهر و همچنین فضای سبزِ مناسب وضع کردند. موفقیت این محله‌های متراکم و البته با کیفیت بالا برای زندگی به توسعهٔ دوبارهٔ مناطق شهری-صنعتی در اواسط دهه ۱۹۸۰ تا ۱۹۹۰ منجر شد؛ از جمله فالس‌کریک شمالی و کول‌هاربور. نتیجه این توسعه‌ها یک هستهٔ شهری متراکم است که همواره به عنوان یک منطقهٔ شهریِ مطبوع، با کیفیت بالای استانداردهای توسعه شهری برای زندگی با کیفیت در جهان مشهور شده‌است. اخیراً مسئولان شهر در پیِ استفاده از روشِ «تراکمِ اقتصادی» هستند که در آن، تراکم جمعیت، طراحی و استفاده از زمین می‌تواند به پایداری محیط زیستی، توجیه اقتصادی مناسب با توجه به توان مالی عمومی و کیفیت بالای زندگی منجر شود.
ونکوور به دلیل طیف وسیعی از مشکلات، از جمله پل‌های کوچک و قدیمی و کمبود بزرگراه‌های کافی در محدوده شهری، شلوغ‌ترین ترافیک شهری در کانادا را دارد.

### معماری

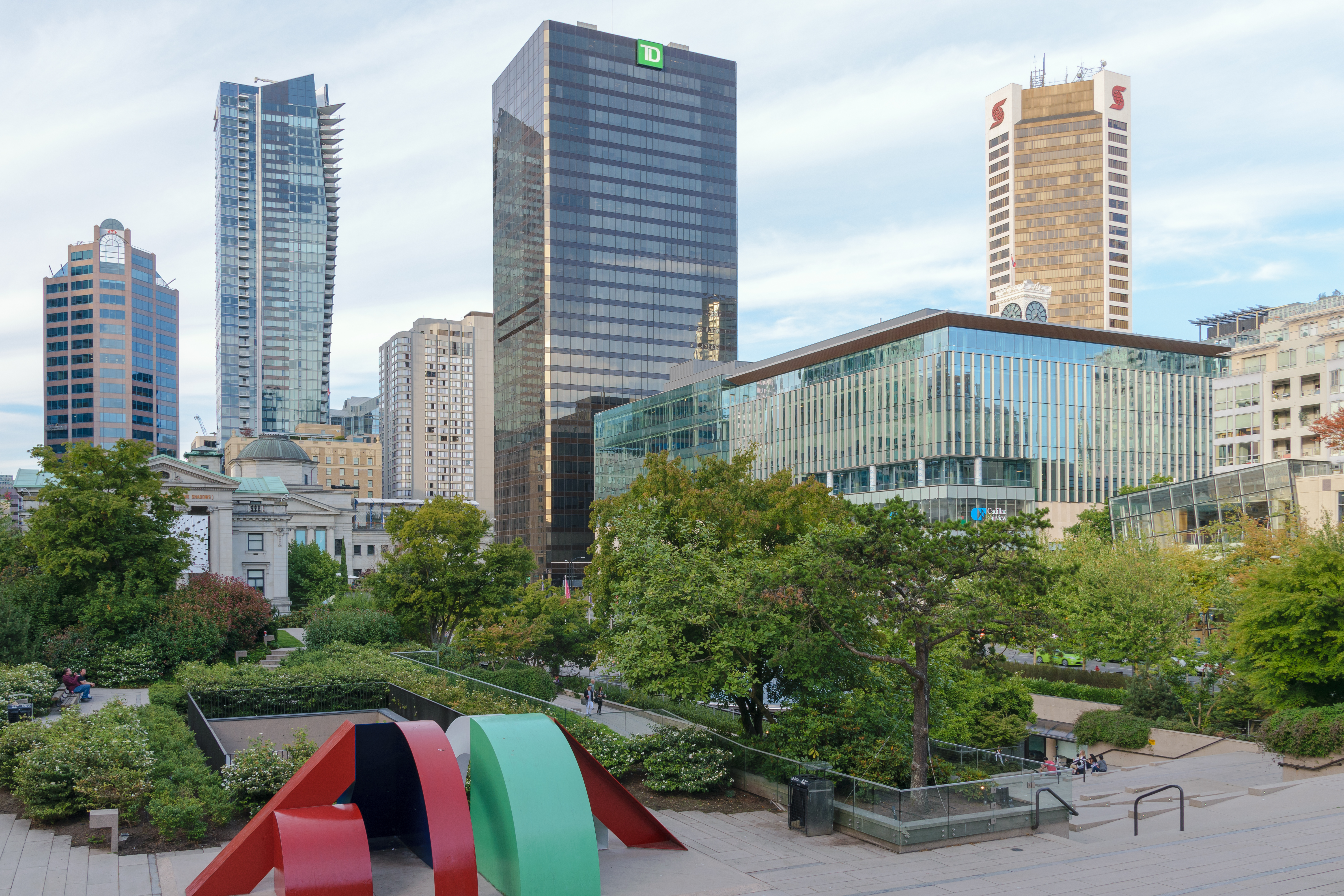
میدان رابسون یک مرکز شهری و یک میدان عمومی است که توسط معمار محلی، آرتور اریکسون طراحی شده‌است.

گالری هنر ونکوور در مرکز شهر ونکوور در یک ساختمان نئوکلاسیک که قبلاً دادگاه اصلی ونکوور بوده‌است قرار دارد که در سال ۱۹۰۶ ساخته شده‌است. ساختمان دادگاه توسط فرانسیس رتنبری طراحی شده‌است که طراحی پارلمان بریتیش کلمبیا، هتل امپرس در ویکتوریا و تزئین پرخرجِ دومین هتل ونکوور را در کارنامهٔ خود دارد. هتل ۵۵۶ اتاقهٔ هتل-ونکوور (Hotel Vancouver) که در سال ۱۹۳۹ افتتاح شده‌است و دارای سقفی مسی است در مرکز شهر ونکوور قرار دارد. کلیسای جامع ونکوور که دارای سبک معماری گوتیک است در اطراف این هتل قرار دارد که در سال ۱۸۹۴ افتتاح شده‌است و این ساختمان را در سال ۱۹۷۶ به عنوان مالک ازآن خود کرده‌است.

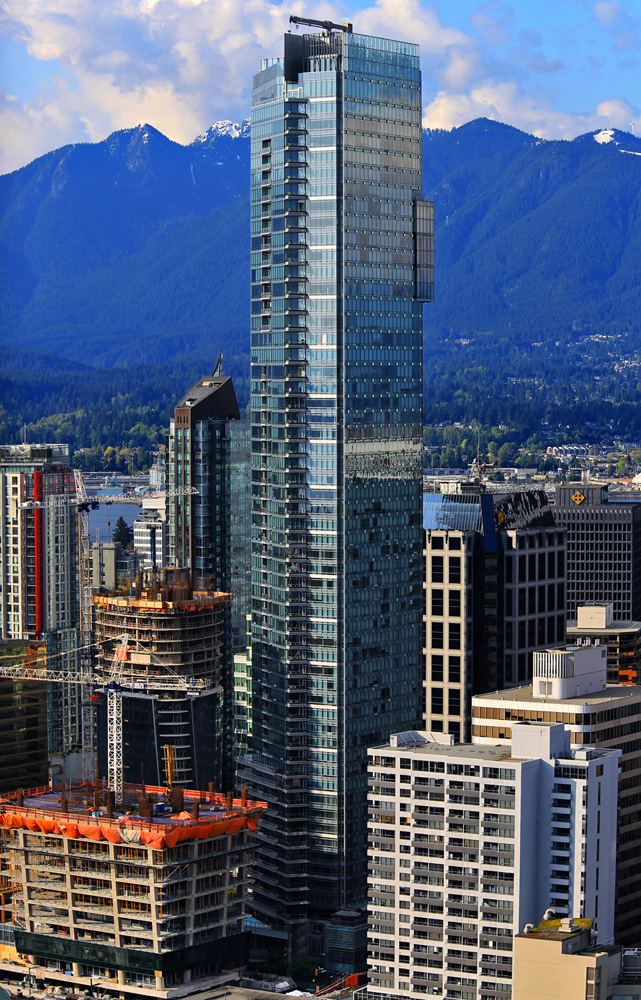
ساختمان لیوینگ شانگری-لا بلندترین ساختمان ونکوور است که در سال ۲۰۰۸ افتتاح شده‌است.

چندین ساختمانِ مدرن در مرکز شهر ونکوور قرار دارند، از جمله هاربر سنتر، دادگاه عالی ونکوور، میدان رابسون (طراحی شده توسط آرتور اریکسون)، کتابخانه ونکوور (طراحی شده توسط موشه سفدی و DA Architects) که یادآور کولوسئوم در رم است و یک ساختمان چوبی بزرک به نام وودوارد (طراحی شده توسط شرکت Henriquez Partners Architects).
ساختمان مقر اصلی بی-سی هایدرو (طراحی شده توسط رون ثام و ند پرت) در خیابان‌های نلسون و بورارد یک برج بلند و مدرن است که مدتی است که تغییر کاربری داده‌است. یکی دیگر از نمونه‌های ساختمان مدرن در ونکوور یک ساختمان بتنی متعلق به مکمیلان بلودل (MacMillan Bloedel) است که در گوشهٔ شمال شرقی تقاطع جورجیا و ثورلو قرار دارد.
یکی از المان‌های مهم و مشهور از چشم‌انداز شهر ونکوور، یک سازهٔ عظیمِ غشایی (چادری) به نام کانادا پلِیس (Canada Place) (طراحی شده توسط زیدلر رابرتس- رابرتس پارتنرشیپ، MCMP و DA Architects)است که قبلاً یک نمایشگاه بوده‌است و برای اکسپو ۸۶ استفاده می‌شد. این سازه شامل بخشی از Convention Centre، هتل پن پسفیک و یک پایانه کشتی‌های کروز و تفریحی است. دو ساختمان مدرن دیگر که بخش جنوبیِ خط افق شهر را از بقیه بخش‌های مرکز شهر ونکوور متمایز می‌سازد، ساختمان شهرداری و بیمارستان عمومی ونکوور است که هردو توسط فرد تاونلی و متسن در سال‌های ۱۹۳۶ و ۱۹۵۸ ساخته شده‌اند.
یک سلسله ساختمان‌هایی که در هستهٔ قدیمیِ مرکز شهر ونکوور با سبک معماری ادواردین ساخته شده‌اند در دوران خودشان بلندترین ساختمان‌های امپراتوری بریتانیا به حساب می‌آمدند. این ساختمان‌ها شامل مقر Carter-Cotton (مقرِ قبلیِ روزنامهٔ The Vancouver Province)، ساختمان دامینیون(۱۹۰۷)، برج خورشید (Sun Tower)(۱۹۱۱) که در خیابان‌های کمبی، هستینگز، بیتی و پندر قرار دارند. برج خورشید در دههٔ ۱۹۲۰ بلندترین ساختمان تجاریِ امپراتوری بریتانیا محسوب می‌شد. ساختمان مارین (Marine Building) به دلیل پوشش و چهرهٔ کاشی کاری شدهٔ سرامیکیِ استادانه‌اش و همچنین بالابرها و درهای از جنس برنجی-طلایی‌اش یکی از مکان‌های موردعلاقهٔ فیلمسازان برای فیلمبرداری به حساب می‌آید. در صدرِ لیست بلندترین ساختمان‌های ونکوور، نام ساختمان لیوینگ شانگری-لا (Living Shangri-La) قرار دارد که دارای ارتفاعی معادل ۲۰۱ متر(۶۵۹ فوت) و ۶۲ طبقه است. دومین ساختمان بلند ونکوور برج و هتل بین‌المللی ترامپ است که دارای ۱۸۸ متر(۶۱۷ فوت) ارتفاع است. سومین و چهارمین ساختمان‌های بلند ونکوور هتل جورجیا با ۱۵۶ متر(۵۱۲ فوت) ارتفاع و ساختمان One Wall Centre با ۱۵۰ متر ارتفاع(۴۹۰ فوت) و ۴۸ طبقه هستند. پنجمین ساختمان بلند در این لیست، برج شاو(Shaw Tower) با ۱۴۹ متر ارتفاع(۴۸۹ فوت) است.

## جمعیت
سهمِ ادیانِ مختلف در میان مردم در ونکوور بزرگ (۲۰۱۱)
براساس آمار ارائه شده توسط اداره آمار کانادا در سال ۲۰۱۱، منطقهٔ شهریِ ونکوور، مشهور به ونکوور بزرگ با بیش از ۲/۴ میلیون جمعیت، سومین کلانشهرِ بزرگ (از لحاظ وسعت و جمعیت) در کانادا و بزرگ‌ترین کلان‌شهر در غرب کاناداست. همچنین بیش از ۶۰۳٬۰۰۰ نفر در شهر ونکوور زندگی می‌کنند که این رقم آن را به هشتمین شهر بزرگ کانادا از لحاظ جمعیت تبدیل می‌کند. (شهرهای حومه ونکوور، همچون سوری، برنابی و ریچموند با وجود اینکه از توابع ونکوور و جزئی از ونکوور بزرگ محسوب می‌شوند در این آمار و جدول به صورت شهر جداگانه‌ای معرفی شده‌اند. با احتساب آن‌ها به عنوان بخشی از شهر ونکوور این آمار تغییر می‌کند) به‌طور دقیق‌تر ونکوور بعد از کلگری، ادمونتون و وینیپگ چهارمین شهر بزرگ (از لحاظ جمعیت) در غرب کاناداست. بخش جنوبِ غربیِ منطقهٔ اقتصادیِ لوئر مین‌لند (که شامل اسکوامیش لیلوئِت (Squamish-Lillooet)، فریزر ولی (Fraser Valley) و منطقه ساحلیِ سان‌شاین (Sunshine Coast Regional District) می‌شود، جمعیتی بالغ بر ۲/۹۳ میلیون نفر را در خود جای داده‌است. در شهر ونکوور، در هر کیلومترِ مربع ۵٬۲۴۹ نفر زندگی می‌کنند که آن را به متراکم‌ترین شهر کانادا از لحاظ جمعیتی تبدیل ساخته‌است. به‌طور تقریبی ۷۴ درصد از مردمِ ساکن در ونکوور بزرگ در خارج از شهر زندگی می‌کنند.
ونکوور به «شهرِ محله‌ها» مشهور شده‌است. هر کدام از محله‌های ونکوور یک ترکیب نژادی-فرهنگیِ متمایز و مخصوص خود را دارا هستند. در گذشته ساکنانِ ونکوور، با اصالتِ انگلیسی، اسکاتلندی و ایرلندی بزرگ‌ترین گروهِ قومیتی در این شهر به حساب می‌آمدند. اِلِمان‌های فرهنگی-اجتماعیِ یک جامعهٔ بریتانیایی همچنان در بعضی مناطقِ این شهر مشهود و بارز هستند، به خصوص در گرنویل جنوبی و کریزدِیل. آلمانی‌ها دومین جمعیتِ اروپاییِ غالب در ونکوور هستند که در قدیم بخشِ مهمی از نیروی اجتماعی-اقتصادیِ جامعهٔ ونکوور را تشکیل می‌دادند. با ظهورِ احساس و تفکرِ جمعیِ ضد آلمانی با شروع جنگ جهانی اول در سال ۱۹۱۴ این نقشِ آلمانی‌ها کمرنگ‌تر شد. امروزه چینی‌ها بزرگ‌ترین گروه قومیتی در شهر هستند که دارای یک جامعهٔ درون-محوری هستند و همگی به زبان چینی با لهجه‌های گوناگون صحبت می‌کنند؛ مانند کانتونی و ماندارین. محله‌هایی در این شهر دارای مناطقی با توزیع نژادی یکنواخت و متمایزی هستند؛ مانند محله چینی‌ها، محلهٔ هندی‌ها (مشهور به بازار پنجابی)، محلهٔ ایتالیایی‌ها (مشهور به ایتالیای کوچک)، محلهٔ یونانی‌ها (Greektown) و محلهٔ ژاپنی‌ها.

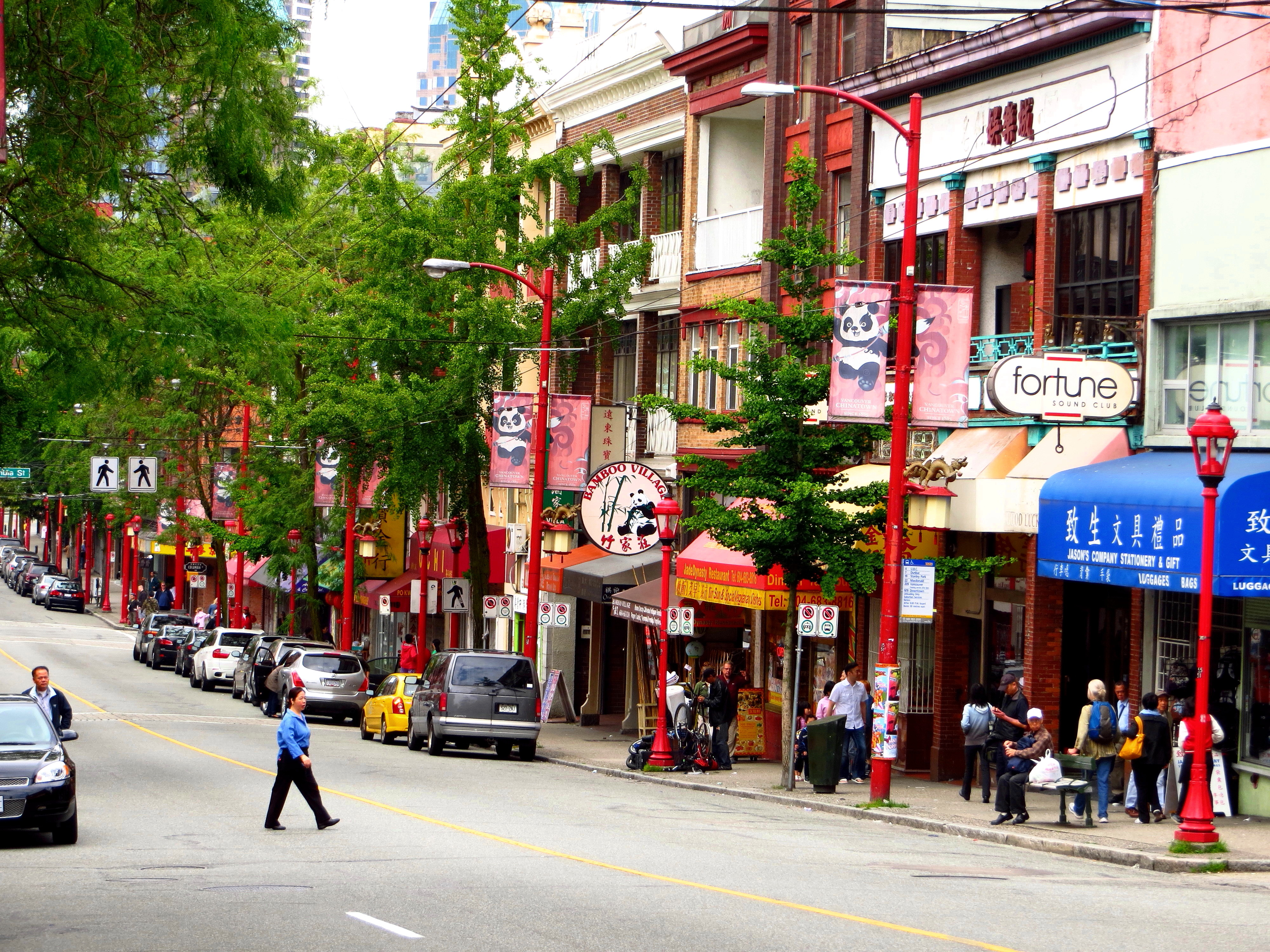
محلهٔ چینی‌ها در ونکوور، بزرگ‌ترین محلهٔ چینی‌ها در کاناداست. این شهر یکی از بزرگ‌ترین تراکمِ جمعیتِ مردم چینی در آمریکای شمالی را داراست.

از سال ۱۹۸۰، مهاجرت به ونکوور به شدت افزایش یافته‌است که آن را به یکی از متنوع‌ترین شهرهای کانادا از لحاظ نژادی و زبانی تبدیل می‌کند. بیش از ۵۲٪ از مردم ونکوور دارای زبان مادری به جز انگلیسی هستند. تقریباً ۳۰٪ از ساکنان شهر، دارای اصلیتی چینی هستند. در دههٔ ۱۹۸۰ تا ۱۹۹۰، هجوم خیلی عظیم از مهاجران از هنگ کنگ در جریانِ واقعهٔ اخراج چینی‌ها از بریتانیا به چین و افزایش چشمگیر مهاجرت از کشور چین و حضورِ مهاجران قبلی از تایوان، جامعهٔ چینی‌ها در ونکوور را به یکی از بزرگ‌ترین گروه‌های نژادیِ ساکن در این شهر تبدیل ساخته‌است و توزیعِ جمعیتیِ چینی‌ها در ونکوور، یکی از متراکم‌ترین‌ها در آمریکای شمالی شده‌است. این هجوم مهاجران آسیایی به ونکوور یک سنتِ مهاجرتیِ خاص در سراسر جهان را بنیان نهاده، که ونکوور را به دومین شهرِ محبوبِ مهاجران به کانادا، بعد از تورنتو تبدیل ساخته‌است. دیگر گروه‌های نژادیِ مهم در میانِ مهاجران ونکوور، مهاجران از جنوب آسیا (عموماً پنجابی) هستند که عموماً به هندی-کانادایی مشهور شده‌اند (۵/۷٪). دیگر گروه‌های مهاجرِ غالب، فیلیپینی‌ها (۵٪)، ژاپنی‌ها (۱/۷٪) و کره‌ای‌ها (۱/۵٪) هستند. مهاجرانِ ایرانی، ویتنامی، اندونزیایی و کامبوجی نیز دیگر گروه‌های نژادیِ ساکن در ونکوور را تشکیل می‌دهند. برخلاف افزایشِ تعداد مهاجران از آمریکای لاتین به ونکوور در دههٔ ۱۹۸۰ تا ۱۹۹۰، میزان مهاجرت از این منطقه در سال‌های اخیر چشمگیر نبوده‌است. (۳٫۶٪ از کل جمعیت مهاجر) جمعیت آفریقایی‌های ساکن در ونکوور نیز قابل توجه نیست. (۳٫۳٪ از کل جمعیت مهاجر). جمعیتِ سیاه‌پوستانِ ساکن در ونکوور، در قیاس با دیگر شهرهای کانادایی تقریباً ناچیز است (کم‌تر از ۰٫۹٪). محلهٔ استراتکونا (Strathcona) هستهٔ محلهٔ یهودی نشینِ ونکوور بود. محلهٔ هوگانز اَلی (Hogan's Alley)، یک منطقهٔ کوچک در مجاورتِ محلهٔ چینی‌ها زمانی محلِ زندگیِ بخش مهمی از سیاه‌پوستانِ ونکوور بود. در سال ۱۹۸۱، کم‌تر از ۷٪ جمعیت ونکوور متعلق به گروهِ اقلیت قابل مشاهده بودند. (نامی که دولتِ کانادا برای اقلیتی که از لحاظ نژادی هندواروپایی-قفقازی یا سفیدپوست نیستند در نظر گرفته‌است) در سال ۲۰۰۸، این نسبت تا ۵۱٪ بالا رفت.
قبل از دههٔ ۱۹۹۰ میلادی، بزرگ‌ترین گروهِ نژادیِ غیر انگلیسی در ونکوور ایرلندی و آلمانی بودند. بعد از این ملیت‌ها، بیشترین جمعیت غالب اهل اسکاندیناوی، ایتالیا، اوکراین و چین بودند. از اواسط دههٔ ۵۰ تا دههٔ ۸۰ میلادی، خیلی از مهاجران پرتغالی به ونکوور آمدند و در سال ۲۰۰۱ این شهر سومین جمعیت بزرگ پرتغالی‌ها در کانادا را دارا بود. خیلِ جمعیت مهاجرت از اروپای شرقی، شامل روسیه، چک، لهستان، رومانی و مجارستان بعد از تسلطِ شوروی بر اروپای شرقی بعد از جنگ جهانی دوم آغاز شد. مهاجرت یونانی‌ها از اواخر دههٔ ۶۰ و اوایل ۷۰ آغاز شد و اسکانِ آن‌ها غالباً در منطقهٔ کیتسیلانو (Kitsilano) صورت گرفت. ونکوور همچنین یک جمعیت قابل ملاحظه از بومیان کانادا را داراست (حدود ۱۱٬۰۰۰ نفر).
جمعیت بزرگی از دگرباشان جنسی در ونکوور زندگی می‌کنند که در محله‌های غربی و بخش وِست اِند (West End) و خیابان دِیوی (Davie Street) ساکن هستند؛ اگرچه جمعیتِ دگرباشان جنسی در مناطقی از یِیل تاون (Yaletown) نیز قابل توجه است. ونکوور هرساله میزبان یکی از بزرگ‌ترین رژه‌های دگرباشان جنسی در کاناداست.
| ادارهٔ آمار کانادا            | ادارهٔ آمار کانادا                 | جمعیت   | % درصد از کل جمعیت |
| ---------------------------- | --------------------------------- | ------- | ------------------ |
| گروهِ اقلیت قابل مشاهده منبع: | چینی                              | 167,180 | ۲۸٫۳٪              |
| گروهِ اقلیت قابل مشاهده منبع: | آسیای جنوبی                       | 37,130  | ۶٪                 |
| گروهِ اقلیت قابل مشاهده منبع: | سیاه‌پوست                          | 6,345   | ۱٪                 |
| گروهِ اقلیت قابل مشاهده منبع: | فیلیپینی                          | 36,460  | ۵٫۹٪               |
| گروهِ اقلیت قابل مشاهده منبع: | آمریکای لاتین                     | 10,935  | ۱٫۸٪               |
| گروهِ اقلیت قابل مشاهده منبع: | عرب                               | 2,965   | ۰٫۵٪               |
| گروهِ اقلیت قابل مشاهده منبع: | آسیای جنوب شرقی                   | 17,120  | ۲٫۸٪               |
| گروهِ اقلیت قابل مشاهده منبع: | آسیای غربی                        | 8,630   | ۱٫۴٪               |
| گروهِ اقلیت قابل مشاهده منبع: | کُره‌ای                             | 9,360   | ۱٫۵٪               |
| گروهِ اقلیت قابل مشاهده منبع: | ژاپنی                             | 10,315  | ۱٫۷٪               |
| گروهِ اقلیت قابل مشاهده منبع: | دیگر اقلیت‌های قابل مشاهده         | 1,500   | ۰٫۲٪               |
| گروهِ اقلیت قابل مشاهده منبع: | اقلیت قابل مشاهدهٔ چندنژادی-فرهنگی | 11,070  | ۱٫۸٪               |
| کلِ جمعیتِ اقلیتِ قابل مشاهده   | کلِ جمعیتِ اقلیتِ قابل مشاهده        | 352,430 | ۵۹٫۶٪              |
| گروهِ بومی‌های کانادا منبع:    | اقوام اولیه کانادا                | 8,930   | ۱٫۴٪               |
| گروهِ بومی‌های کانادا منبع:    | متی                               | 4,405   | ۰٫۷٪               |
| گروهِ بومی‌های کانادا منبع:    | اینوئیت                           | ۱۰۵     | ۰٪                 |
| کل جمعیت بومی‌های کانادا      | کل جمعیت بومی‌های کانادا           | 13,905  | ۲٫۴٪               |
| اروپایی-کانادایی             | اروپایی-کانادایی                  | 285,295 | ۴۶٫۱٪              |
| کل جمعیت                     | کل جمعیت                          | ۵۹۱٬۲۱۰ | ۱۰۰٪               |

## اقتصاد

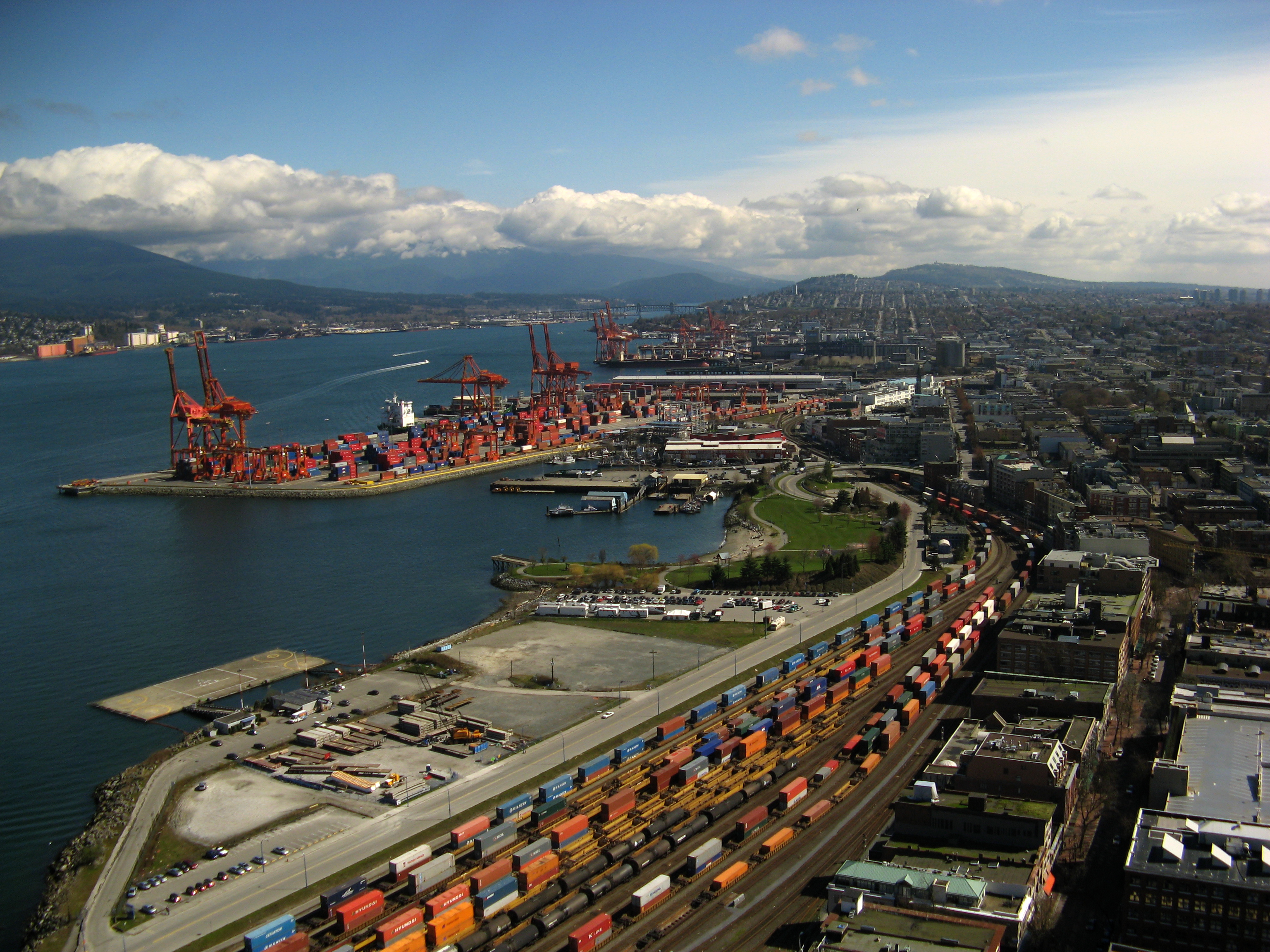
بندر ونکوور بزرگ‌ترین بندر در کانادا، و سومین بندر بزرگ (بر اساس وزنِ کالای مبادلاتی بر حسب تُن) در قارهٔ آمریکا است.

به دلیلِ قرار داشتنِ ونکوور در حاشیهٔ اقیانوس آرام و در مجاورتِ غربی‌ترین پایانهٔ بزرگراهِ بین قاره‌ای (بزرگراه ترنس کانادا) و مسیرهای راه‌آهن، این شهر یکی از بزرگ‌ترین مراکز صنعتی در کشور کانادا است. از طریقِ بندرِ ونکوور بزرگ، بزرگ‌ترین بندر کانادا (از لحاظ تنوع و میزانِ کالای مبادله‌ای و انتقالی)، هر ساله حجم بزرگی از کالای تجاری (با بیش از ۱۷۲ میلیارد دلار ارزش مالی) با بیش از ۱۶۰ اقتصاد تجاری در جهان، مبادله و تجارت می‌شود. به‌طور سالیانه فعالیت‌های این بندر مهم، ۹٫۷ میلیارد دلار تولید ناخالص داخلی و ۲۰٫۳ میلیارد دلار خروجی اقتصادی برای این شهر به ارمغان می‌آورد. ونکوور همچنین مقرِ اصلی شرکت‌های مربوط به صنعت چوب و جنگل‌داری و معدن است. در سال‌های اخیر ونکوور به مرکزی برای توسعهٔ نرم‌افزار، زیست‌فناوری (بیوتکنولوژی)، هوافضا، توسعهٔ بازی‌های ویدئویی، استودیوهای انیمیشن و صنعت فیلم و تلویزیون تبدیل شده‌است. در هر سال، این شهر به‌طور تقریبی میزبانِ ۶۵ فیلم سینمایی و ۵۵ سریال تلویزیونی است که آن را به سومین مرکز تولید فیلم سینمایی و سریال تلویزیونی در آمریکای شمالی تبدیل می‌کند. این صنعتِ مهم در شهر ونکوور بیش از ۲۰٬۰۰۰ شغل فراهم کرده‌است. تمرکز قویِ این شهر بر سبک زندگی و فرهنگ سلامت آن را به محلِ مقرهای اصلیِ بسیاری از برندهای مطرح تبدیل کرده‌است که همگی در این شهر تأسیس شده‌اند.

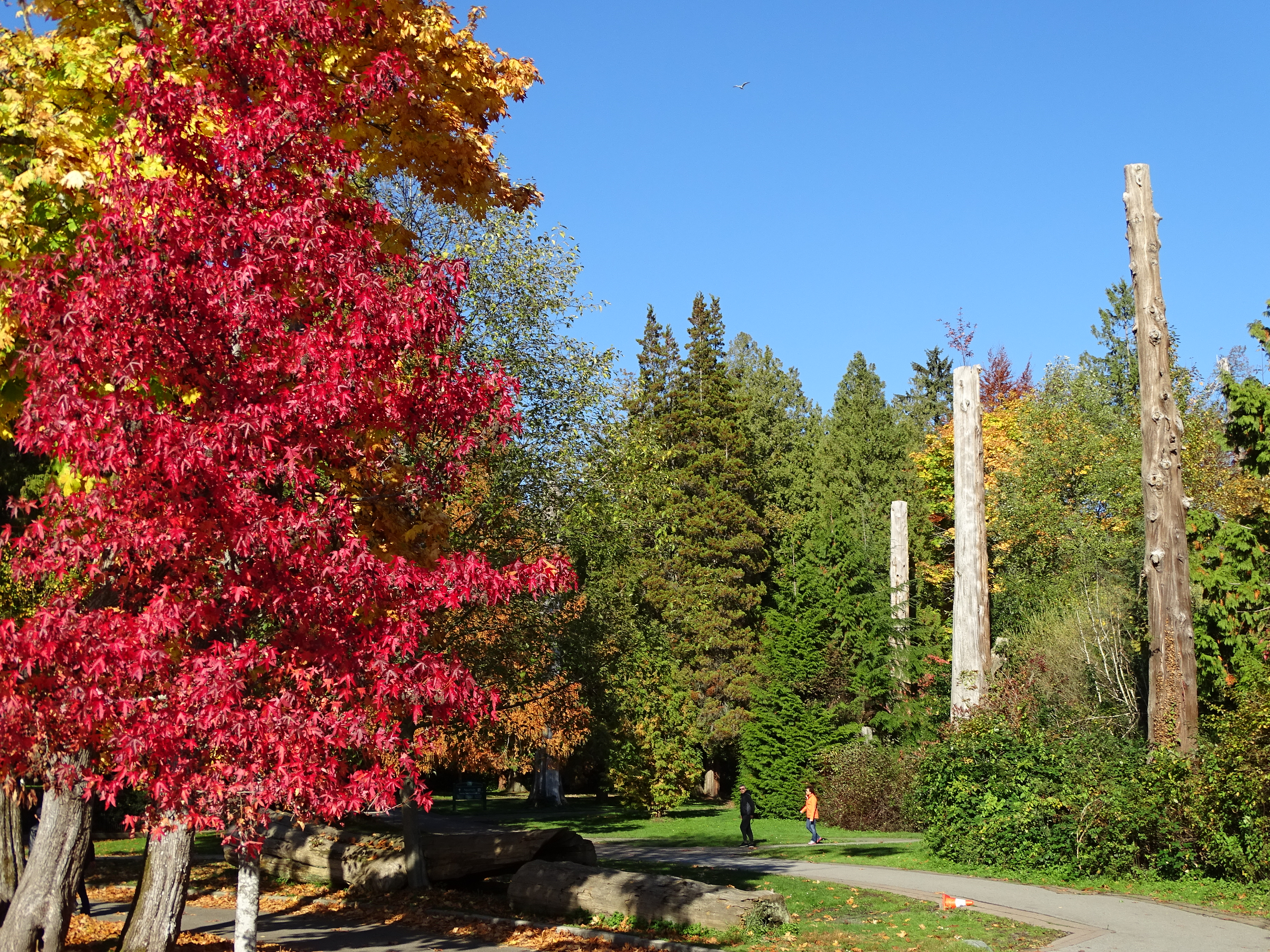
پارک استنلی یک پارک عمومی با مساحت ۴۰۵ هکتار است که به یکی از بزرگ‌ترین جاذبه‌های توریستی ونکوور تبدیل شده‌است. این پارک در مجاورت داون‌تاون قرار دارد.

مکانِ خاص و زیبایی که ونکوور در آن قرار گرفته‌است، این شهر را به یک مقصد توریستی جذاب و مهم تبدیل می‌کند. بیش از ۱۰٫۳ میلیون نفر در سال ۲۰۱۷ از ونکوور بازدید کرده‌اند. هر ساله صنعت توریسم به‌طور تقریبی ۴٫۸ میلیارد دلار به اقتصاد کلان‌شهرِ ونکوور کمک می‌کند و بیش از ۷۰٬۰۰۰ شغل برای مردم این شهر فراهم می‌سازد. از مهم‌ترین جاذبه‌های توریستی ونکوور، باغ‌های شهر، پارک استنلی، پارک ملکه الیزابت، باغ گیاه‌شناسی ون‌دوسن و کوه‌ها، اقیانوس، جنگل‌ها و پارک‌هایی هستند در اطراف شهر قرار دارند. هرساله بیش از یک میلیون نفر به وسیلهٔ کشتی‌های کروز و تفریحی از ونکوور گذر می‌کنند.
بازار مسکنِ ونکوور، یکی از گران‌ترین بازارهای مسکن در کانادا است. در سال ۲۰۱۲، ونکوور توسط آکادمی و سازمانِ دموگرافیا، دومین شهر گران جهان برای بازار مسکن لقب گرفت که این وضعیت گرانی حتی از سال ۲۰۱۱ نیز وخیم‌تر شده بود. مسئولان شهر برای کاهشِ هزینهٔ مسکن در این شهر استراتژی‌های مختلفی را اعمال کردند، از جمله تعاون مسکن، سوئیت‌های قانونی برای خانواده‌ها، تراکم افزایش یافته و نظریه رشد هوشمندانه. در سال ۲۰۱۰، یک خانهٔ دوطبقهٔ متوسط در ونکوور تا ۹۸۷٬۵۰۰ دلار قیمت‌گذاری می‌شد که در برابرِ قیمت متوسطِ خانه در کانادا(۳۶۵٬۱۴۱ دلار) اختلاف قابل توجهی داشت. یک عامل مهم در زمینهٔ قیمت بالای منزل در ونکوور ممکن است سیاست‌های دولت کانادا باشد، که در آن‌ها برای جلوگیری از فرایند «شستن برف» (اصطلاحی که به «پنهان‌سازیِ تراکنش‌های مالیِ غیرقانونی، معمولاً به قصدِ فرار مالیاتی در کشور کانادا» گفته می‌شود و زیرمجموعه‌ای از فرایند «پول‌شویی» محسوب می‌شود)، تمهیدات لازم صورت نگرفته‌است. فرایند «شستن برف» به افراد غیر کانادایی اجازه می‌دهد تا در کانادا ملک خریداری کنند تا از این املاک برای فرار از پرداخت مالیات به سازمان‌های مسئولِ اخذ مالیات در کشورشان و کانادا استفاده کنند. این فرایند به آن‌ها کمک می‌کند تا با استفاده از تراکنش‌های مالی در بازار مسکن ونکوور، راهی مهم و اثرگذار برای انجام عملیاتِ «پول‌شویی» برای خود هموار کنند.
از دههٔ ۱۹۹۰ تا ۲۰۰۰، بر توسعهٔ واحدهای مسکونی در برج‌های بلند در ونکوور و به خصوص داون‌تاون، به‌طور گسترده سرمایه‌گذاری شده‌است. این سرمایه‌گذاری از یک جریانِ سرمایه از مهاجران هنگ کنگی ناشی می‌شود که به دلیل استرداد مردم آسیایی به چین در سال ۱۹۹۷ وارد ونکوور شده بود. این توسعه، در مناطق ییل‌تاون (Yaletown) و کول هاربور (Coal Harbour) و اطراف بسیار از ایستگاه‌های ترن هوایی در شرق داون‌تاون متمرکز شده بود. انتخاب شهر ونکوور به عنوان میزبان المپیک زمستانیِ ۲۰۱۰ نیز یک عامل مهم و اثرگذار در توسعهٔ اقتصادی این شهر محسوب می‌شود. یکی از نگرانی‌هایی که در زمان المپیک زمستانی ابراز می‌شد، افزایشِ تعداد بی‌خانمان‌ها بود که ممکن بود توسط المپیک زمستانی تشدید شود؛ چرا که صاحبان هتل‌های اقامتیِ با واحدهای یک اتاقه که قبل از المپیک برای شهروندانِ با درآمد کم استفاده می‌شد، ترجیح می‌دادند تا املاک خود را برای اسکانِ قشر پردرآمدتر و توریست‌ها استفاده کنند. یکی دیگر از وقایع بین‌المللی مهم که در ونکوور برگزار شد، نمایشگاه بین‌المللی اکسپو ۸۶ بود که در سال ۱۹۸۶ در این شهر برگزار شد که توانست ۲۰ میلیون توریست به این شهر جذب کند و ۳/۷ میلیارد دلار به اقتصاد کانادا کمک کرد. تعدادی از مراکز مهم در ونکوور شامل سیستم ترابری عمومیِ قطار هوایی و کانادا پلِیس (Canada Place) به عنوان بخشی از نمایشگاه ساخته شده‌است.

## سیاست و دولت

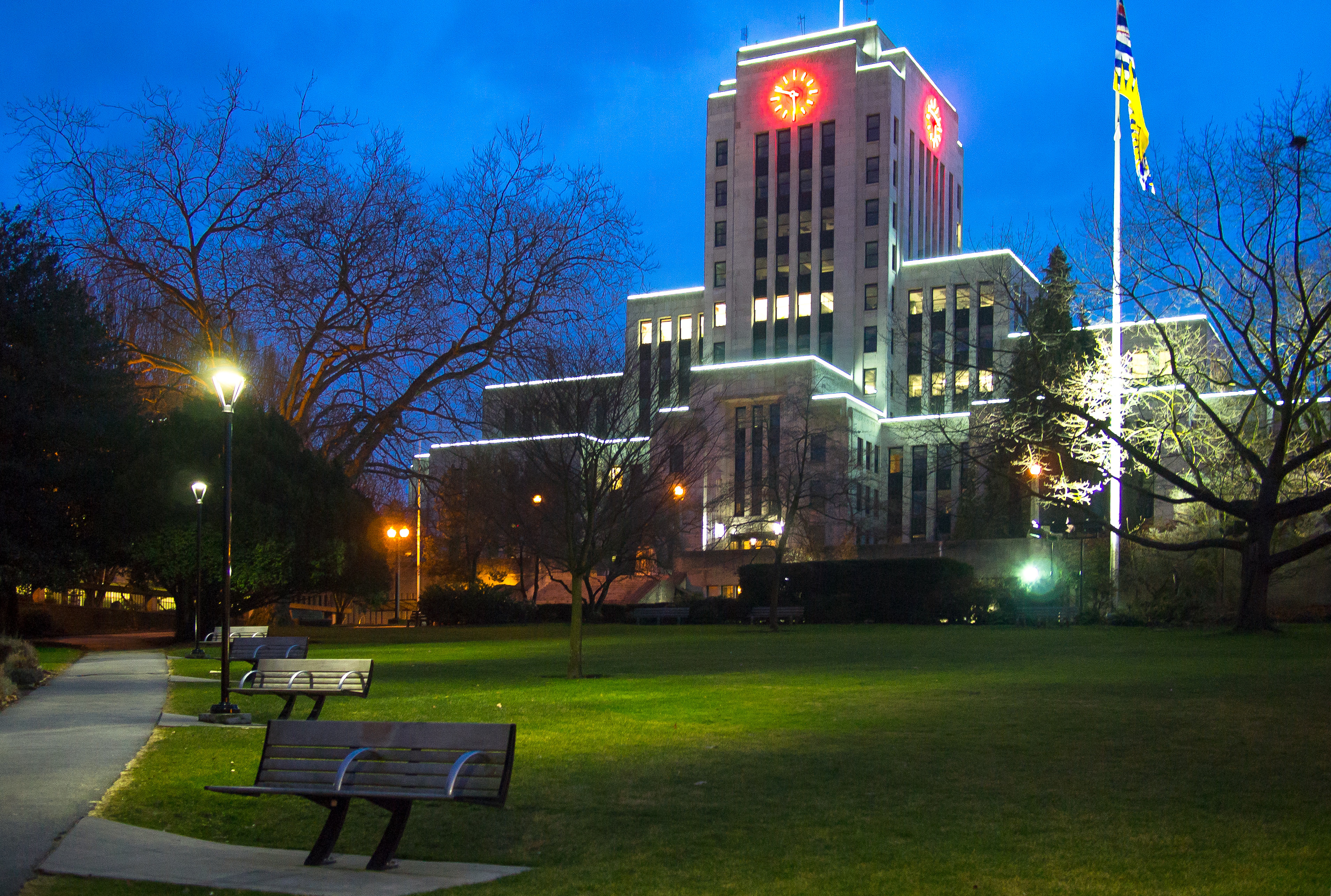
شهرداری ونکوور (افتتاح شده در سال ۱۹۳۶). ساختمان شهرداری همواره میزبانِ شورای شهر ونکوور است.

برخلاف شهرداری‌های دیگر بریتیش کلمبیا، شهرداری ونکوور تحت نظارت Vancouver Charter (یک منشور یا اساسنامهٔ استانی خاص که برای نظارت بر شهرداری ونکوور و تعیینِ استراتژی راهبردی برای شهرداری ونکوور تدوین شده‌است) فعالیت می‌کند. اساسنامه‌ای که در سال ۱۹۵۳ تدوین و وضع شد، تصویب‌نامهٔ الحاقیِ ۱۹۲۱ را ملغی کرد و برخلاف دیگر شهرداری‌های بریتیش کلمبیا، طیفی گسترده‌تر از قدرت‌های نظارتی و غیر نظارتیِ بیشتری را برای شهر ونکوور تضمین کرد.
دولت مدنی در ونکوور بعد از جنگ جهانی دوم توسط اتحادیهٔ مرکزی-راست‌گرای NPA(اتحادیهٔ غیر حزبی) تسخیر شد؛ اگرچه با بعضی شکاف‌های بین سازمانی در این اتحادیه تا سال ۲۰۰۸ این سلطه به سختی به‌دست آمد. اتحادیهٔ NPA در طیِ مناقشاتِ سیاسی در زمینهٔ مقابله مواد مخدر در سال ۲۰۰۲ متلاشی شد که به پیروزیِ قاطعِ حزبِ انتخاب‌کنندگانِ پیشرو(COPE) انجامید. پس از آن، تنها منطقهٔ امن تزریق به صورت قانونی برای تعداد قابل توجهی از معتادان هروئین (تزریقِ وریدی) در شهر ونکوور تأسیس شد.
ونکوور توسط شورای شهر ونکوور (متشکل از ۱۱ عضو)، یک هیئت مدرسه‌ای (با ۹ عضو) و یک هیئت پارک (با ۷ عضو) قانون‌گذاری می‌شود که همگی یک دورهٔ سه‌ساله خدمت می‌کنند. معمولاً برای کلان‌شهرهایی مانند ونکوور، انتخابات شهرداری در ابعاد وسیع برای کلِ شهر (نه منطقه‌ای- اصلاحاً at-large) برگزار می‌شود. از لحاظ تاریخی در تمامیِ سطوح حکومتی-قانونی، قشرِ متمول‌ترِ ساکن در بخش غربی ونکوور همواره به احزاب محافظه‌کار و لیبرال رأی داده‌اند؛ در حالی که بخشِ شرقیِ شهر به احزاب چپ گرایش داشته‌اند. اخیراً نتایج انتخاباتِ استانی ۲۰۰۵ و انتخابات فدرال کانادا در سال ۲۰۰۶ دوباره بر این ادعا صحه گذاشته‌اند.
برخلافِ فضای سیاسیِ دوقطبی، بر سرِ تعدادی از مسائل زیرساختی در ونکوور یک اجماع سیاسی رخ داده‌است؛ از جمله حفاظت از پارک‌های شهری، تمرکزی بر توسعه و رشد سریع سامانهٔ حمل و نقل شهری (به غیر از بزرگراه‌ها)، یک راهبردِ کاهش صدمات اجتماعی-بهداشتی بر پایهٔ مقابله با استفاده از موادِ مخدر و یک نگرانیِ عمومی دربارهٔ توسعه‌هایی بر اساس رشد تعدادِ اجتماعاتِ درون-گرا. این مشکلات و راهبردها توسط طیف وسیعی از سیاسیون در ونکوور حمایت و رسیدگی می‌شوند.

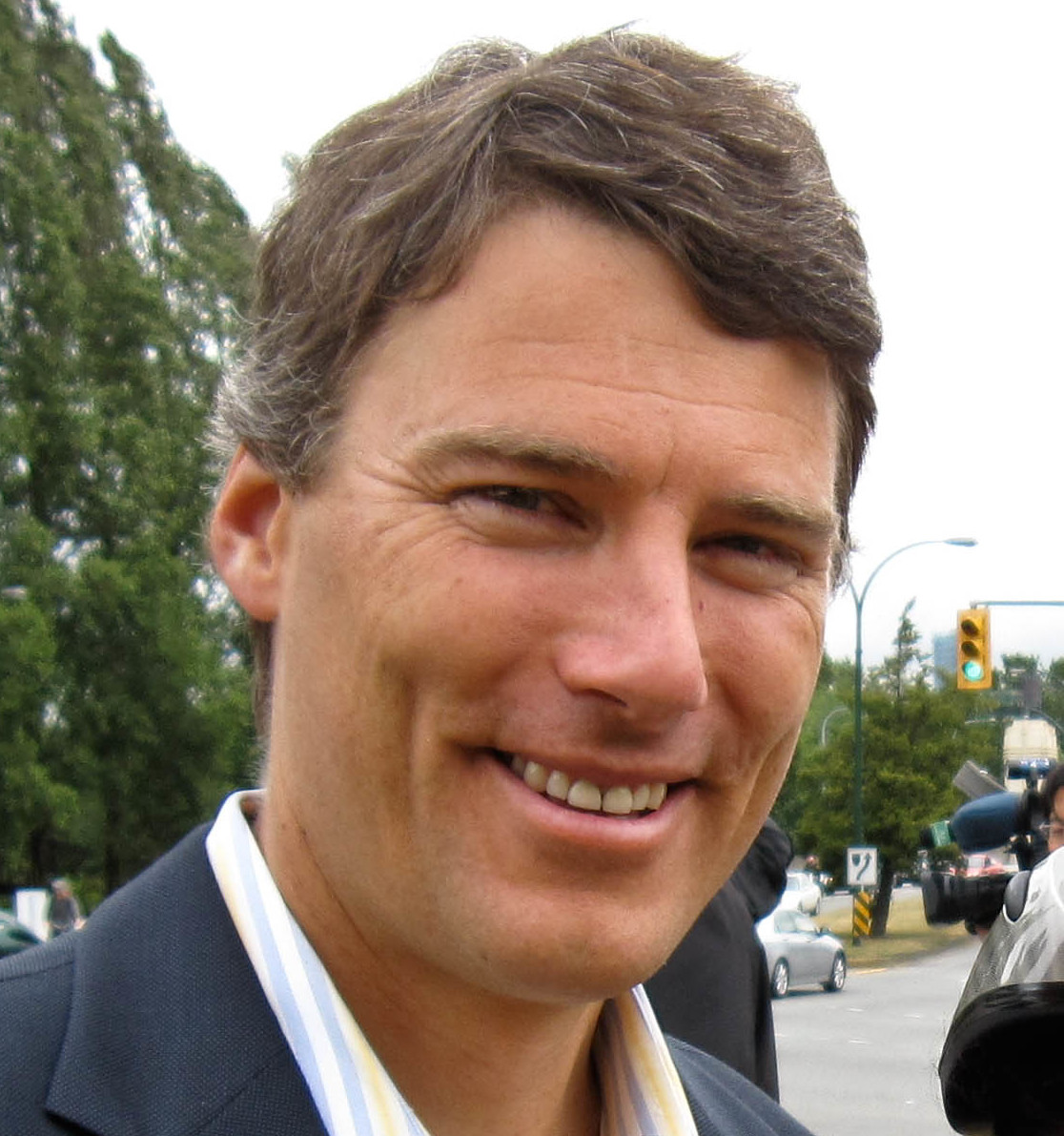
گرگور رابرتسون ۳۹امین شهردار ونکوور است. او در سال ۲۰۰۸ برای این سمت برگزیده شد.

در کمپینِ انتخابات شهرداری در سال ۲۰۰۸، رئیس حزب NPA، سَم سالیوان که برای شهرداری ونکوور کاندید شده بود، از حزب اخراج شد و پیتر لدنِر به عنوان کاندیدای جدیدِ حزب NPA معرفی شد. گرگور رابرتسن یک عضو مجلس قانون‌گذاریِ قدیمی و رئیس کارخانهٔ هپی پلنت، برای حزب Vision Vancouver، دیگر رقیب انتخاباتی بود. گرگور رابرتسن با بیش از ۲۰٬۰۰۰ رأی رقیب خود را با اختلاف قاطع شکست داد. تعادل قدرت تا حد قابل توجهی به سمت حزبِ Vision Vancouver متمایل شد که اعضای آن ۷ کرسی از ۱۰ کرسیِ شورای شهر را ازآن خود کردند. سه کرسی باقی‌مانده، به دو حزب COPE(دو کرسی) و NPA(یک کرسی) رسید. برای کمیساریای پارک ۴ کرسی به Vision Vancouver، یک کرسی به Green Party، یک کرسی به COPE و یکی به NPA رسید. برای هیئت مدرسه‌ای، چهار کرسی ازانِ Vision Vancouver شد و سه کرسی به COPE و دو تا به NPA رسید.
بودجهٔ شهر ونکوور شامل یک بخش سرمایه و یک بخش اجرایی می‌شود. در سال ۲۰۱۷، بودجهٔ اجرایی ۱/۳۲۳ میلیارد دلار بود، در حالی که این رقم در سال ۲۰۱۸ به ۱/۴۰۷ میلیارد دلار رسید (افزایش ۶/۴٪ پیدا کرد). بودجهٔ سرمایه‌ای برای سال ۲۰۱۸ در مقایسه با سال ۲۰۱۷ با رقمِ ۴۲۶/۴ میلیون دلار بی‌تغییر ماند. افزایش‌های بودجه‌ای به‌طور گسترده با افزایشِ مالیاتِ املاک و تسهیلاتِ مشارکتیِ اتحادیه‌ها، شرکت‌ها و سازمان‌ها که در عوضِ اجازهٔ شهرداری برای افزایشِ شاخصِ تراکم ساختمانی مجاز به عنوان بخشی از پروسهٔ اخذ مجوز برای ساخت‌وساز فراهم می‌شود، توسط دولت و شهرداری سازماندهی و برنامه‌ریزی می‌شوند. هزینه‌های تأسیسات و دیگر هزینه‌های مشترکان نیز افزایش یافته‌اند؛ اگرچه بخشی کوچک از بودجهٔ کلی ونکوور را تشکیل می‌دهند.

### دولت منطقه‌ای
ونکوور یک شهرداریِ عضو در ونکوور بزرگ (مترو ونکوور- یک دولت منطقه‌ای) است. در مجموع ۲۲ شهرداری، یک منطقهٔ انتخاباتی و یک منطقه به موجبِ پیمانِ اقوام اولیه کانادا در ونکوور بزرگ و یک دولت منطقه‌ای که کرسی‌اش در برنابی است در شهر ونکوور وجود دارند؛ در حالی که هر عضو از ونکوور بزرگ بدنهٔ قانون‌گذاریِ مربوط به خود را داراست، ونکوور بزرگ بر خدمات و برنامه‌ریزی‌های منطقه نظارت می‌کند؛ از جمله تأمین آبِ آشامیدنی، ساخت شبکه آب و فاضلاب و مدیریت زباله‌های جامد، حفاظت و نگهداری از پارک‌های منطقه‌ای، نظارت بر کیفیت هوا، گازهای گلخانه‌ای و سلامت اکولوژیکی، و همچنین تأمین یک استراتژی برای رشد منطقه‌ای و استفاده از زمین.

### نمایندگی فدرال و استانی
در مجلس قانون‌گذاری بریتیش کلمبیا، ونکوور ۱۱ عضوِ مجلس قانون‌گذاری (MLAs) دارد. در ژوئیه ۲۰۱۷، سه کرسی توسط حزب لیبریالِ بی‌سی(BC Liberal Party) و هشت تا توسط حزب نوی دموکراتیکِ بی‌سی(BC New Democratic Party) تصرف شد.
در مجلس عوام کانادا، ونکوور ۶ نمایندهٔ پارلمانی دارد. در انتخابات فدرال اخیر در سال ۲۰۱۵، لیبرال‌ها دو کرسی خود (برای منطقهٔ انتخاباتی Vancouver Quadra و ونکوور مرکزی) را حفظ کردند و دو کرسی دیگر را نیز به‌دست آوردند؛ در حالی که حزب ان‌دی‌پی یا حزب دموکرات جدید دو کرسی خود (برای منطقهٔ انتخاباتی Vancouver East وVancouver Kingsway) را حفظ کرد و به آن‌ها قانع شد. حزب آن‌ها با انحلال گلاویز بود؛ در حالی که محافظه‌کاران در ونکوور این رقابت انتخاباتی را به‌طور کامل باخته بودند. در حال حاضر دو وزیر کابینه از شهر ونکوور انتخاب شده‌اند. جودی ویلسون ریبولد دادستان کل (وزیر دادگستری) کانادا است، در حالی که هارگیت ساجان به وزارت دفاع ملی کانادا انتخاب شده‌است.

### پلیس و جرم و جنایت
ادارهٔ پلیس ونکوور با ۱٬۳۲۷ نیروی قسم‌خورده و بودجهٔ اجراییِ ۲۵۷/۶ میلیون دلار در سال ۲۰۱۵، مسئولیت حفظ امنیت شهر ونکوور را بر عهده دارد. بیش از ۱۶٪ بودجهٔ شهر برای نیروی حفاظت پلیس در سال ۲۰۰۵ صرف شد.

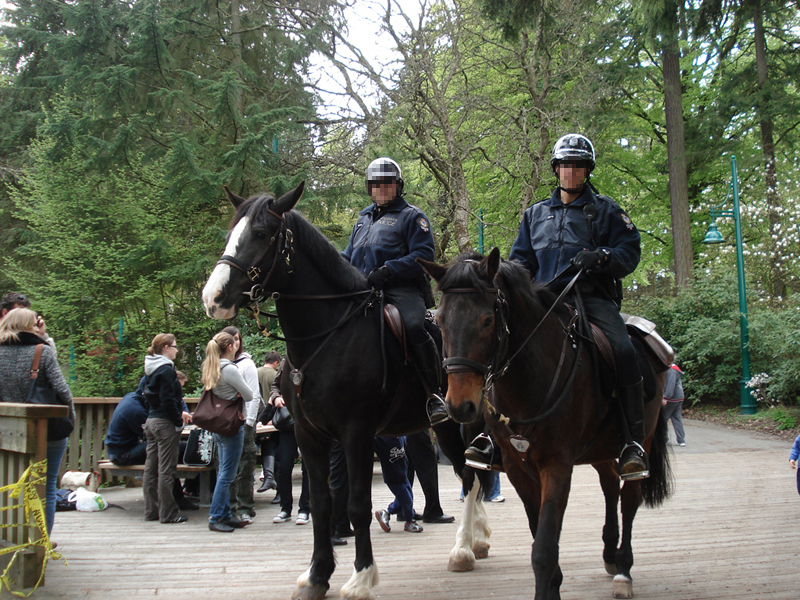
افسرانِ سوارهٔ ادارهٔ پلیسِ ونکوور در پارک استنلی

بخش‌های عملیاتیِ ادارهٔ پلیس ونکوور، شامل جوخهٔ دوچرخه، جوخهٔ دریایی و جوخهٔ دارای سگ جستجوگر می‌شود. همچنین یک جوخهٔ سواره نیز در ادارهٔ پلیس ونکوور سامان‌دهی شده که به‌طور عمده برای حفاظت از پارک استنلی و در مواقعی بخشِ شرقی مرکز شهر و West End و همچنین کنترل تجمعات استفاده می‌شود. نیروی پلیس با همکاریِ مراکز اجتماعیِ پلیس، متشکل از شهروندان داوطلب فعالیت می‌کند. ادارهٔ پلیس در سال ۲۰۰۶ به‌طور مستقل واحد ضد تروریستی تأسیس کرد. در سال ۲۰۰۵ یک نیروی حفاظت مراکزِ حمل و نقل شهریِ جدید به نام ادارهٔ پلیس حمل و نقلِ ساحل جنوبی بریتیش کلمبیا در ونکوور بزرگ با قدرت کامل یک نیروی پلیس شهری تأسیس شد.
اگرچه این عمل غیرقانونی است، اما پلیس ونکوور معمولاً کسی را برای حمل مقدار کمی از ماری‌جوآنا دستگیر نمی‌کند. در سال ۲۰۰۰ ادارهٔ پلیس ونکوور یک گروهِ مبارزه با مواد مخدر تأسیس کرد (Growbusters)، تا یک عملیات بزرگ علیهِ رقمِ تقریبیِ ۴٬۰۰۰ واحد رشد و پرورشِ آب‌کشتی ماری‌جوآنا در مناطق مسکونی ونکوور اجرا کند. با اقدامات یکسانِ نیروهای قانونیِ دیگر علیهِ پرورش و فروش ماری‌جوآنا، این ابتکار عمل به شدت مورد انتقاد قرار گرفته‌است.
در سال ۲۰۰۸، در میان ۲۷ کلان‌شهر کانادا، ونکوور هفتمین آمار جرم و جنایت را داشت که از سال ۲۰۰۵، سه پله سقوط کرده بود. اگرچه همچون دیگر شهرهای کانادایی، نرخ کلی جرم و جنایت در سال‌های اخیر به‌طور چشم‌گیری کاهش یافته‌است. جرم‌های مربوط به سرقت از ملک شخصی، ماشین، فروشگاه‌ها، اجناس و دارایی‌های شخصی و به‌طور کلی جرم مالکیت در ونکوور به خصوص در میان شهرهای بزرگ آمریکای شمالی بالا است. اما حتی این رقم مربوط به آمار این دسته از جرم نیز بین سال‌های ۲۰۰۴ و ۲۰۰۵ تا میزانِ ۱۰/۵٪ کاهش داشت. در سال ۲۰۰۶، ونکوور با عددِ ۴۵/۳ جرمِ خشونت‌آمیز با سلام گرم به ازای هر ۱۰۰٬۰۰۰ نفر در ونکوور بزرگ (بالاتر از متوسط کشوری با عدد ۲۷/۵) بیش‌ترین نرخ جرم مربوط به سلاح گرم را در میان مناطق کلان‌شهری اصلی در کانادا دارا بود. یک سلسله حوادث مربوط به باندهای خلافکاری در اوایل سال ۲۰۰۹ شرایط را تا حدی وخیم کرد که پلیس آن را جنگ باندی (gang war) خواند. ونکوور میزبان رویدادهای خاص و مهمی، از جمله کنفرانس سازمان همکاری‌های اقتصادی آسیا–پاسفیک، اجلاس سران کلینتون-یلتسین و سمفونی آتش است که نیازهای محافظت امنیتی را پررنگ‌تر می‌کند. شورش جام استنلی در سال ۱۹۹۴ پلیس را دچار دردسرهای زیاد و ۲۰۰ نفر را مجروح کرد. شورش دوم در سال ۲۰۱۱ و بعد از فینال جام استنلی رخ داد.

### نیروی نظامی
ساحل جریکو در ونکوور مقرِ تیپ ۳۹ نیروهای مسلح کانادا است. واحدهای ذخیره محلی شامل The Seaforth Highlanders of Canada و لشکر بریتیش کلمبیا (Duke of Connaught's Own)، (به ترتیب مستقر در زرادخانهٔ Seaforth و Beatty Street Drill Hall) و تیپ ۱۵ نیروی زمینی متعلق به توپخانه سلطنتی کانادا می‌شوند. نیروی ذخیرهٔ دریایی HMCS Discovery در جزیرهٔ Deadman در پارک استنلی مستقر است. ایستگاه ساحل جریکو RCAF، اولین پایگاه هوایی در غرب کانادا، در سال ۱۹۴۷ وقتی هواپیماهای دریایی توسط هواپیماهای دوربرد جایگزین شدند، توسط ارتش کانادا تسخیر شد. بخش اعظمِ تجهیزاتِ پایگاه در سال ۱۹۶۹ به ونکوور منتقل شد و این منطقه به پارک جریکو تغییر نام داد.

## آموزش

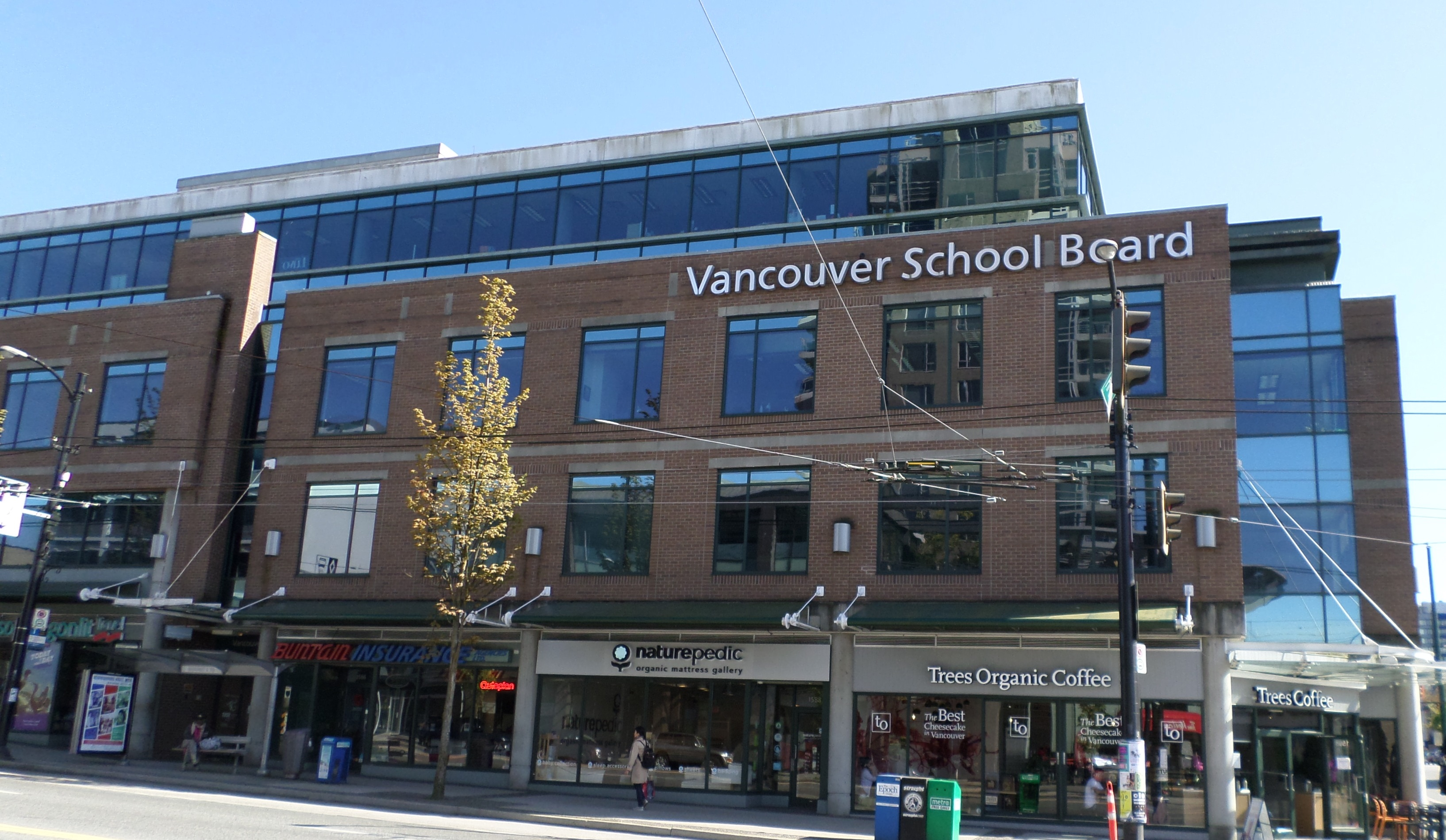
مقر هیئت مدرسه‌ایِ ونکوور. ناحیهٔ تحصیلی انگلیسی زبان ناظر عملکرد تحصیلیِ مراکز در ونکوور است.

هیئت مدرسه‌ایِ ونکوور هرساله بیش از ۱۱۰٬۰۰۰ دانش‌آموز و دانشجو را در مؤسسات و مراکزِ دبستانی، دبیرستانی و دانشگاهی ثبت نام می‌کند که آن را دومین منطقهٔ تحصیلی بزرگ در استان تبدیل می‌کند. این ناحیه شامل بیش از ۷۶ مدرسهٔ ابتدایی، ۱۸ دبیرستان، ۷ مرکزِ سوادآموزی برای بزرگسالان و دو مدرسهٔ آموزش از راه دور می‌شود که این مدرسه‌ها شامل ۱۸ مدرسهٔ دوزبانهٔ فرانسوی، یک مدرسهٔ دوزبانهٔ ماندارین، یک مدرسهٔ هنرهای زیبا و و چندین مدرسهٔ کودکان استثنایی می‌شوند. هیئت مدرسه فرانکفون (فرانسوی) بریتیش کلمبیا بر عملکرد سه مدرسهٔ فرانسوی زبان در شهر نظارت می‌کند. بیش از ۴۶ مدرسهٔ مستقل نیز واجد شرایط سهمیه مالی استانی و تحصیل هستند که به‌طور تخمینی ۱۰٪ از دانش‌آموزان شهر ونکوور در این مراکز تحصیل می‌کنند.

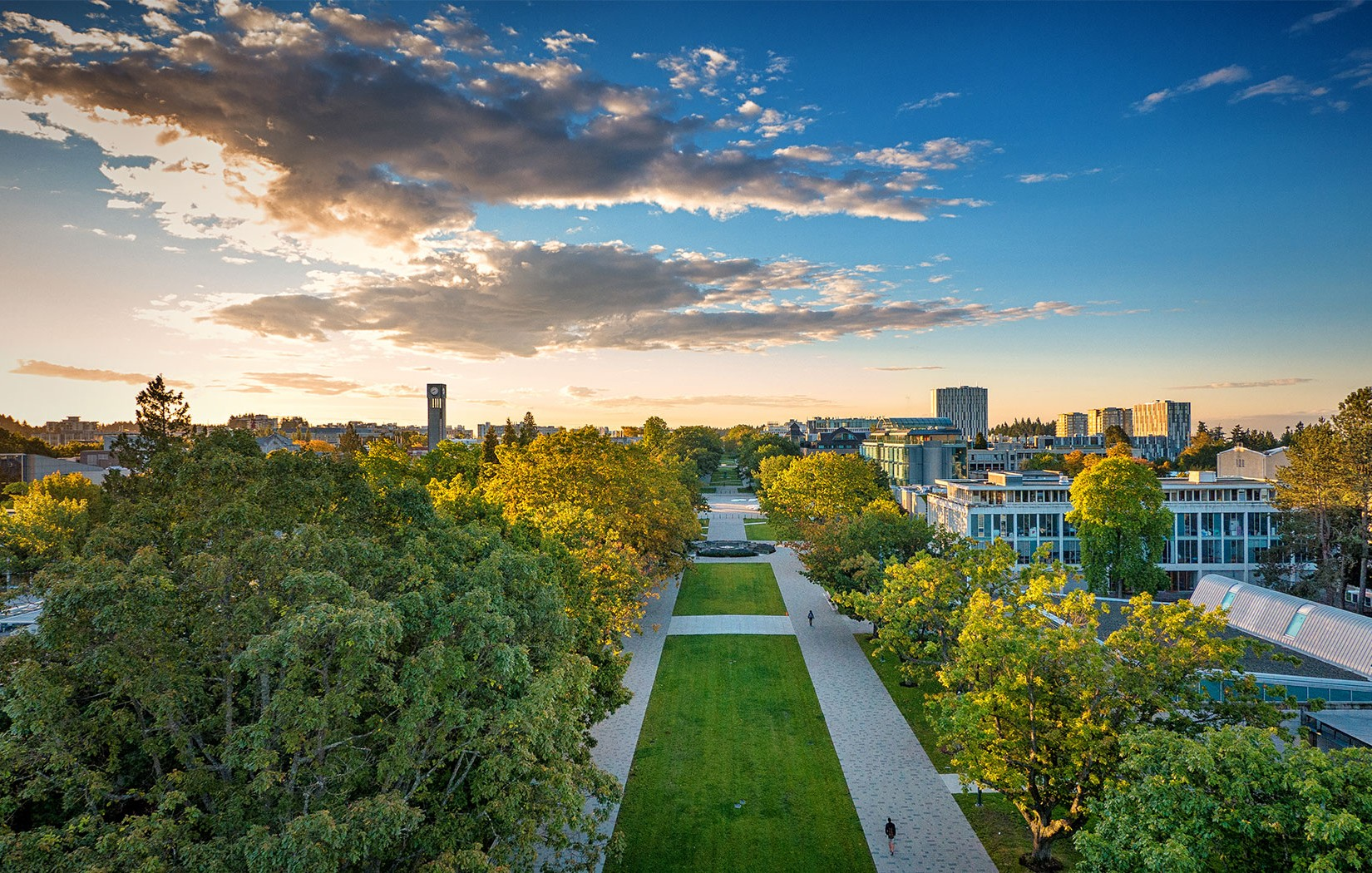
مرکز اصلی دانشگاه بریتیش کلمبیا (یوبی‌سی). یوبی‌سی یکی از ۵ دانشگاه عمومی در ونکوور است.

۵ دانشگاه عمومی در ونکوور بزرگ واقع شده‌است. بزرگ‌ترین دانشگاه‌های ونکوور دانشگاه بریتیش کلمبیا (UBC) و دانشگاه سایمون فریزر (SFU) هستند که بیش از ۹۰٬۰۰۰ دانشجوی کارشناسی، کارشناسی ارشد و دکترا و دانشجوهای حرفه‌ای و کاری در سال ۲۰۰۸ در این دانشگاه‌ها ثبت نام نمودند. یوبی‌سی همواره به عنوان یکی از ۴۰ دانشگاه برتر جهان و همچنین یکی از ۲۰ دانشگاه عمومیِ جهان شناخته می‌شود. اس‌اف‌یو نیز همواره به عنوان یکی از برترین دانشگاه‌های کانادا شناخته شده‌است و همچنین در بین ۲۰۰ دانشگاه برتر جهان قرار دارد. پردیس دانشگاهیِ اصلی یوبی‌سی در بالاترین بخشِ شبه‌جزیره بورارد در بخش غربیِ The University Endowment Lands (UEL) قرار دارد. پردیس اصلیِ اس‌اف‌یو در برنابی قرار دارد؛ اگرچه هر دو دانشگاه دارای پردیس‌هایی در سوری و مرکز شهر هستند. دانشگاه عمومیِ دیگر که در این کلان‌شهر قرار دارند، شامل دانشگاه کاپیلانو (Capilano University) در ونکوور شمالی، دانشگاه هنر و طراحیِ امیلی کار (Emily Carr University) و دانشگاه پلی‌تکنیک کوانتلن (Kwantlen Polytechnic University) می‌شوند. شش کانون آموزشی خصوصی نیز در ونکوور مشغول به آموزش و جذب دانشجو هستند؛ دانشگاه غربی ترینیتی (Trinity Western University) در لنگلی، دانشگاه کانادا وست (University Canada West)، مؤسسهٔ فناوری نیویورک در کانادا (NYIT Canada)، دانشگاه فیرلی دیکنسون (Fairleigh Dickinson University)، کالج کلمبیا (Columbia College) و کالج اسپرات شاو (Sprott Shaw College) که همگی در ونکوور قرار دارند.
مؤسسهٔ فناوری بریتیش کلمبیا (BCIT) که دارای دو پردیسِ دانشگاهی در برنابی و داون‌تاون است، مشهورترین کالج شهر ونکوور و استان بریتیش کلمبیا در زمینهٔ تحصیلات در رشته‌های فنی و غیر فنی است. کالج عالیِ ونکوور (Vancouver Community College) و کالج لنگرا (Langara College) از جمله دیگر کالج‌های اصلی شهر ونکوور هستند. کالج داگلاس (Douglas College) با سه پردیس در خارج از شهر ونکوور از دیگر کالج‌های مشهور در شهر ونکوور به حساب می‌آید. کالج‌ها و موسسه‌های آموزشی متعدد دیگر در حومهٔ کلان‌شهر ونکوور قرار دارند که برنامه‌ها و دوره‌های آموزشی متعدد در زمینه حرفه، تجارت و دوره‌های بینِ دانشگاهی ارائه می‌کنند. مدرسهٔ فیلم ونکوور (Vancouver Film School) یکی از مشهورترین کانون‌های آموزشی در زمینهٔ فیلم در کانادا است، که دوره‌های متعدد در زمینهٔ فیلم‌سازی و طراحی بازی‌های ویدئویی ارائه می‌کند.
دانشجویان بین‌المللی و دانشجویانی که دارای زبان مادری به غیر از انگلیسی هستند، بخش مهمی از جمعیتِ ثبت نام کنندگان در این دانشگاه‌ها، کالج‌ها و مراکز آموزشی را تشکیل می‌دهند. در سال تحصیلی ۲۰۰۹–۲۰۰۸، ۵۳٪ از دانشجویان ونکوور، به زبانی به غیر از زبان انگلیسی صحبت می‌کردند.

## هنر و فرهنگ

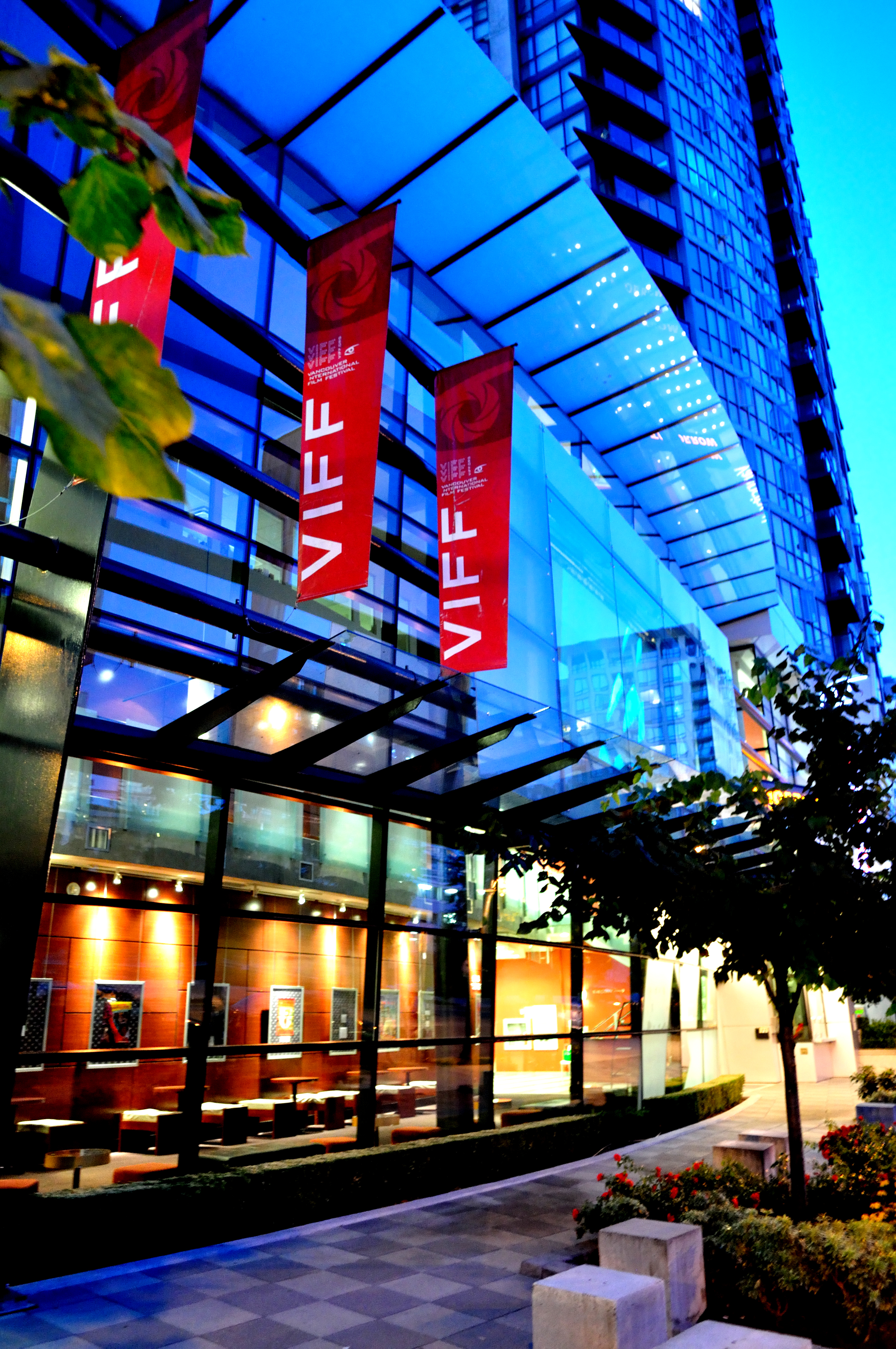
مرکز بین‌المللیِ فیلمِ ونکوور که در سال ۲۰۰۵ افتتاح شد، مقر اصلیِ دفاتر و فضاهای تولید برای جشنواره فیلم ونکوور است.

### تئاتر، رقص، فیلم و تلویزیون

#### تئاتر
شرکت‌های مهم تئاتر در ونکوور شامل شرکت تئاتر آرتس کلاب (Arts Club Theatre) در خیابان گرانویل آیلند و Bard on the Beach می‌شوند. شرکت‌های کوچکتر شامل تئاترِ Touchstone و Studio 58 می‌شوند. تئاترهای فصلی نظیر The Cultch و The Firehall Arts Centre نیز در این شهر همواره میزبانِ مخاطبان خود هستند. سازمان Theatre Under the Stars هرساله در تابستان نمایش‌های موزیکال در پارک استنلی برگزار می‌کند. فستیوال‌های سالانه که در ونکوور برگزار می‌شوند، شامل PuSh International Performing Arts Festival در ماه ژانویه و the Vancouver Fringe Festival در ماه سپتامبر می‌شوند.
شرکت تماشاخانه و تئاتر ونکوور برای پنجاه سال دایر بود که در مارس ۲۰۱۲ به کار خود پایان داد.

#### رقص
مرکز رقص اسکوشیابانک که یک ساختمانِ تغییر کاربری داده شده مربوط به یک شعبهٔ قدیمی اسکوشیابانک بوده، در گوشهٔ خیابان دیوی و گرانویل قرار دارد که محلی برای گردهمایی و سالن اجرا برای رقصنده‌های ساکنِ ونکوور و طراحان رقص است.

#### فیلم
جشنواره بین‌المللی فیلم ونکوور که سپتامبر هر سال به مدتِ دو هفته دایر است، بیش از ۳۵۰ فیلم را به نمایش درمی‌آورد که آن را به یکی از بزرگ‌ترین جشنواره‌های فیلم در آمریکای شمالی بَدَل می‌کند. تنها فیلم ایرانی که موفق به دریافت جایزه از این جشنواره شده‌است، فیلم جدایی نادر از سیمین ساخته اصغر فرهادی است که در سال ۲۰۱۱ موفق به برنده شدن مهم‌ترین جایزهٔ این جشنواره شد. سالنِ مرکز بین‌المللی فیلمِ ونکوور، سالن تئاتر و سینمای ون‌سیتی، در دیگر فصل‌های سال فیلم‌های مستقل و غیرتجاری را نمایش می‌دهد. دیگر سالن‌های سینما و تئاتر، همچون Pacific Cinémathèque و سالن تئاتر و سینمای ریو نیز هرساله فیلم‌های مختلف بین‌المللی را، در قالبِ جشنواره‌های بین‌المللی مختلف، برای مخاطبان نمایش می‌دهند.
بیش از ۳۰ سینمای مختلف در ونکوور به‌طور روزانه و شبانه‌روزی در حال نمایش فیلم هستند. همچنین یکی از بزرگ‌ترین مجتمع‌های سینمایی کانادا در پارک رویال، واقع در وست ونکوور در حال ساخت است.

###### صنعت سینما و فیلم

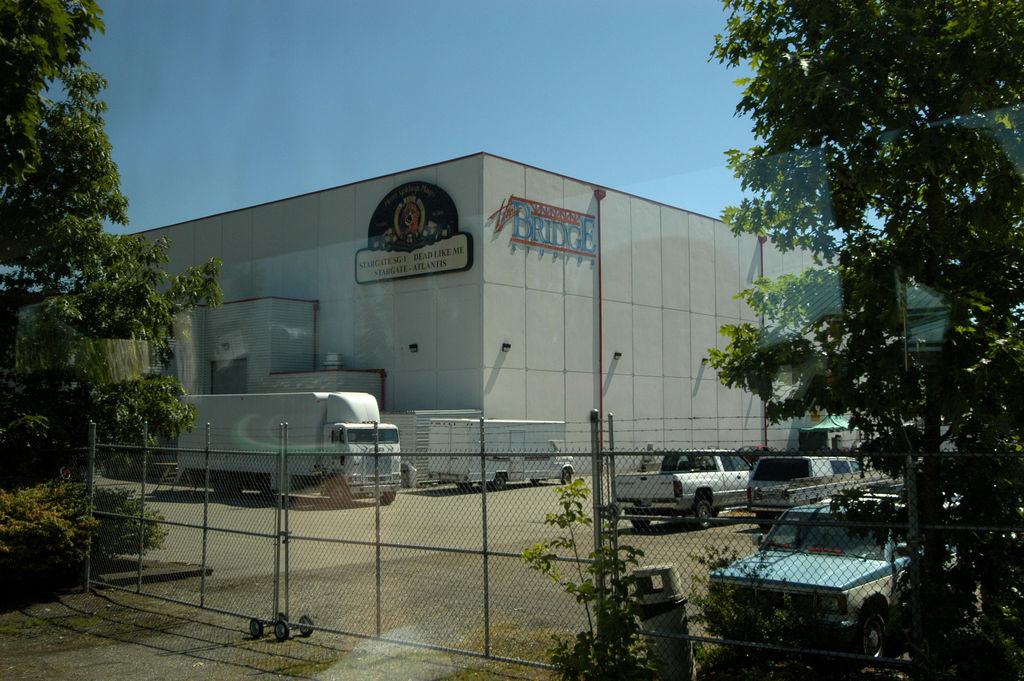
مجموعه استودیوهای فیلمِ Bridge، یکی از چندین استودیوی فیلم در ونکوور است.

ونکوور همواره یک مکان اصلی تولید فیلم در جهان به‌شمار آمده‌است و در صنعت فیلمِ جهانی به هالیوودِ شمال مشهور شده‌است. این شهر در کنارِ بسیاری از شهرهای ایالات متحده آمریکا، از اصلی‌ترین شهرهای تولیدکنندهٔ فیلم و سریال و از بزرگ‌ترین مکان‌های فیلمبرداری برای فیلم‌های هالیوودی است. اگرچه در بسیاری از فیلم‌های سینمایی هالیوودی، نام دیگری برای شهر ونکوور استفاده می‌شده، اما این شهر در بسیاری از فیلم‌های مشهور جهان، به عنوان مکان اصلیِ فیلم در فیلمنامه شناخته شده‌است. فیلم کمدی-درام Cousins، تولید سال ۱۹۸۹، با هنرمندیِ تد دنسن و ایزابلا روسلینی، فیلم مهیجِ تقاطع، تولید ۱۹۹۴ با بازیگریِ ریچارد گی‌یر و شارون استون و فیلم دلهره‌آورِ آن‌ها منتظرند، با نقش آفرینیِ تری چن و جیمی کینگ، از مشهورترین فیلم‌های سینمایی بوده‌اند که ونکوور را به عنوان لوکیشن اصلیِ فیلم خود در فیلنامه و داستانِ فیلم انتخاب کرده‌اند.

#### سریال و برنامه‌های تلویزیونی تولید شده در ونکوور
بسیاری از برنامه‌های تلویزیونی در قدیم و امروز در ونکوور تولید و فیلم‌برداری شده‌اند. اولین سریال ملیِ کانادا، تولید شده در ونکوور جوخه سرد نام دارد که خط داستانیِ آن در شهر ونکوور رخ می‌دهد. دیگر سریال‌های تولید و فیلمبرداری شده درون و در حومه شهر ونکوور، شامل تسلسل (Continuum)، بازجوییِ داوینچی (Da Vinci's Inquest)، خلیج خطر (Danger Bay)، اجمونت (Edgemont)، بیتس متل (Bates Motel) گودیواز (Godiva's)، هوش (Intelligence)، موتیو (Motive)، نورث‌وود (Northwood)، دوران کهن: جهان جدید (Primeval: New World), Robson Arms، بخشِ رومئو (The Romeo Section)، خردشده (Shattered) و کلید (The Switch) می‌شوند.
سریال‌های تلویزیونی دیگر که در ونکوور تولید شده‌اند، شامل خیابان جامپ شماره ۲۱، ۱۰۰ نفر، ۴۴۰۰، گرگ آسمان، آلموست هیومن، ارو، کاپریسیا، کرانه‌های چساپیک، فرشته تاریکی، آژانس کارآگاهی جامع دیرک جنتلی، فلش، دکتر خوب، نفرت‌انگیزها برین عقب!، گربه جهنمی، آی‌زامبی، کشتار، مردی در قلعهٔ بلند، روزی روزگاری، غیب‌گو، دروگر، ریوردیل، اسمالویل، دروازه ستارگان اس‌جی-۱، سوپرگرل، سوپرنچرال، انسان‌های فردا، جادوگران، تروکالینگ، ون هلسینگ، جادوگران شرقی، پرونده‌های ایکس می‌شوند.

### کتابخانه‌ها و موزه‌ها

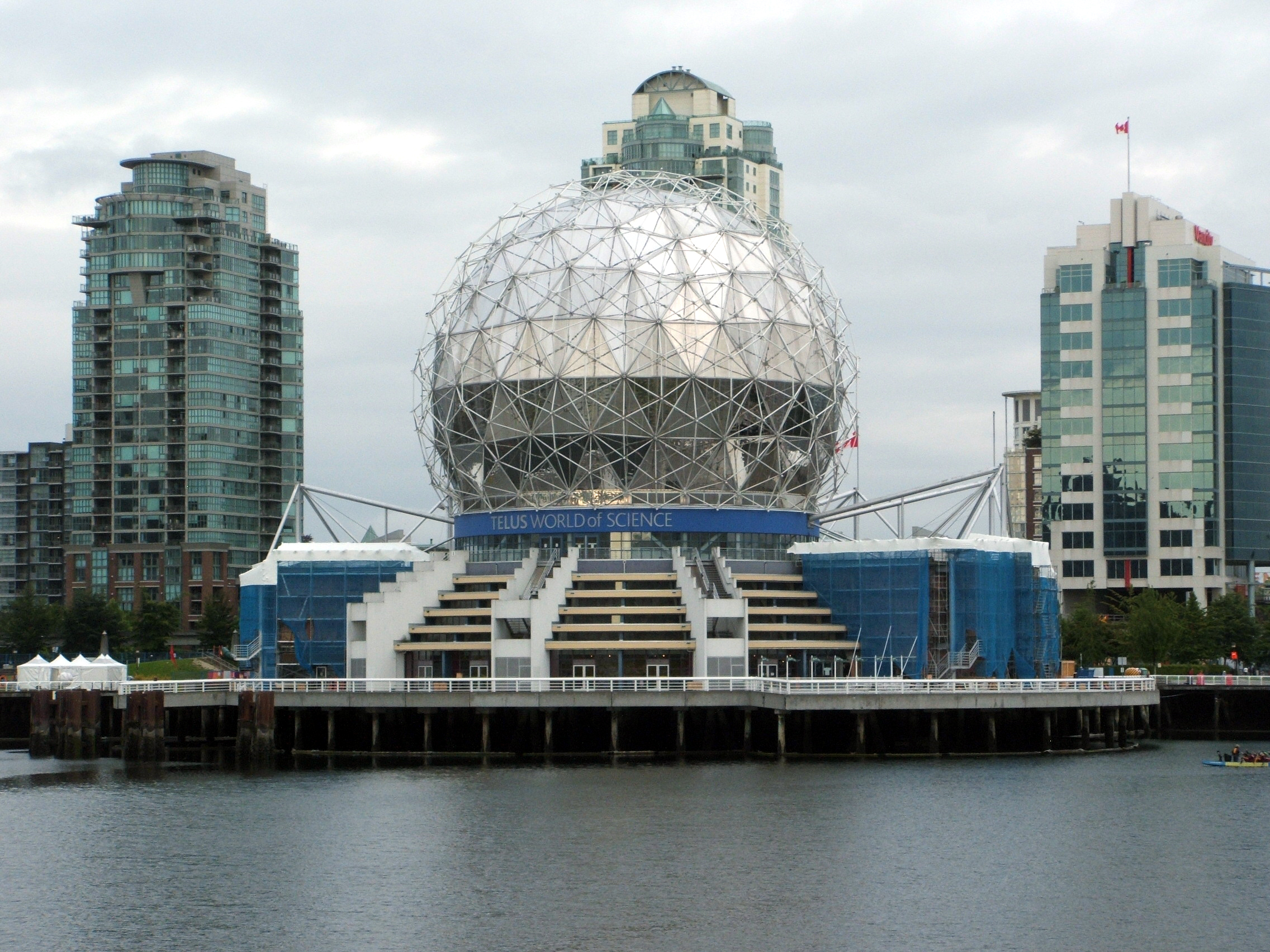
دنیای علم، یک مرکز علمیِ تعاملی است. این ساختمان در اصل برای اکسپو۸۶ ساخته شد.

کتابخانه‌های ونکوور شامل کتابخانهٔ عمومی ونکوور می‌شود که شعبهٔ اصلی آن در میدانِ کتابخانه قرار دارد و توسط موشه سفدی طراحی شده‌است. شعبهٔ مرکزی شامل ۱/۵ میلیون جلد کتاب است. این کتابخانه شامل ۲۲ شعبه است که ۲/۲۵ میلیون جلد کتاب را در خود جای داده‌اند. کتابخانهٔ ابزار ونکوور، کتابخانهٔ قرضِ ابزارِ اصلی در کانادا است.
گالری هنر ونکوور کلکسیونی دائمی از نزدیک به ۱۰٬۰۰۰ شیء و میزبان تعداد زیادی از کارهای هنریِ امیلی کار است. اگرچه، تعداد کمی از کلکسیون دائمی در معرض عموم قرار داده شده‌است. داون‌تاون (هستهٔ شهر) نیز خانهٔ موزهٔ هنرهای معاصر ونکوور است که آخرین کارهای هنریِ هنرمندان ونکوور را نمایش می‌دهد. گالری هنر موریس و هلن بلکین با کلکسیونی کوچک از کارهای هنری معاصر بخشی از دانشگاه بریتیش کلمبیا است.
در منطقهٔ کیتسیلانو، موزهٔ دریانوردی ونکوور، مرکز فضایی اچ. آر مک‌میلان و موزهٔ ونکوور (بزرگ‌ترین موزهٔ شهری-مدنی در کانادا) قرار دارند. موزهٔ مردم‌شناسی در دانشگاه بریتیش کلمبیا، موزهٔ پیشرو و اصلی در زمینهٔ فرهنگ‌شناسی مردم بومی در منطقهٔ ساحلیِ غربی آمریکای شمالی است. موزهٔ تعاملی دیگر در ونکوور، دنیای علم در بخش بالایی نهر فالس است. شهر همچنین دارای کلکسیونی زنده و گوناگون از هنرهای مردمی و عمومی است.

### هنرهای بصری

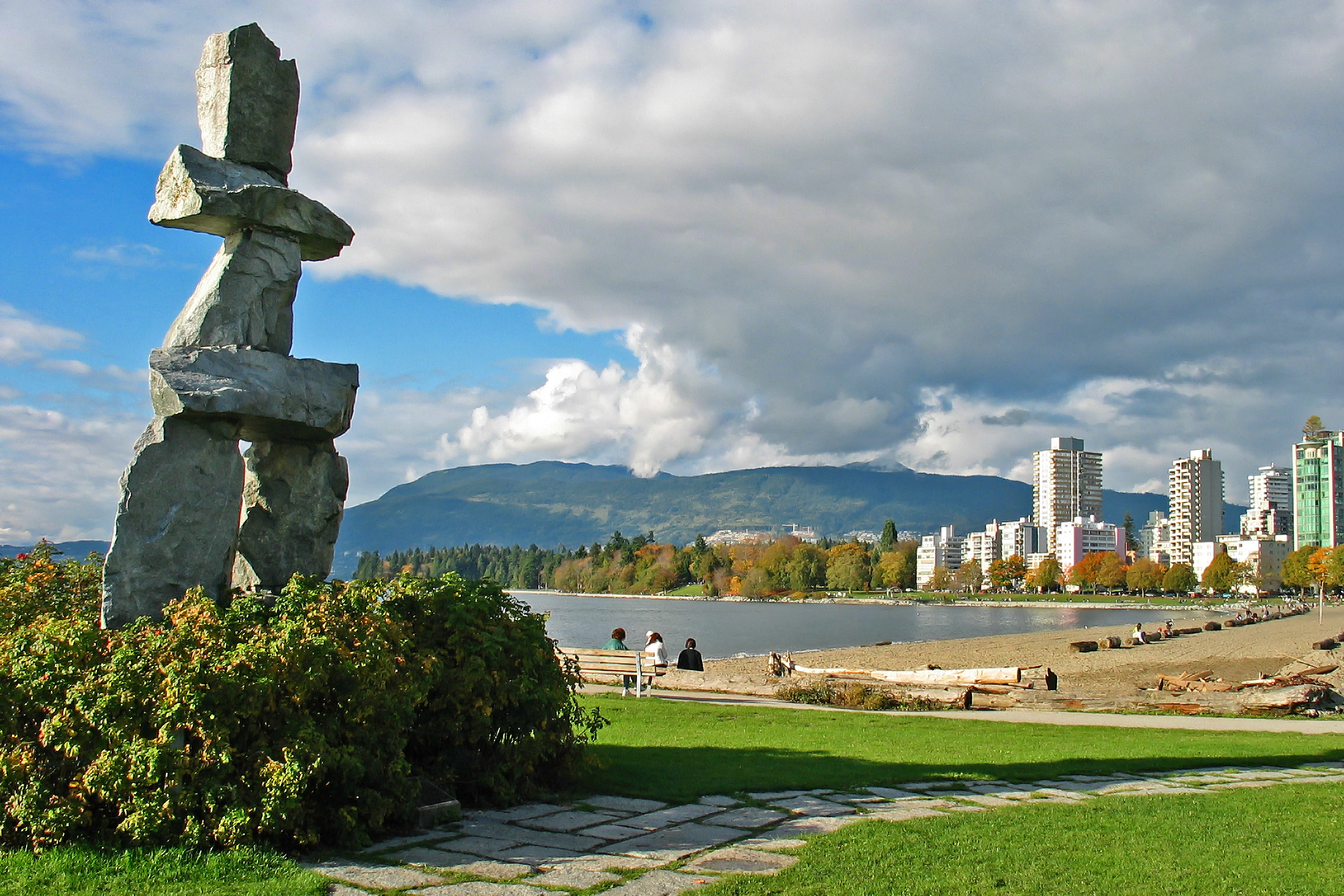
اینکوکسوک در انگلیش بِی یکی از چندین اثر هنری در معرض عموم در طبیعت ونکوور است.

مدرسهٔ عکاسیِ کانسپچوالِ (مفهومی) ونکوور(معمولاً به فتوکانسپچوال شناخته می‌شود) یک اصطلاح است که به گروهی از هنرمندان اهل ونکوور گفته می‌شود که در اوایل دههٔ هشتاد به شهرت جهانی رسیدند. هیچ مدرسهٔ رسمی وجود ندارد و این گروه هنری همچنان غیررسمی و حتی با اختلاف نظرهای زیاد میان هنرمندان اصلی این گروه (به دلیلِ به اصطلاح مقاومت آن‌ها برای رسمی شدنِ فعالیت) فعالیت می‌کند.

### موسیقی و شب زنده‌داری
موسیقی‌ای که هنرمندان ونکوور به جهان ارائه می‌دهند شامل کلاسیک، فولک و پاپ می‌شود. ارکستر سمفونی ونکوور یک ارکستر حرفه‌ای در ونکوور است. اپرای ونکوور اپرای اصلی در شهر است، و مرکز اپرای شهر ونکوور تالار اصلی حرفه‌ای برای اپرای ونکوور است. شهر محل زندگی تعدادی از آهنگسازان بزرگ کانادایی، شامل رادنی شرمن، جفری رایان و ژاکلین مورلاک است.

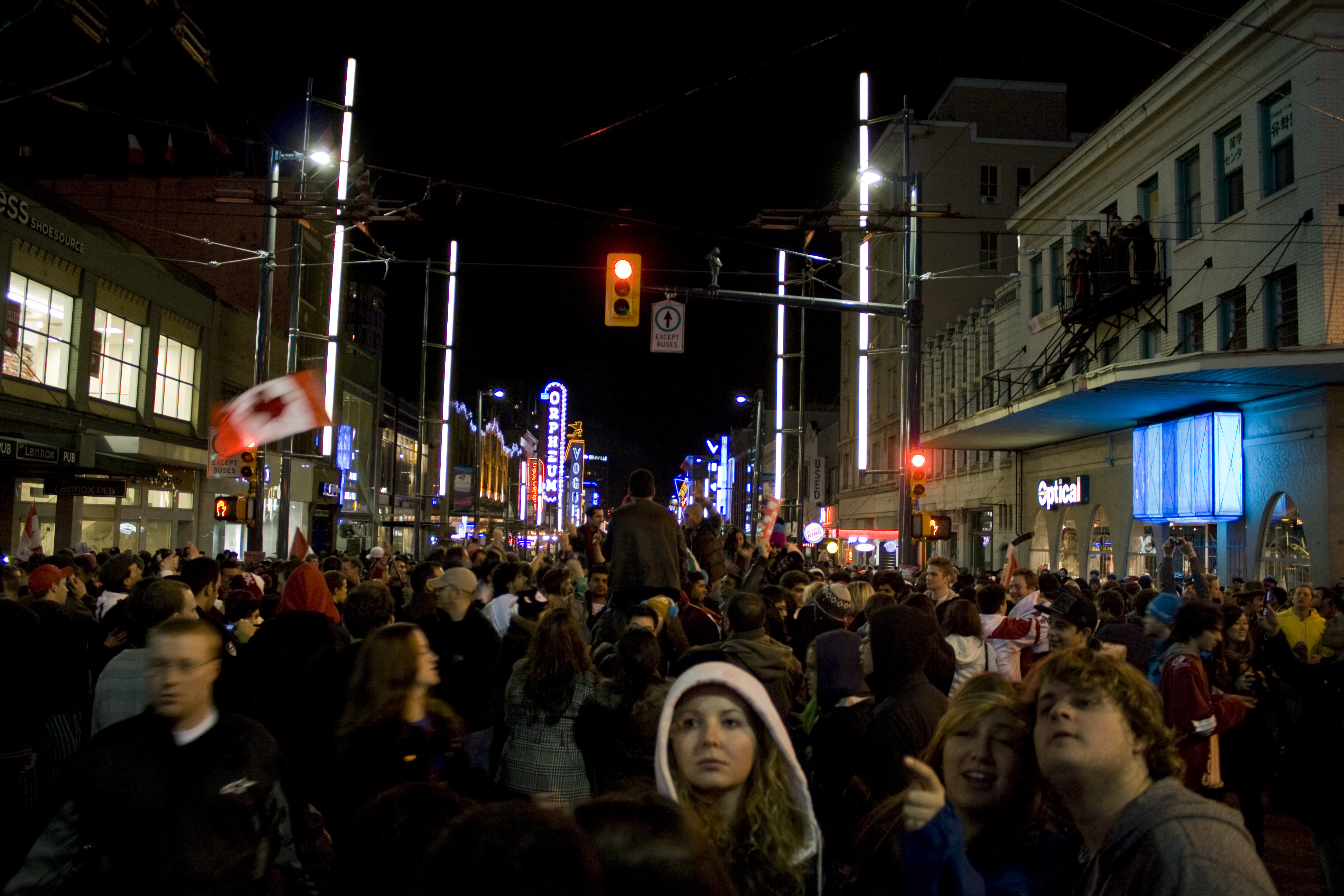
منطقهٔ تفریحی-سرگرمی گرانویل در هستهٔ شهر، هر شب جمعیت زیادی را به بارها و باشگاه‌های شبانه در خیابان‌ها می‌کشاند.

شهر ونکوور همواره تعداد قابل توجهی از گروه‌های موسیقیِ پانک راک را به جهان معرفی کرده‌است، از جمله D.O.A. از دیگر کروه‌های پانک قدیمی در ونکوور می‌توان به گروه ساب‌هیومنز (Subhumans)، کانادایی‌های جوان (Young Canadians), Pointed Sticks و UJ3RK5 اشاره کرد. زمانی که آلترناتیو راک در دههٔ ۱۹۹۰ محبوب شد، چندین گروه ونکووری به شهرت رسیدند، از جمله ۵۴–۴۰، Odds و Moist. امروزه، ونکوور میزبان تعداد زیادی از گروه‌های موسیقی مختلف است، از جمله گروه‌های راک Japandroids و Destroyer، گروه ایندی راک In Medias Res و گروه پاپِ Tegan and Sara و همچنین لیبل‌های مستقلی همچون Nettwerk و Mint. ونکوور همچنین گروه‌های متالِ اثرگذاری به جهان معرفی کرده‌است، از جمله استرپینگ یانگ لد و گروه‌های نوآورِ الکترو-اینداستریال، مانند Skinny Puppy, Numb و Front Line Assembly. بیل لیب، در ونکوور گروه امبینت-پاپِ دلریوم را پایه نهاد. هنرمندان موسیقی محبوب دیگری که در ونکوور کار خود را آغاز کردند و از این شهر به شهرت رسیدند شامل کارلی ری جپسن، برایان آدامز، سارا مک‌لاکلن، گروه موسیقی هارت، منشور، تروپر، چیلوک، پایولاز، موو، مایکل بوبله، استف لنگ و گروه روحیهٔ غرب می‌شوند.
اجراهای بزرگ موسیقی در ونکوور معمولاً در سالن‌های موسیقی عظیم، از جمله Rogers Arena، سالن Queen Elizabeth Theatre، استادیوم بی‌سی پلیس و همچنین the Pacific Coliseum برگزار می‌شوند؛ در حالی که اجراهای کوچک‌تر در مکان‌هایی مانند سالن موسیقیِ Commodore Ballroom، سالن شهریِ Orpheum Theatre و همچنین Vogue Theatre برگزار می‌شوند. جشنواره موسیقی فولک ونکوور و جشنواره بین‌المللی موسیقی جاز در ونکوور هرساله در ژانرهای مختلف و با هنرمندان مختلف از سراسر جهان در ونکوور برگزار می‌شوند. جمعیت هنگ کنگی و چینی ونکوور ستاره‌های کانتوپاپ مشهوری به موسیقی جهان و صنعت موسیقی هنگ کنگ معرفی کرده‌اند. به‌طور مشابه هنرمندان هندی-کانادایی مختلفی، شامل بازیگر و خواننده به بالیوود یا دیگر صحنه‌های صنعت فیلم در هند، از این شهر معرفی شده‌اند.
ونکوور دارای نایت‌لایفی با طراوت است؛ چه از لحاظ غذا و شام یا بارها و چه از لحاظ باشگاه‌های شبانه. منطقه سرگرمی-تفریکی گرنویل دارای بیشترین تعداد بارها و باشگاه‌های شبانه است که همگی دارای ساعت کاری تا ساعت ۳ شب هستند. باشگاه‌های شبانه متعدد دیگری در این شهر آخر هفته‌ها تا صبح پذیرای مشتریان هستند. خیابان‌های ونکوور می‌توانند جمعیت قابل توجهی را در آخر هفته‌ها در شب و روز به خود جلب کنند. گستاون همچنین با تعداد زیادی رستوران متمول پسند و باشگاه شبانه، مکانی محبوب برای زندگیِ شبانه (نایت‌لایف) است.

## رسانه‌ها

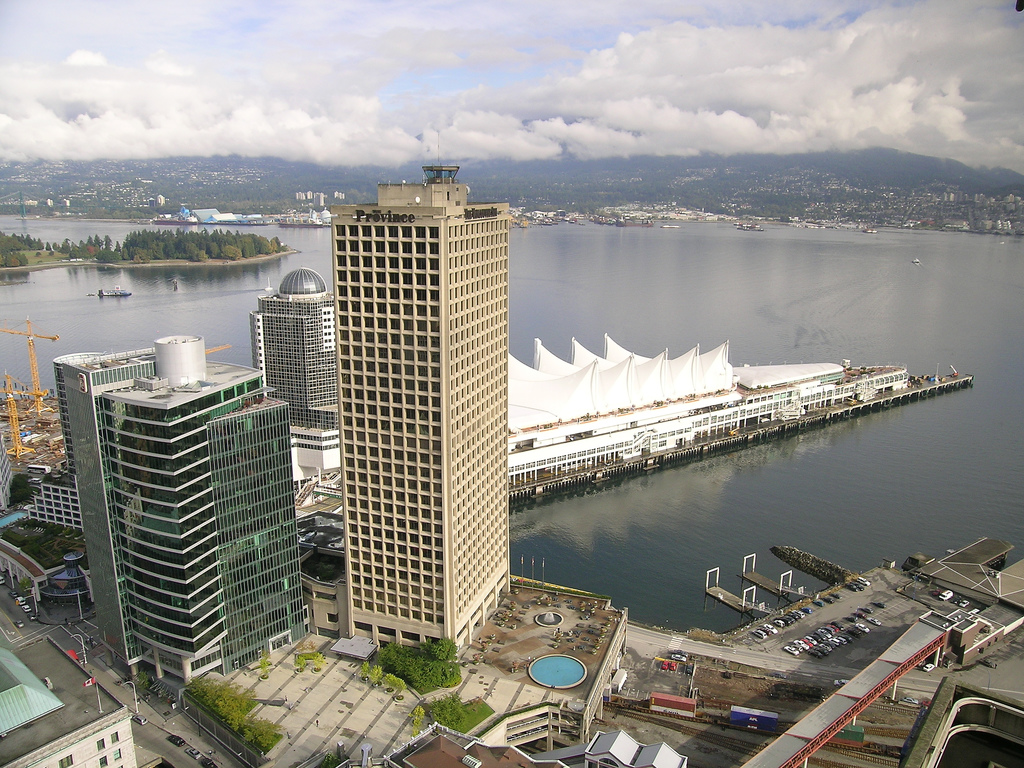
میدان گرنویل (ساختمان مرکزی)، دفاتر مرکزیِ دو روزنامهٔ اصلی شهر، ونکوورسان (The Vancouver Sun) و پراونس (The Province) را در خود جای داده‌است.

ونکوور یک مرکز تولید فیلم و تلویزیون است. این شهر که همواره به هالیوود شمال مشهور بوده‌است، همواره به همراهِ تورنتو، در یک قرن گذشته به عنوان یک مکان اصلی برای فیلمبرداری و تولیدِ بسیاری از فیلم‌های هالیوودی استفاده شده‌است. اولین شرکت تولید فیلم در این شهر استودیوی ادیسون نام داشت. تنها در سال ۲۰۰۸ بیش از ۲۶۰ فیلم مختلف در ونکوور تولید شدند؛ اگرچه در سال ۲۰۱۱، ونکوور با ۱٫۱۹ میلیارد دلار به جایگاه چهارم تولید فیلم و برنامه‌های تلویزیونی سقوط کرد، اما همچنان به عنوان شهر اول در زمینهٔ تولید فیلم و سریال در کانادا باقی ماند.
هرروزه، ترکیبی مختلف از روزنامه‌های محلی، ملی و بین‌المللی در شهر ونکوور توزیع می‌شوند. دو روزنامهٔ اصلی به زبان انگلیسی در ونکوور، خورشید ونکوور (The Vancouver Sun) و استان (The Province) هستند. همچنین دو روزنامهٔ ملی در این شهر توزیع می‌شوند، از جمله گلوب اند میل که در سال ۱۹۸۳ چاپ روزنامه در سطح ملی را در استان بریتیش کلمبیا آغاز کرد و اخیراً یک ضمیمهٔ سه صفحه‌ای متعلق به استان بریتیش کلمبیا اضافه نموده‌است. روزنامهٔ نشنال پست همچنین در این شهر توزیع می‌شود که اخبار روز ملی در سطح کانادا را نشر می‌دهد. دیگر روزنامه‌های محلی شامل روزنامهٔ ۲۴ساعت(24H) می‌شود که به‌طور رایگان عرضه می‌شود؛ همچنین نسخهٔ کانادایی مجله سوئدیِ مترو در قالب دو-هفته‌نامه و روزنامهٔ مستقلِ The Georgia Straight در ونکوور توزیع می‌شوند. دو روزنامهٔ چینی-زبان به نام‌های Ming Pao و Sing Tao and World Journal نیز برای جمعیت چینی و ماندارین زبانِ ونکوور به‌طور روزانه نشر می‌شوند. در منطقهٔ لوئر مین‌لند، تعدادی روزنامهٔ بین‌المللی و محلی دیگر مخاطبان خاص خود را دارا هستند.

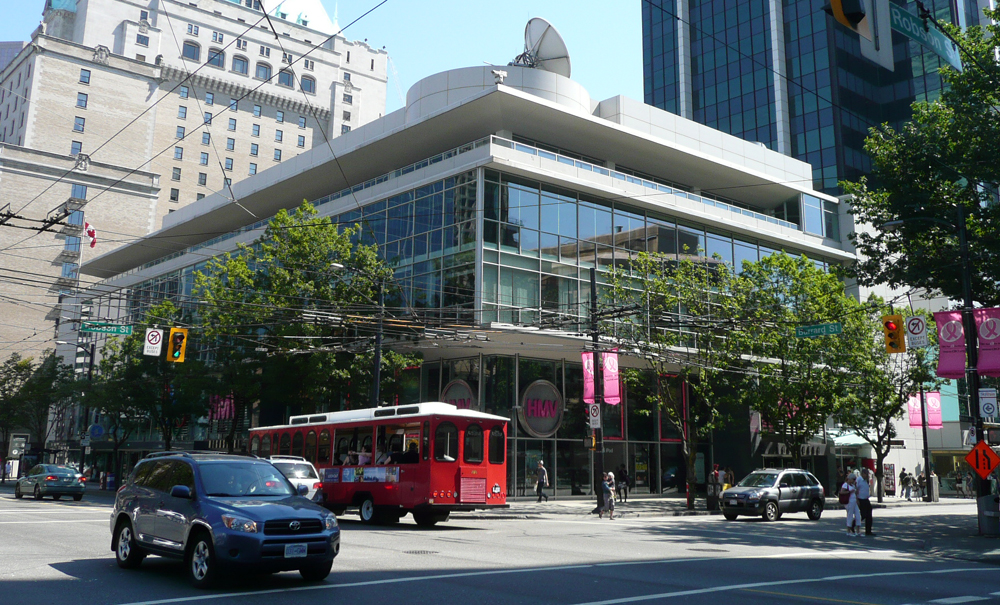
خیابان بورارد مقر اصلی رسانهٔ بل(Bell Media) - شعبهٔ ساحل غربی کانادا و دفترِ منطقه‌ایِ گلوب اند میل است

تعدادی از ایستگاه‌های تلویزیونی از جمله، سی‌بی‌سی (CBC)، سیتی‌تی‌وی (Citytv)، سی‌تی‌وی (CTV) و گلوبال بی‌سی (Global BC) به‌طور روزانه، برنامه‌های خبری به زبان‌های انگلیسی، فرانسوی، کانتونی، ماندارین، پنجابی و کره‌ای و همچنین به‌طور هفتگی به زبان تاگالوگ برای گروه‌های مختلف مخاطبان خود ارائه می‌کنند. همچنین گروه رسانه‌ایِ Fairchild Group نیز دارای دو شبکه مجزا است؛ Fairchild TV و Talentvision که به دو زبان کانتونی و ماندارین برای مخاطبان چینی و به‌طور کلی شرق آسیا برنامه پخش می‌کنند.
ایستگاه‌های رادیویی با دپارتمان‌های مجزای خبری، شامل سی‌بی‌سی رادیو یک، سی‌کِی‌اِندبلیو(CKNW) و خبر ۱۱۳۰(News 1130) می‌شوند. گروه مخاطبان فرانسوی-کلمبیایی (مردم فرانسوی زبان که در استان بریتیش کلمبیا زندگی می‌کنند) دارای چندین ایستگاه رادیویی مجزا هستند؛ از جمله رادیو کانادا و سی‌بی‌یواف‌تی چنل ۲۶ (CBUFT channel 26). جامعهٔ چند زبانهٔ جنوب آسیا دارای رادیویی اختصاصی به نام اسپایس رادیو(Spice Radio) بر روی موج اِی‌اِم ۱۲۰۰ هستند که در سال ۲۰۱۴ افتتاح شد.
تسلط و انحصارِ رسانه‌ای به‌طور پیوسته یک موضوع مورد بحث در ونکوور است؛ چرا که روزنامه‌های ونکوور سان، پراونس، ونکوور کریر و دیگر روزنامه‌های محلی از جمله اکنون سوری، اکنون برنابی و خبر ریچموند همگی تحت مالکیت گروه رسانه‌ایِ پست‌مدیا(Postmedia Network) هستند. تمرکزِ مالکیت رسانه‌ها به ظهور رسانه‌های مستقل قدرت بخشیده و ونکوور را به قطبی برای رسانه‌های آنلاین مستقل در کانادا تبدیل نموده‌است. رسانه‌هایی همچون The Tyee، ناظر ونکوور(Vancouver Observer) و NowPublic از جمله رسانه‌های خصوصی و مستقلی هستند که به صورت آنلاین مخاطبان خاص خود را دارند. همچنین رسانه‌های نیمه محلیِ مختلف، همچون ونکوور فوق‌العاده است (Vancouver Is Awesome) به صورت نیمه خصوصی اداره می‌شوند و خبرها و بسته‌های سرگرمی مختلفی در قالب هنر، فرهنگ و وقایع روز شهر به مخاطبان خود ارائه می‌کنند.

## سیستم حمل و نقل شهری

نقشهٔ شبکه حمل و نقل سریع ونکوور، که توسط ترنس‌لینک اداره و اجرا می‌شود.

سیستم تراموای شهری (ترن خیابانی) در ۲۸ ژوئن ۱۸۹۰ طرح‌ریزی شد و از پل خیابان گرنویل تا خیابان وست‌مینیستر (اکنون خیابان اصلی و کینگزوی) اجرا شد. کم‌تر از یک سال بعد، شرکت تراموای ونکوور و وست‌مینیستر شروع به اجرا و ادارهٔ اولین خط بین شهری بین دو شهر (که بعدها تا چیلی‌وک گسترش یافت) کرد. در سال ۱۹۰۵ خط راه‌آهن ونکوور و لولو آیلند به‌طور موقت به خط راه‌آهن برقیِ بریتیش کلمبیا قرض داده شد که از خیابان پل گرانویل تا استیونسون از طریق کریزدِیل گسترده شد. این خط جدید، مقدمات گسترده شدن محله‌های مسکونی شهر از هستهٔ شهر تا اطراف ونکوور را فراهم کرد. از سال ۱۸۹۷ خط راه‌آهنِ برقیِ بریتیش کلمبیا (BCER) شرکتی شد که راه‌آهنِ شهری و بین شهری را عملیاتی و اداره می‌کرد. اگرچه در سال ۱۹۵۸ آخرین بقایای راه‌آهن برقی ونکوور اوراق شد و جای خود را به اتوبوس‌های برقیِ بی ریل و اتوبوس‌های گازوییلی و بنزینی داد. در همان سال BCER به شرکت تازه تأسیسِ بی‌سی هایدرو واگذار شد. ونکوور در حال حاضر از لحاظ وسعت و بزرگی و شعاع پوشش، دومین ناوگان اتوبوس برقی شهری در آمریکای شمالی بعد از سان‌فرانسیسکو را داراست.

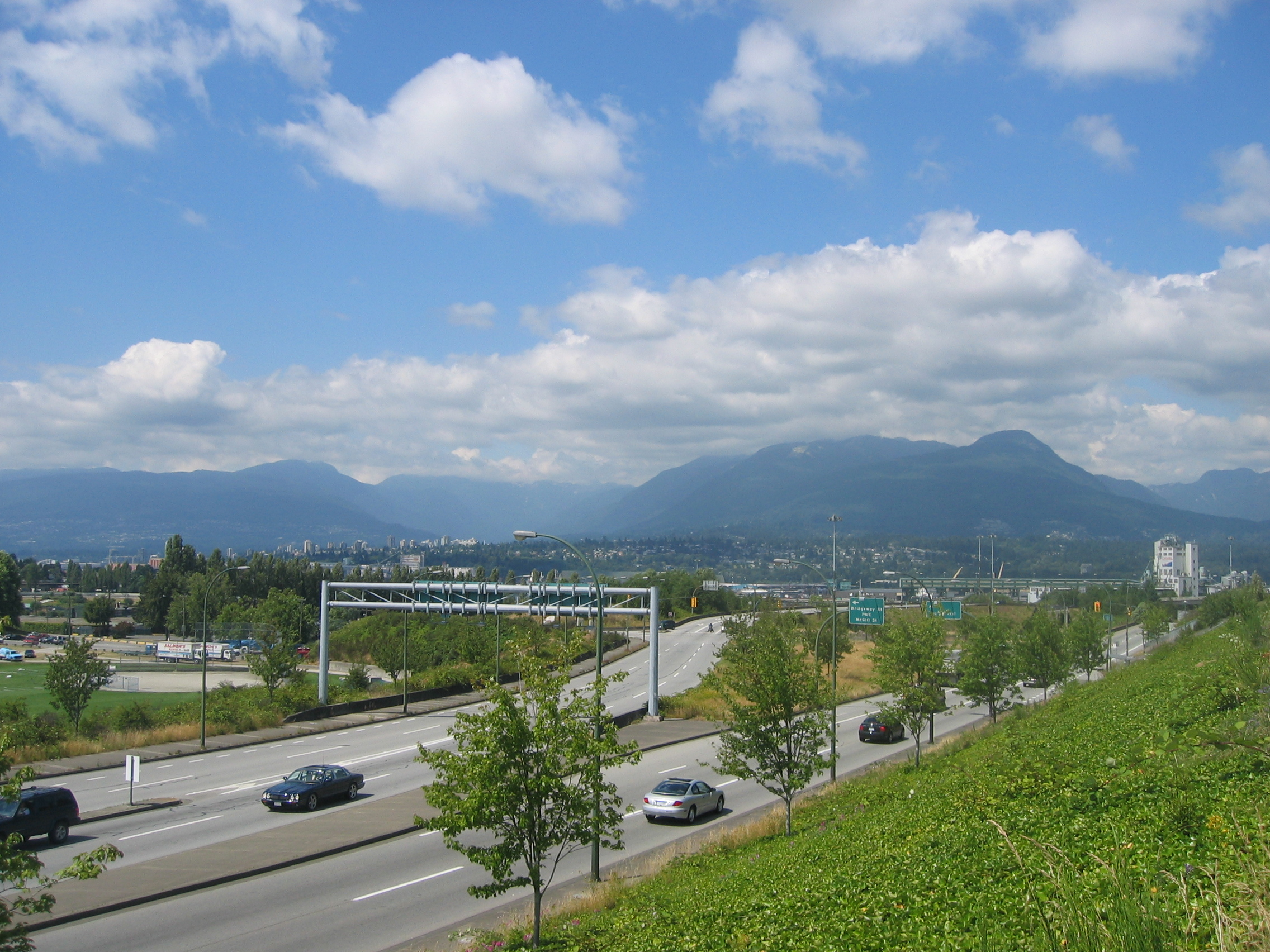
رمپ‌های ورودی و خروجی که به آزادراهِ شمارهٔ ۱ بریتیش کلمبیا در ونکوور ختم می‌شوند. آزادراه شمارهٔ ۱ تنها آزاد راه با دسترسیِ کنترل شده در محدودهٔ شهری ونکوور است.

هر دو شورای شهر ونکوور در دههٔ ۷۰ و ۸۰ ساخت آزادراه‌های درون‌شهری به عنوان یک طرح بلندمدت را ممنوع ساختند. در نتیجه، تنها آزادراه اصلی درون شهر، آزادراه شمارهٔ ۱ است که از گوشهٔ شمال شرقی شهر می‌گذرد. اگرچه تعداد اتومبیل‌ها درون شهر ونکوور با رشد جمعیت به‌طور روزافزون افزایش می‌یابد، اما نرخ مالکیت اتومبیل و مسافت متوسط رانندگی شده توسط جاده‌های بین شهری و درون‌شهری از اوایل دههٔ ۹۰ به تدریج کاهش یافته‌است. ونکوور تنها شهر اصلی کانادایی است که با این آمار مواجه است. برخلاف این واقعیت که زمان متوسط سفر برای هر اتومبیل به اندازهٔ یک-سوم افزایش یافته‌است و حجم ترافیک رشد داشته‌است، اما تعداد اتومبیل‌هایی که به هستهٔ شهر سفر می‌کنند به میزان ۷٪ کاهش یافته‌است. در سال ۲۰۱۲، ونکوور بدترین ترافیک شهری در کانادا و دومین در آمریکای شمالی بعد از لس‌آنجلس را داشت. از سال ۲۰۱۳ به بعد، ونکوور بدترین ترافیک شهری در آمریکای شمالی را داراست. در سال‌های اخیر، ساکنان ونکوور بیشتر مایل بودند تا در مجاورت یا نزدیکی محل‌هایی زندگی کنند که به علایقشان نزدیک‌تر است یا از وسایل نقلیهٔ بهینه‌تر از لحاظ مصرف انرژی استفاده کنند، از جمله وسایل نقلیهٔ عمومی یا دوچرخه استفاده کنند. این روند، در واقع یک سیاست پنهان توسط طراحان شهری در سال‌های اخیر برای کنترل ترافیک شهری و حمایت از کارزارهای طرفدار محیط زیست بوده‌است. سیاست‌های مدیریت تقاضای حمل و نقل ونکوور ممنوعیت‌هایی وضع کرده‌است که توجیه اقتصادی برای افرادی که از اتومبیل استفاده نمی‌کنند، اندکی به صرفه‌تر از کسانی باشد که از اتومبیل شخصی بهره می‌برند. این اندک بهینه‌تر بودنِ اقتصادی اگرچه ناچیز است، اما نتایج مثبتی به همراه داشته‌است.

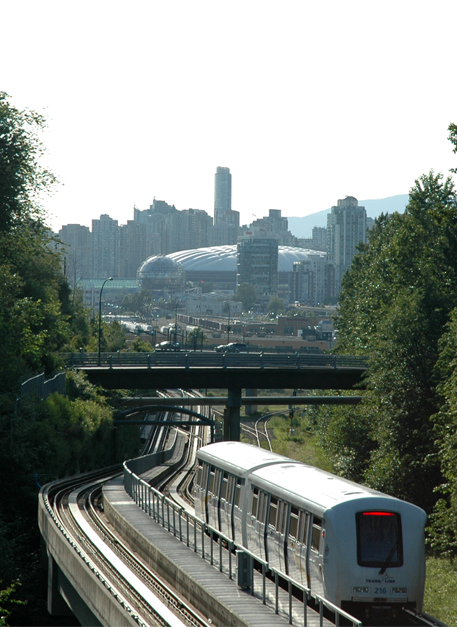
قطار هوایی (SkyTrain) در ونکوور. در پشت زمینهٔ عکس نمایی از داون‌تاون (هستهٔ شهر) قابل مشاهده است. سازهٔ سفید رنگ و گنبدمانند، سقف قدیمی مربوط به استادیوم بی‌سی پلیس است

ترنس‌لینک مسئول ادارهٔ جاده‌ها و سیستم حمل و نقل عمومی در ونکوور بزرگ است. این شرکت خدمات اتوبوس، یک مجموعه خدماتِ سازمان‌یافته برای انتقال مسافرانِ پیاده یا با دوچرخه از طریق آبی (در این خدمات از کشتی‌های کوچک و گران‌قیمت و منحصر بفردی استفاده می‌شود که مسافران را از ونکوور شمالی به هستهٔ شهر منتقل می‌کنند و سی‌باس یا کشتی دریایی نام دارند)، یک سرویس حمل و نقل سریع شهری و خودران به نامِ ترن هوایی (SkyTrain) و یک سامانهٔ قطار تندرو به نام WCE را کنترل، اداره، مدیریت و سامان‌دهی می‌کند. ترن هواییِ ونکوور در حال حاضر بر روی سه خط اصلی فعالیت و خدمت‌رسانی می‌کند، خط میلنیوم یا هزاره، خط اکسپو و خط کانادا یا کانادا لاین که دارای ۵۳ ایستگاه تا سال ۲۰۱۷ بود که ونکوور را به یکی از بزرگ‌ترین استفاده‌کنندگان از این نوع سیستم حمل و نقل شهری تبدیل می‌کند. تنها ۲۰ ایستگاه درون شهر و محدوده ونکوور قرار دارند و بقیهٔ ایستگاه‌ها در شهرهای حومه قرار دارند که این توزیع ایستگاه‌ها، پوشش این خط حمل و نقل شهری را منحصر بفرد و ساده می‌کند. تعدادی از بزرگ‌ترین جاذبه‌های توریستی شهر ونکوور، از جمله انگلیش بِی، استنلی پارک، آکواریوم ونکوور، دانشگاه بریتیش کلمبیا و موزهٔ مردم‌شناسیِ آن و کیتسیلانو به این این سیستم حمل و نقل شهری متصل نیستند.
تغییرات بنیادین در سیستم حمل و نقل شهری ونکوور به عنوان جزئی از یک برنامهٔ ۱۰ ساله در حال رخ دادن است. کانادا لاین، که در ۱۷ اوت ۲۰۰۹ راه اندازی شد به وسیلهٔ ترن هوایی، فرودگاه بین‌المللی ونکوور (YVR) را به محله ریچموند متصل می‌کند. خط اورگرین (که امتداد خط میلینیوم است و در ۲ دسامبر ۲۰۱۶ افتتاح شده‌است) شهرهای کوکیتلام و پورت مودی را به وسیلهٔ ترن هوایی به هم متصل می‌کند. همچنین طرح‌هایی برای گسترش خط میلینیوم برای ترن هوایی در بخش غربی آن تا دانشگاه بریتیش کلمبیا به عنوان یک ترن زیرزمینی (مترو) از خیابان اصلی برودوِی و همچنین طرحی برای گسترش ظرفیت قابل انتقال و امتداد دادن خط اکسپو ارائه شده‌اند و در دست اجرا هستند. چندین پروژهٔ راه، به عنوان بخشی از برنامهٔ گیت‌وی (برنامه‌ای برای توسعهٔ سیستم حمل و نقل ونکوور با بودجهٔ ۳ میلیارد دلار که توسط دولت بریتیش کلمبیا طراحی و اجرا می‌شود) در چند سال آینده تکمیل خواهند شد.
تعداد دیگری روش‌های حمل و نقل شهری در ونکوور وجود دارند. خط راه‌آهن مسافربریِ سریع‌السیرِ درون‌شهری که از ایستگاه مرکزی پسفیک تا نقاط شرقی ادامه دارد، خط راه‌آهن آرمتراک کسکیدز که تا سیاتل و پورت‌لند امتداد دارد و همچنین خط راه‌آهن راکی ماونتینر از دیگر خطوط راه‌آهن شهری و بین شهری ونکوور هستند. کشتی‌های مسافری کوچکی در فالس کریک وجود دارند که مسافران را تا گرانویل آیلند، داون‌تاون (هستهٔ شهر) در ونکوور، و کیتسیلانو منتقل می‌کنند. ونکوور یک شبکهٔ شامل خطوط مختلف استاندارد برای دوچرخه را داراست که تمهیدات و تسهیلات منحصر بفردی را برای استفاده‌کنندگان از دوچرخه فراهم نموده‌است. رشد نرخ استفاده‌کنندگان از دوچرخه در ونکوور در سال‌های اخیر بی‌مانند و به شدت زیاد بوده‌است. سیستم اشتراک دوچرخه در ونکوور که موبی (Mobi) نام دارد در ژوئن ۲۰۱۶ افتتاح شده‌است.
فرودگاه بین‌المللی ونکوور (YVR)، واقع در سی‌آیلند در شهر ریچموند در جنوب ونکوور واقع شده‌است. فرودگاه ونکوور دومین فرودگاه شلوغ در کانادا و دومین دروازهٔ هوایی در غرب آمریکای شمالی برای مسافران بین‌المللی است. شرکت‌های بومیِ هلی‌جت و فلوت پلین پروازهای برنامه‌ریزی شده و منظم از بندر ونکوور و فرودگاه ونکوور در ترمینال جنوبی انجام می‌دهند. همچنین دو ترمینال کشتی‌های کوچک بریتیش کلمبیا(BC Ferry) در ونکوور عضوی از سیستم حمل و نقل شهری هستند. یکی از این ترمینال‌ها در هورس‌شو بِی در وست ونکوور قرار دارد و دیگری در جنوب و در تواسن در دلتا قرار گرفته‌است.

## ورزش و سرگرمی

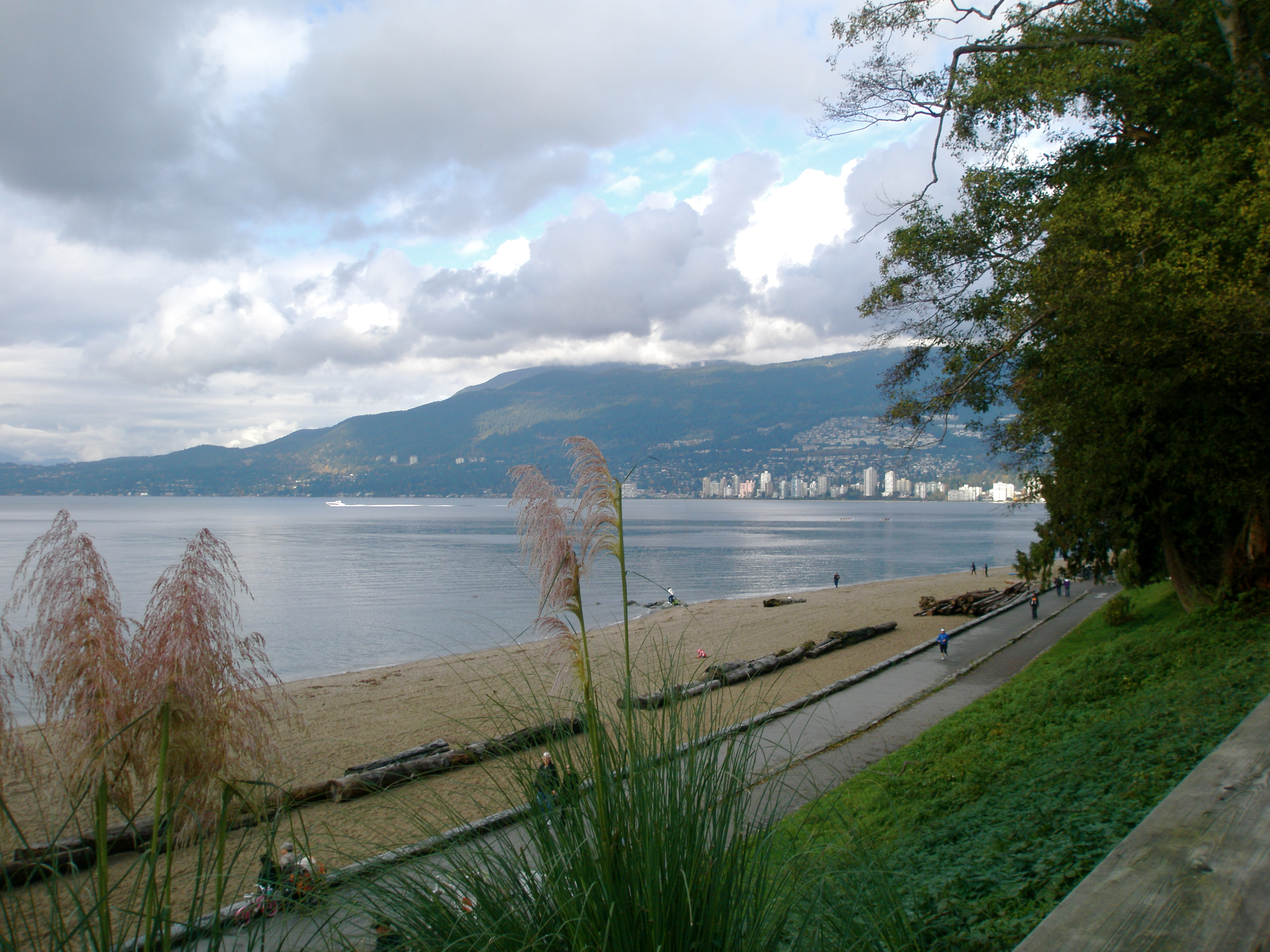
ساحل سوم، یکی از ساحل‌های متعددی است که در ونکوور واقع شده‌اند. از آنجایی که شهر در میان اقیانوس و کوه قرار گرفته‌است، منطقه ونکوور را به مکانی خاص و استثنایی از لحاظ چشم‌اندازهای طبیعی و خلق جاذبه‌چای توریستی متعدد تبدیل کرده‌است

آب و هوای ملایم و مطبوع و مجاورت این شهر با اقیانوس آرام، کوه‌های متعدد، رودها و دریاچه‌های مختلف، منطقه‌ای که ونکوور در آن محصور شده‌است را به مکانی منحصر بفرد از لحاظ جشم‌اندازهای طبیعی تبدیل ساخته و جاذبه‌های توریستیِ متعددی را برای این شهر به ارمغان آورده‌است. ونکوور بیش از ۱٬۲۹۸ هکتار پارک را در خود جای داده‌است، که از میان آهن‌ها تنها استنلی پارک ۴۰۴ هکتار از این مساحت را به خود اختصاص داده‌است. شهر چندین ساحل بزرگ دارد که خیلی از آن‌ها در مجاورت یکدیگر واقع شده‌اند که از خطِ ساحلی پارک استنلی در اطراف فالس کریک تا بخش جنوبیِ انگلیش بِی، از کیتسیلانو تا زمین‌های اندومنت گسترده شده‌اند. بسیاری از این ساحل‌ها در محدوده شهری ونکوور نیستند اما جزئی از ونکوور بزرگ محسوب می‌شوند. تعدادی از این ساحل‌ها شامل ساحل دوم و سوم در پارک استنلی، انگلیش بی (ساحل اول)، سان‌سِت، ساحل کیتسیلانو، جریکو، لوکارنو، اسپنیش بنکس، امتدادهای اسپنیش بنکس، بخش‌های غربی اسپنیش بنکس و دریاکنار رک که دارای طول تقریبی ۱۸ کیلومتر هستند از روزانه تعداد زیادی از توریست‌ها را به خود جلب می‌کنند. خط ساحلی مراکز تفریحی مختلفی برای ورزش‌های آبی فراهم می‌کند و همچنین شهر مکان محبوبی برای علاقه‌مندان به قایق‌سواری است.
به فاصلهٔ ۲۰ الی ۳۰ دقیقه‌ای از داون‌تاون (هستهٔ شهر) ونکوور کوه‌های نورث‌شور (ساحل شمالی) قرار دارد که حاوی سه منطقه برای اسکی است، به نام‌های کوه سرو(Cypress Mountain)، کوه سبزه (Grouse Mountain) و کوه مونت سیمور (Mount Seymour). دوچرخه‌سواران کوهستان دارای مسیرهای خاص در نورث‌شور (ساحل شمالی) هستند. رود کاپیلانو، نهر لین و رود سیمور در نورث‌شور فرصت‌های زیادی برای علاقه‌مندان به آبشار در دوره‌های بارندگی و ذوب برف‌ها در بهار فراهم نموده‌اند؛ اگرچه تنگه‌های آن رودها برای پیاده‌روی و شنا استفاده می‌شود.

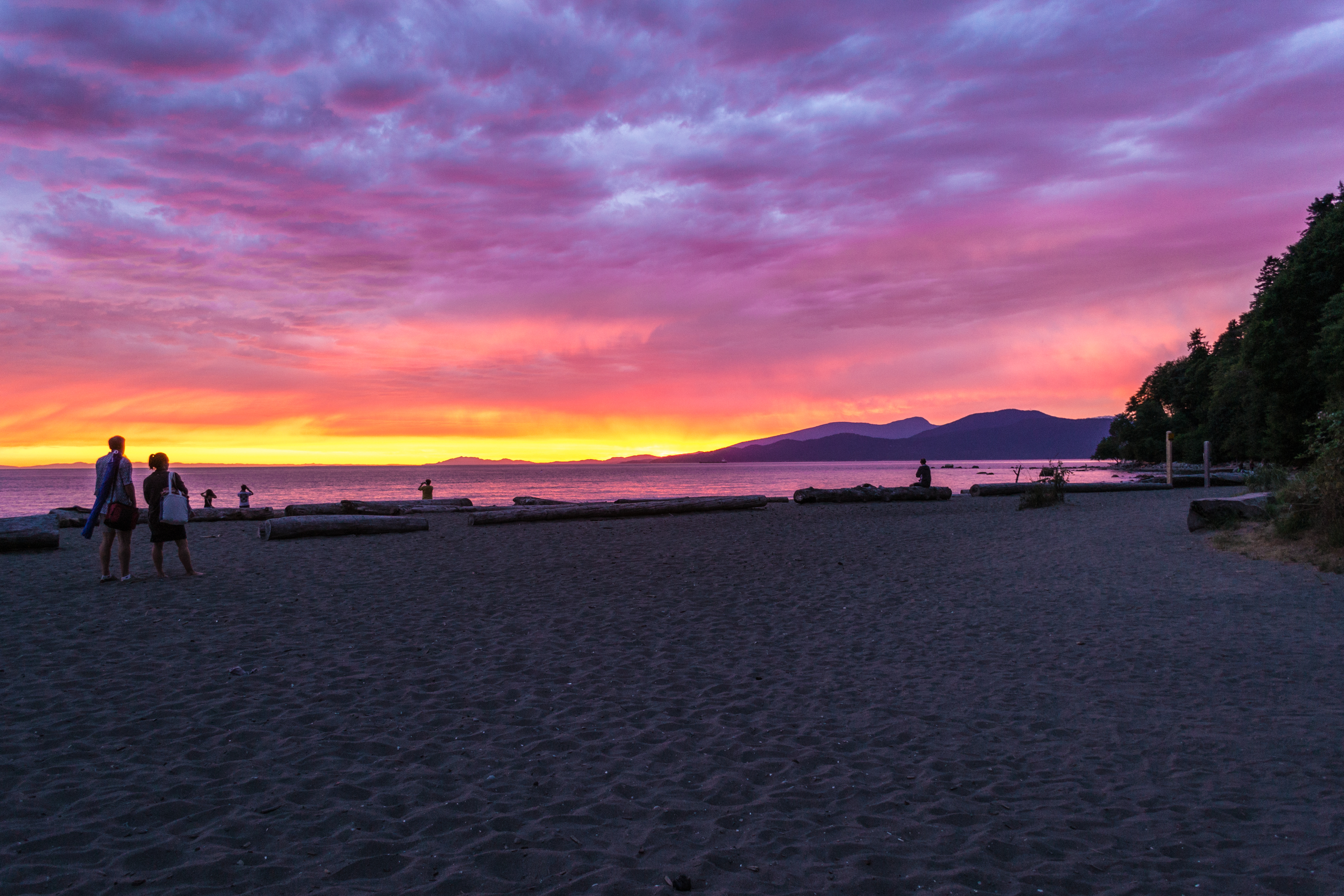
ساحل رِک بیچ (Wreck Beach) در ونکوور که موردتوجه بسیاری از گردشگران است.

مسابقات دوندگی در ونکوور شامل ونکوور سان ران (Vancouver Sun Run) شامل ۱۰ کیلومتر مسابقهٔ دو در آوریل هر سال است. ماراتن ونکوور در ماه می هر سال برگزار می‌شود و مسابقات نیمه-ماراتن اسکوشیابانک در ونکوور هر ساله در ژوئن برگزار می‌شود. مسابقات پیاده‌روی در ونکوور که به گراوی گریند مشهور است یک مسابقه راه‌پیمایی (پیاده‌روی) به‌طور ۲٫۹ کیلومتر در کوه سبزه (Grouse Mountain) است که در طول ماه‌های تابستان و پاییز برگزار می‌شود که شامل مسابقه در کوه سبزه نیز می‌شود. مسیرهای پیاده‌روی در ونکوور شامل مسیر بی‌دن-پاول به شعاع ۴۲ کیلومتر پیاده‌روی از هورس شو بِی در وست ونکوور تا دیپ گوو در ونکوور شمالی می‌شود.

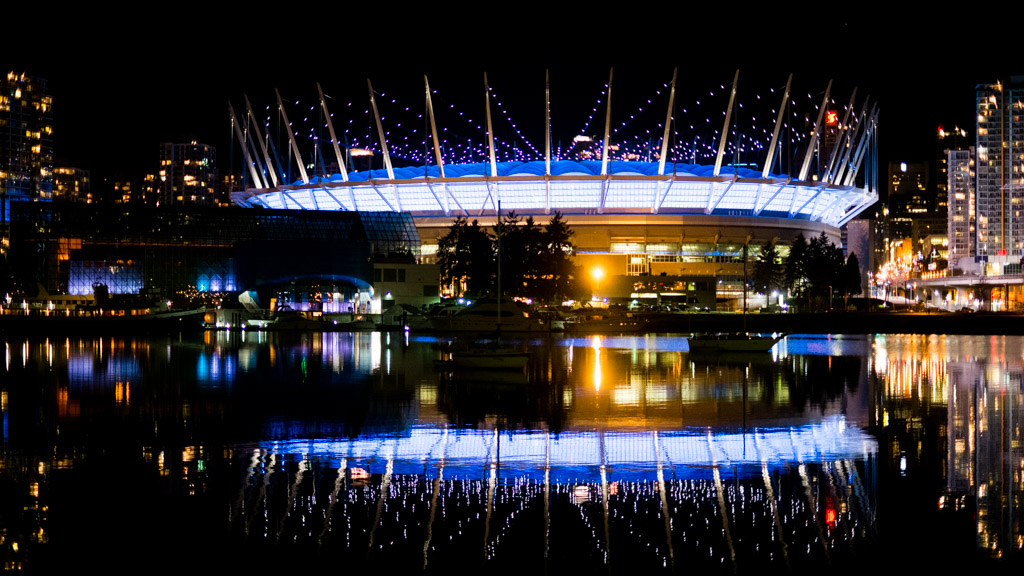
بی‌سی پلیس یک استادیوم چند منظوره است که میزبان بی‌سی لاینز(BC Lions) در لیگ فوتبال کانادایی(CFL) و ونکوور وایتکپس اف‌سی در لیگ برتر فوتبال آمریکا است.

 ونکوور همچنین میزبان مسابقات دوچرخه‌سواریِ مهمی در جهان است. در اکثر تابستان‌ها از سال ۱۹۷۳، مسابقات جهانی دوچرخه سواریِ استقامتی گستاون در خیابان‌های کبل‌استون در گس‌تاون برگزار شده‌است. این مسابقه و مسابقات بزرگ دوچرخه‌سواری دانشگاه بریتیش کلمبیا، یک سری از مسابقات حرفه‌ای دوچرخه سواری در ونکوور هستند که هر ساله برگزار می‌شوند.
در سال ۲۰۰۹، ونکوور بزرگ میزبان بازی‌های جهانی پلیس و آتش‌نشانی بود. استادیوم سوانگارد در همسایگی برنابی، میزبان بازی‌های جام جهانی فوتبال زیر ۲۰ سال در سال ۲۰۰۷ بود.
ونکوور در کنار ویسلر و ریچموند، شهر میزبان برای بازی‌های المپیک زمستانی ۲۰۱۰ و بازی‌های پارالمپیک زمستانی ۲۰۱۰ بود. در ۱۲ ژوئن ۲۱۰، ونکوور میزبان مبارزه قهرمانی نهایی ۱۱۵ (UFC 115) بود که چهارمین مبارزه قهرمان نهایی بود که در کانادا (و اولین خارج از مونترئال) برگزار شد.
در سال ۲۰۱۱، ونکوور میزبان‌گری کاپ (قهرمانی مسابقات لیگ فوتبال کانادا) بود که هر ساله به یک شهر متفاوت در لیگ فوتبال کانادا اهدا می‌شود. بی‌سی تایتانز(BC Titans) در لیگ بین‌المللی بسکتبال بازی افتتاحیه خود در سال ۲۰۰۹ را در ورزشگاه مرکزی لنگلی به عنوان میزبان خود برگزار کردند. ونکوور مرکزی برای ورزش رو به رشدِ آلتیمیت است. در طول تابستان سال ۲۰۰۸، ونکوور میزبان مسابقات قهرمانی آلتیمیت جهان بود.

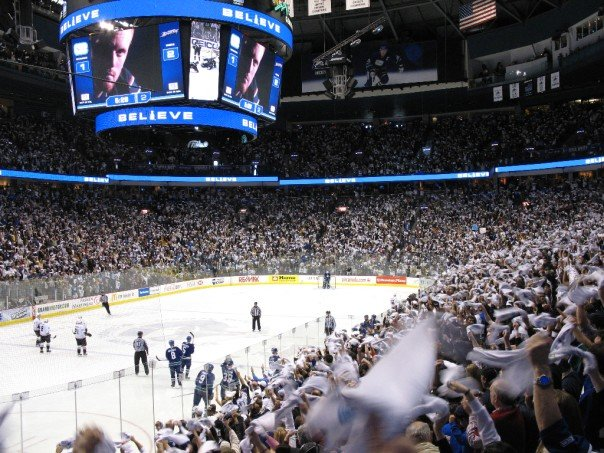
تیم ونکوور کناکز (Vancouver Canucks) یک تیم حاضر در لیگ ملی هاکی است که بازی‌های خود را در استادیوم راجرز آرنا (Rogers Arena) برگزار می‌کند.

اتحادیه ملی بسکتبال (NBA) در ونکوور با تیم گریزلی‌های ونکوور(Vancouver Grizzlies) در سال ۱۹۹۵ حضور داشت. آن‌ها اولین بازی خود را در راجرز آرنا انجام دادند. بعد از ۶ سال حضور در ونکوور، در سال ۲۰۰۱ این تیم جای خود را به ممفیس در تنسی داد.
در سال ۲۰۱۵، ونکوور یکی از ۶ محل برگزاری مسابقات جام جهانی فوتبال زنان بود و فینال این مسابقات بین دو تیم ژاپن و ایالات متحده آمریکا نیز در این شهر برگزار شد.
نرخ ۱۲٪ چاقی در بزرگسالان در ونکوور در قیاس با نرخ متوسط ۲۳٪ ونکوور را به چهارمین شهر لاغر کانادا بعد از تورنتو، مونترئال و هلفیکس تبدیل می‌کند؛ اگرچه بیش از ۵۱٫۸٪ از کانادایی‌ها در ونکوور دچار اضافه وزن هستند.

### تیم‌های حرفه‌ای کنونی
| تیم حرفه‌ای                              | لیگ                          | ورزش            | ورزشگاه                               | تأسیس شده | قهرمانی‌ها                            |
| --------------------------------------- | ---------------------------- | --------------- | ------------------------------------- | --------- | ------------------------------------ |
| شیرهای بی‌سی (BC Lions)                  | لیگ فوتبال کانادایی (CFL)    | فوتبال کانادایی | بی‌سی پِلِیس                             | ۱۹۵۴      | ۶                                    |
| ونکوور کناکز(Vancouver Canucks)         | لیگ ملی هاکی (NHL)           | هاکی روی یخ     | راجرز آرِنا (Rogers Arena)             | ۱۹۷۰      | ۰ (در ۶ لیگ قبلی)                    |
| ونکوور وایتکپس                          | لیگ برتر فوتبال آمریکا (MLS) | فوتبال          | بی‌سی پِلِیس                             | ۲۰۰۹      | ۰ (در ۷ لیگ قبلی)                    |
| ونکوور کانادایی‌ها (Vancouver Canadians) | لیگ شمال غرب                 | بیسبال          | استادیوم نَت بیلی (Nat Bailey Stadium) | ۲۰۰۰      | ۴                                    |
| غول‌های ونکوور (Vancouver Giants)        | لیگ هاکی غرب (WHL)           | هاکی روی یخ     | ورزشگاه مرکزی لنگلی                   | ۲۰۰۱      | ۱                                    |
| اختفای ونکوور (Vancouver Stealth)       | لیگ ملی لاکراس (NLL)         | لاکراس          | استادیوم مرکزی لنگلی                  | ۲۰۱۴      | ۰ (یک قهرمانی زیر اسم خفای واشینگتن) |

## شهرهای خواهرخوانده
شهر ونکوور یکی از اولین شهرهای کانادا بود که وارد قرارداد خواهرخواندگی (شهرها) شد. قراردادهای خاص فرهنگی، اجتماعی و اقتصادی با این شهرها با نفع دوطرفه عقد شده‌است.
| کشور                | شهرداری  | سال  |
| ------------------- | -------- | ---- |
| اوکراین             | اودسا    | ۱۹۴۴ |
| ژاپن                | یوکوهاما | ۱۹۶۵ |
| بریتانیا            | ادینبورگ | ۱۹۷۸ |
| چین                 | گوانژو   | ۱۹۸۵ |
| ایالات متحده آمریکا | لس آنجلس | ۱۹۸۶ |

## پایداری شهری

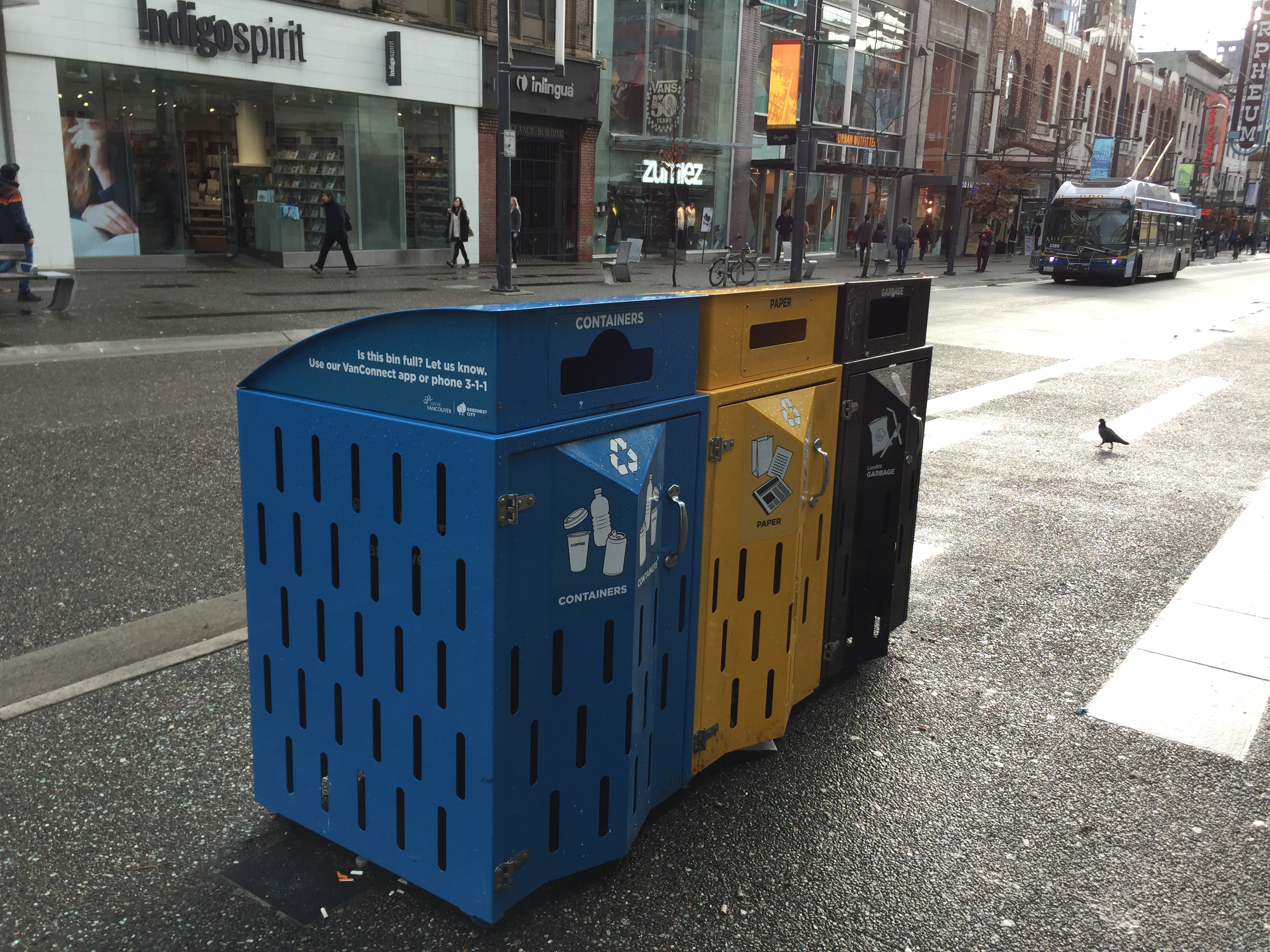
سطل‌های نگهدارنده زباله‌های قابل بازیافت، زباله‌های کاغذی قابل بازیافت و زباله‌های غیرقابل بازیافت در ونکوور

شهر ونکوور قدم‌های مثبتی برای تبدیل شدن به یک شهر پایدار برداشته‌است. ۹۳٪ از برقی که در شهر ونکوور استفاده می‌شود با منابع انرژی تجدیدپذیر همچون نیروی برق-آبی تولید می‌شود. شهر همچنین به‌طور گسترده فعالانه در تلاش بوده‌است تا به شهری سبزتر تبدیل شود. شهر ونکوور یک طرح اجرایی برنامه‌ریزی کرده‌است تا در سال ۲۰۲۰ به یک سلسله اهداف از پیش تعیین شده برسد؛ از جمله کاهش گازهای گلخانه‌ای، تشویق رشد شغل‌ها و کسب‌وکارهای سبز، ساخت‌وسازِ سبز و کاهش زبالهٔ شهری.

### پیشگامی برای سبزترین شهر شدن
طرح اجراییِ سبزترین شهر که به GCAP شناخته می‌شود یک طرحی نو و پیش‌گامانه برای پایداری شهری در ونکوور است. این طرح برای تبدیل ونکوور به سبزترین شهر جهان در سال ۲۰۲۰ تدوین شد. GCAP بر اساس تیم فعالیت‌های یک تیم اجرایی به نام سبزترین شهر در سال ۲۰۰۹ شکل گرفت که شهردار ونکوور گرگور رابرتسون یکی از رئسای این تیم به حساب می‌آمد. طرح GCAP توسط شورای شهر ونکوور در سال ۲۰۱۱ تصویب شد.
در ماه مه ۲۰۱۸، طرح استراتژی هدر دادن صفر تا ۲۰۴۰ (Zero Waste 2040) از تصویب شورای شهر ونکوور گذشت. این شهر در همان سال کار در زمینه کاهش میزان استفاده از اقلام یکبار مصرف را آغاز کرد و قصد خود را برای ممنوع کردن کامل این موارد در سال ۲۰۲۱ در صورت عدم دستیابی مشاغل به اهداف کاهش اعلام کرد. به عنوان بخشی از این طرح، ممنوعیت نی‌های پلاستیکی، بسته‌بندی مواد غذایی پلی استایرن و کیسه‌های پلاستیکی خرید رایگان از اواسط سال ۲۰۱۹ اعمال شده‌است.

## نگارخانه

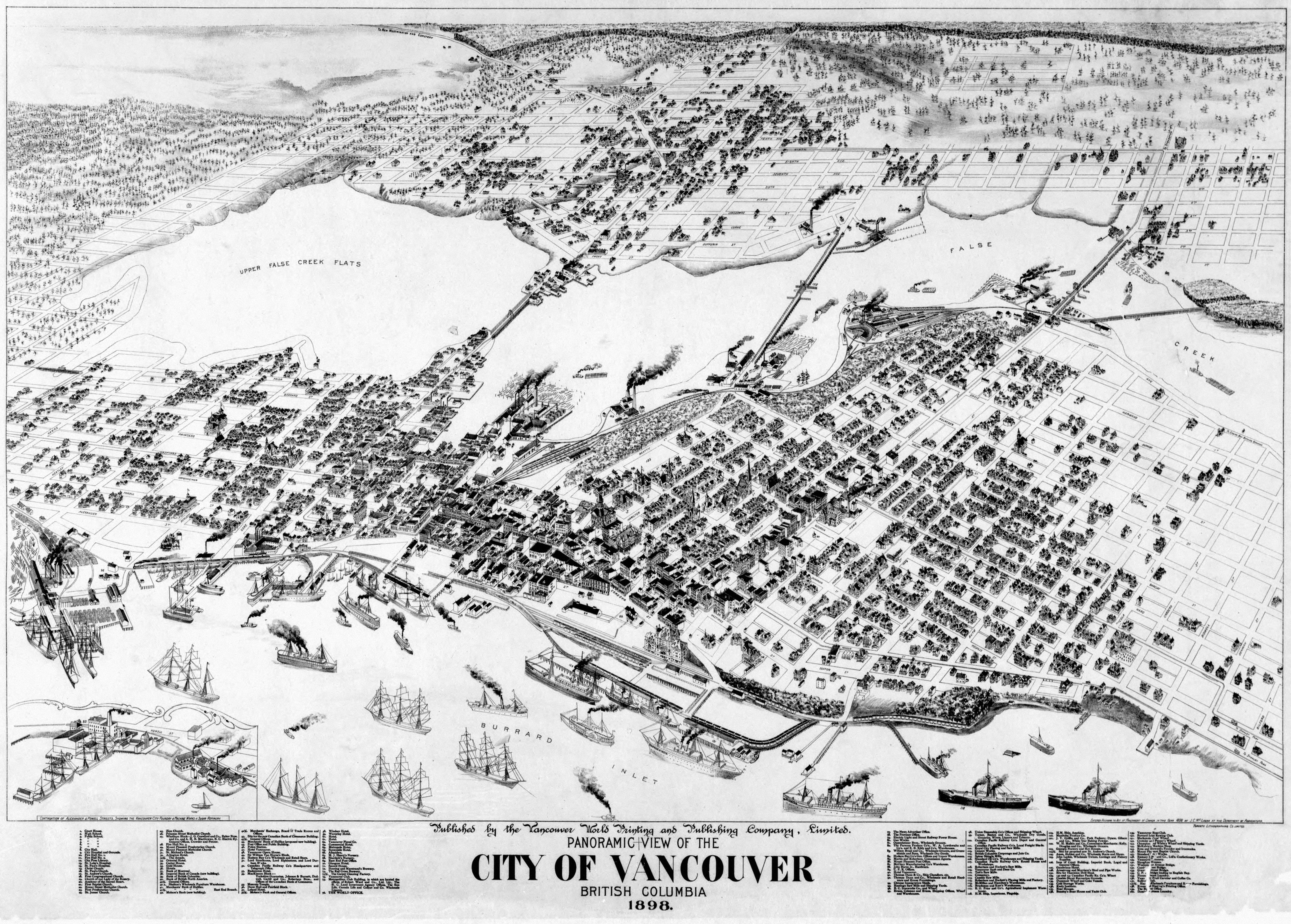
پانورامای ونکوور، ۱۸۹۸
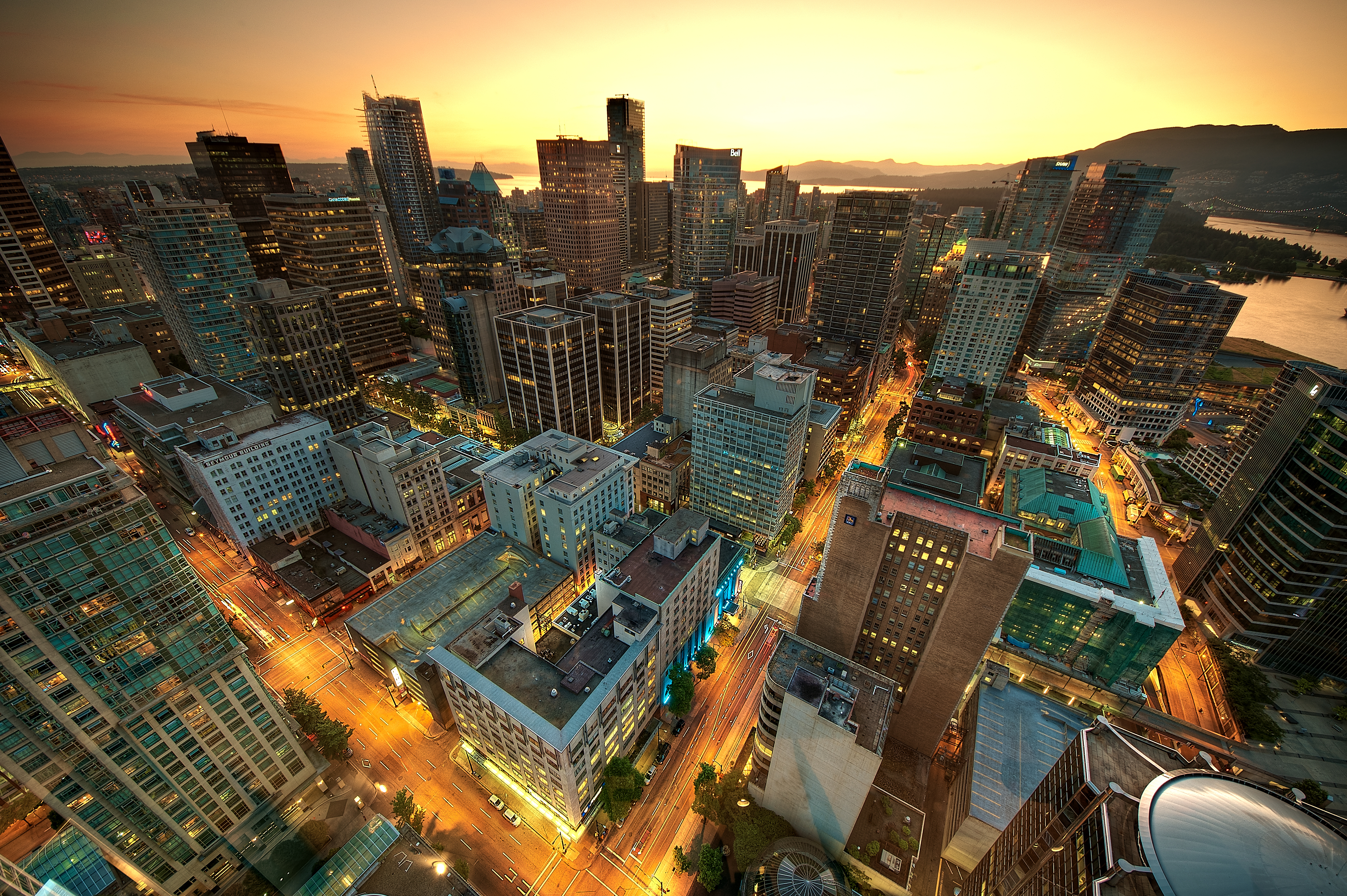
مرکز شهر ونکوور
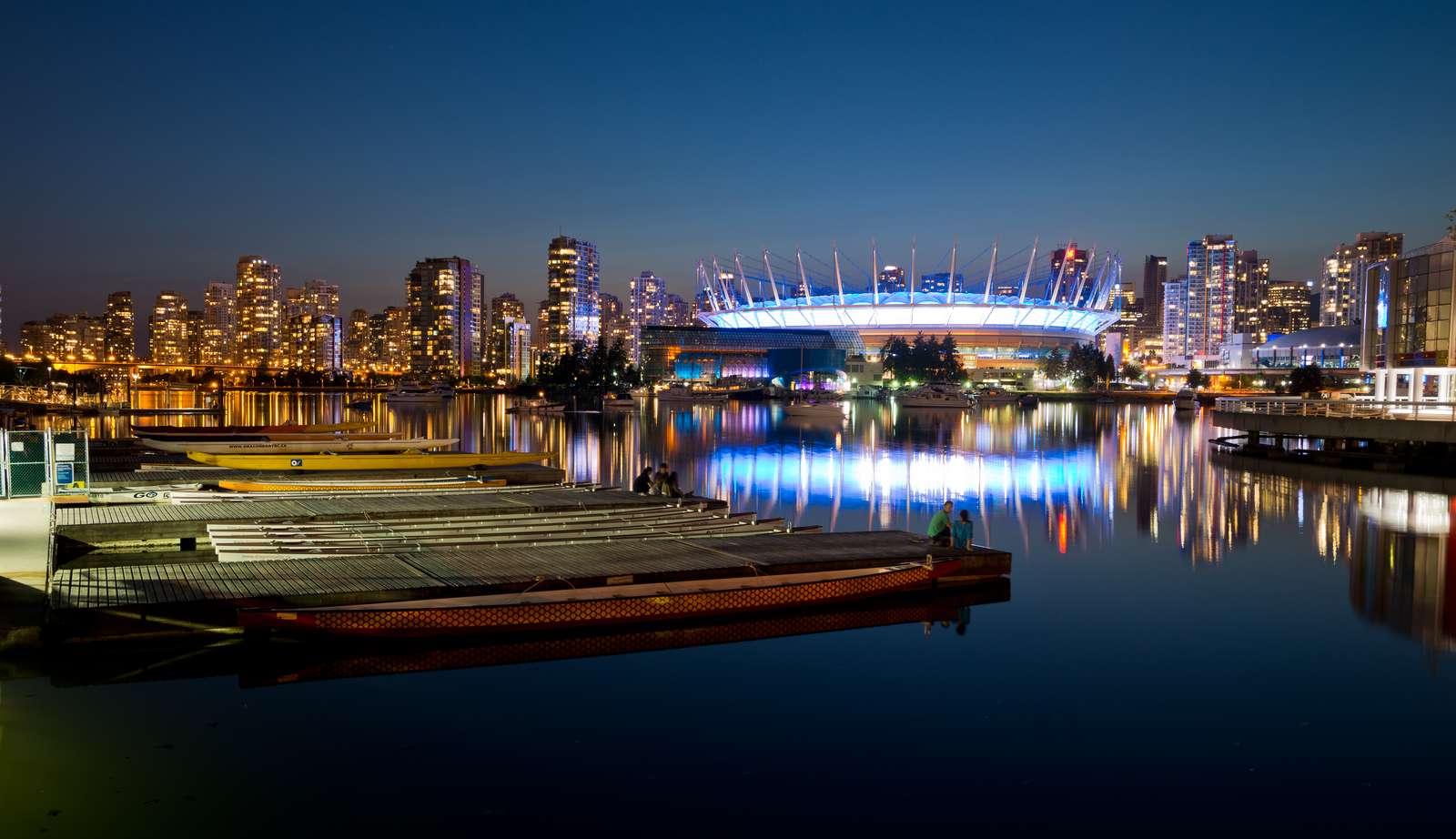
ونکوور در شب
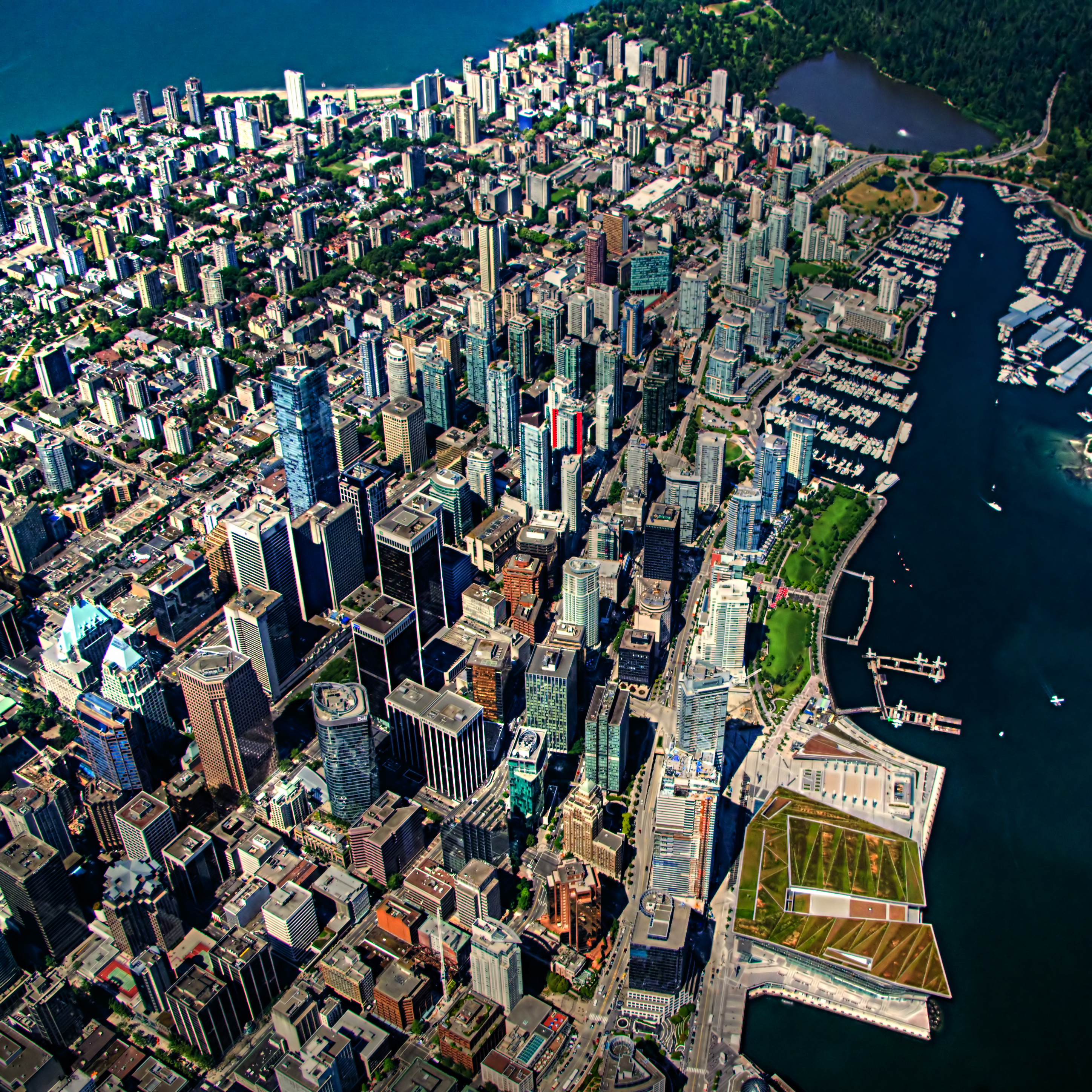
نمای هوایی مرکز شهر ونکوور
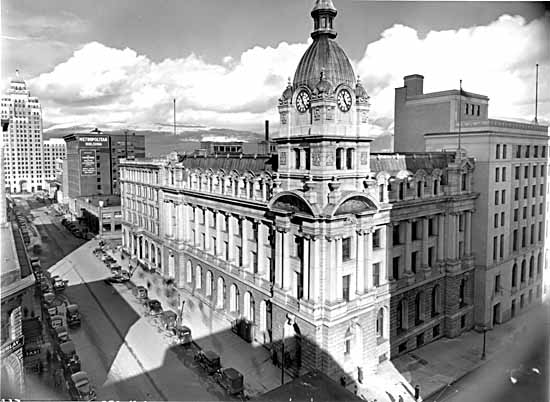
اداره پست ونکوور در سال ۱۹۳۷ که در حال حاضر بخشی از سینکلر سنتر است.
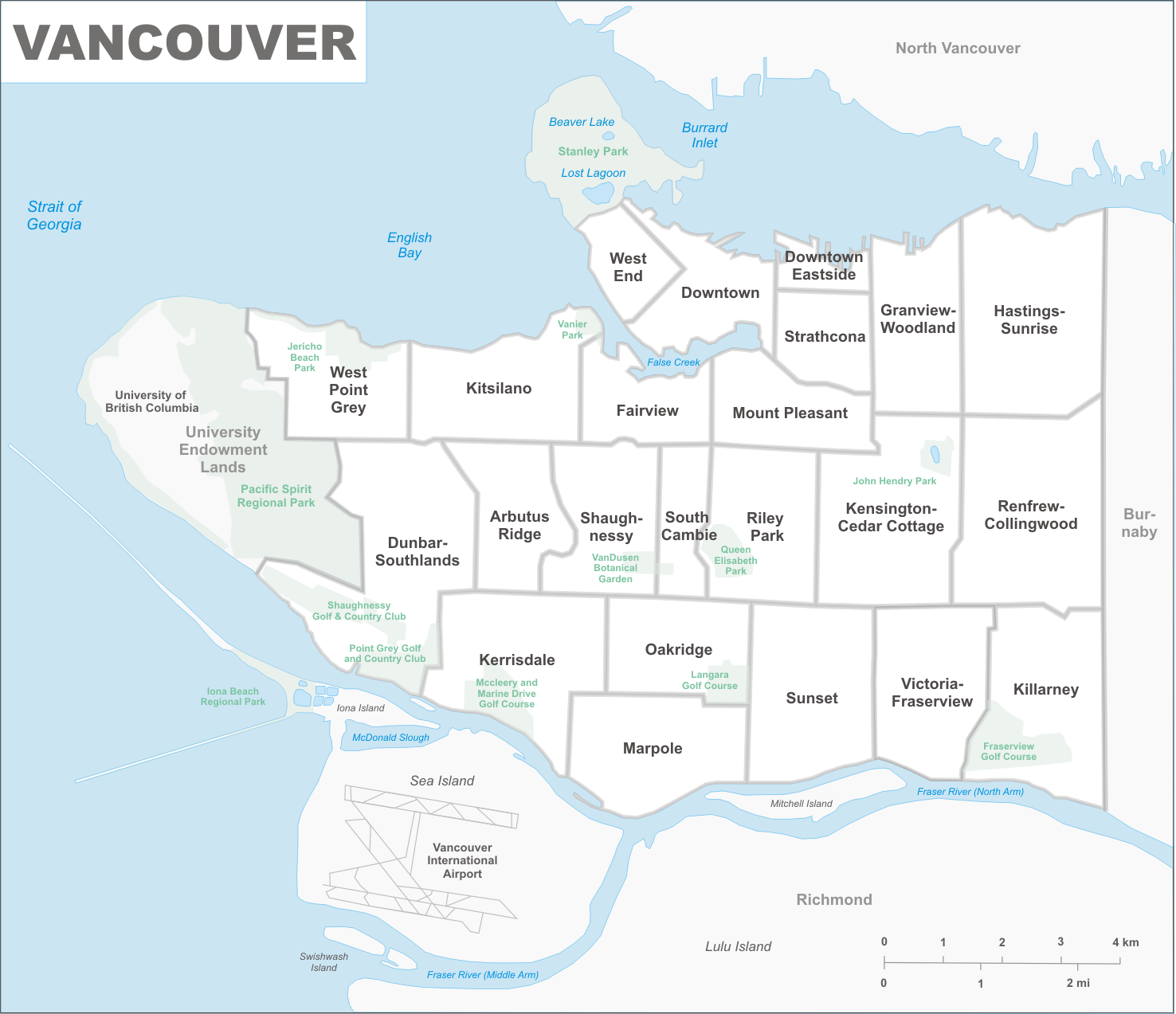
۲۳ محله رسمی شهر ونکوور
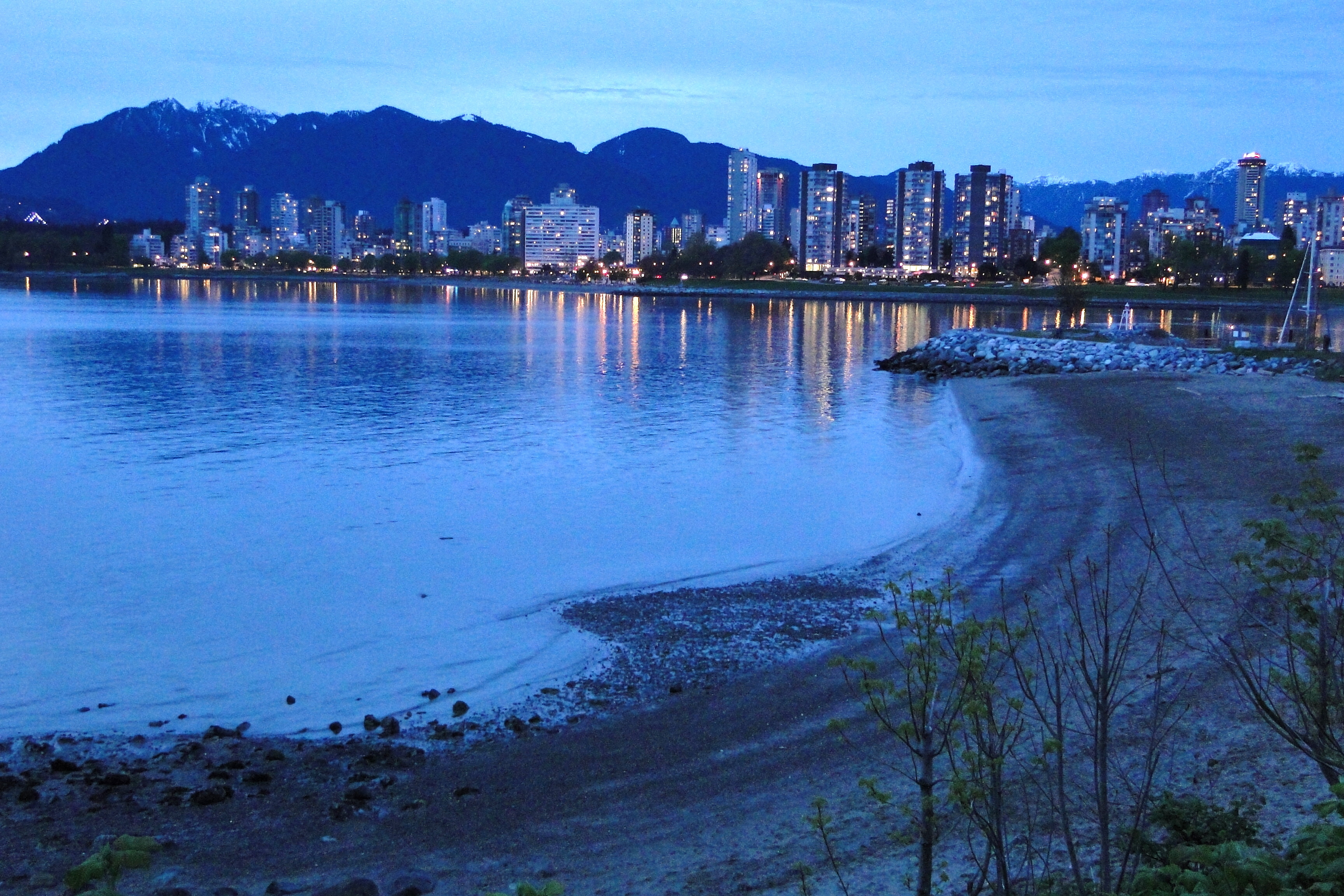
کیتسیلاتو یکی از سواحل بسیار زیبای ونکوور
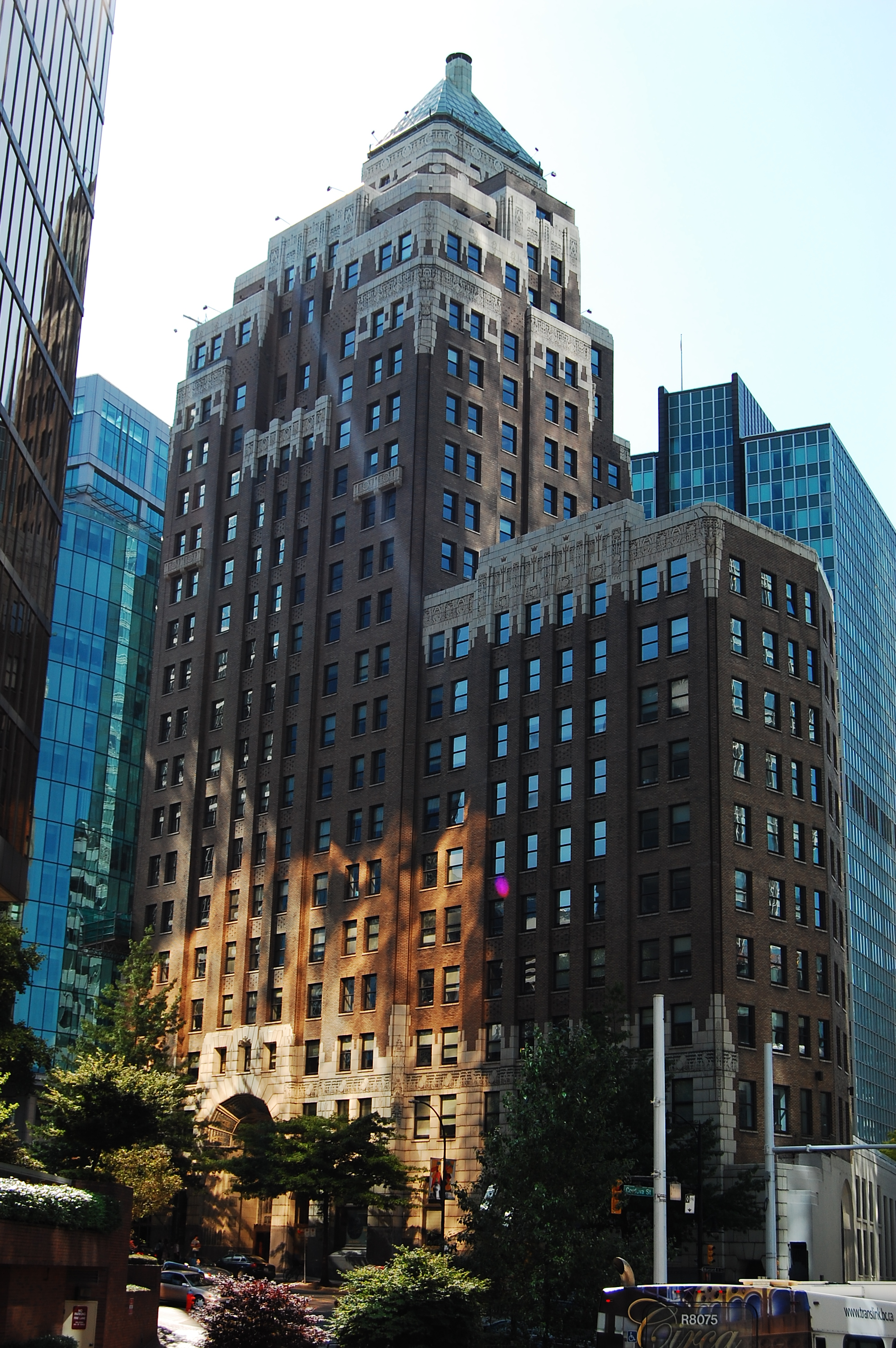
ساختمان مارین، ساخته شده در سال ۱۹۲۹، نمونه‌ای از معماری آرت دکو در آن دوران
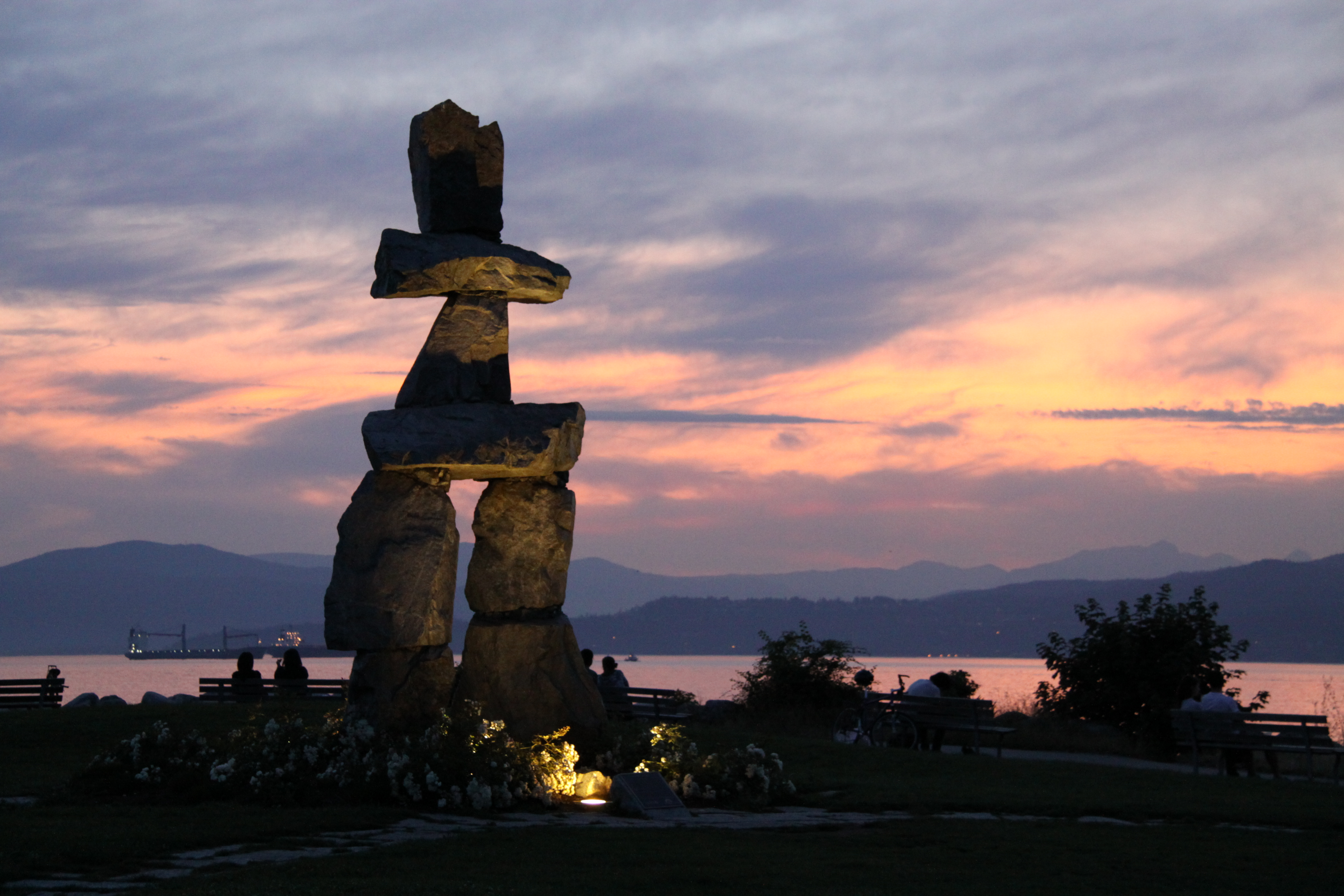
غروب خورشید ینوکسوک در انگلیش بی
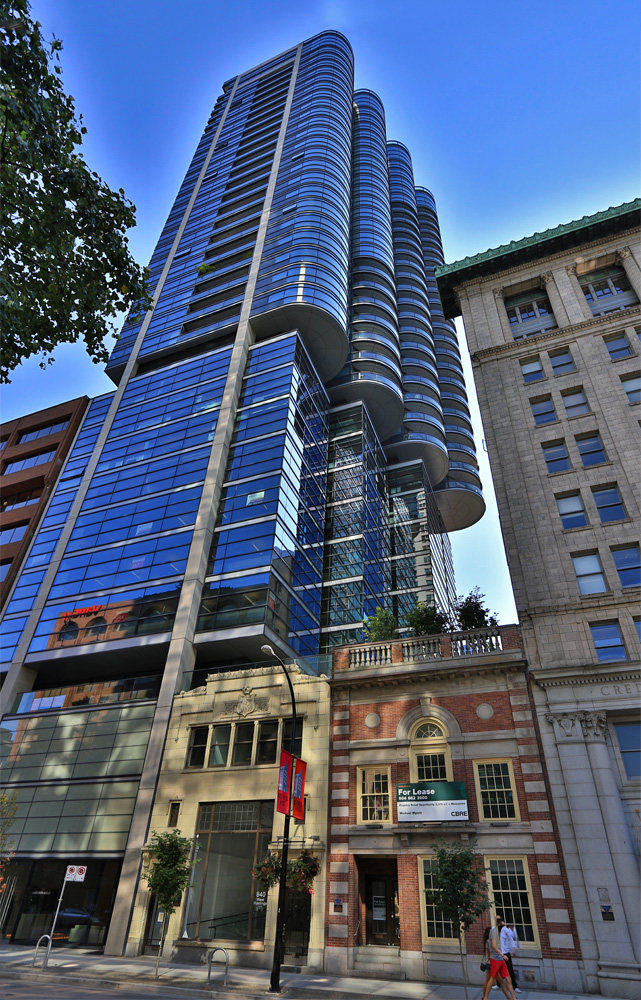
خانه جیمسون در مرکز شهر ونکوور طراحی شده توسط سر نورمن فاستر
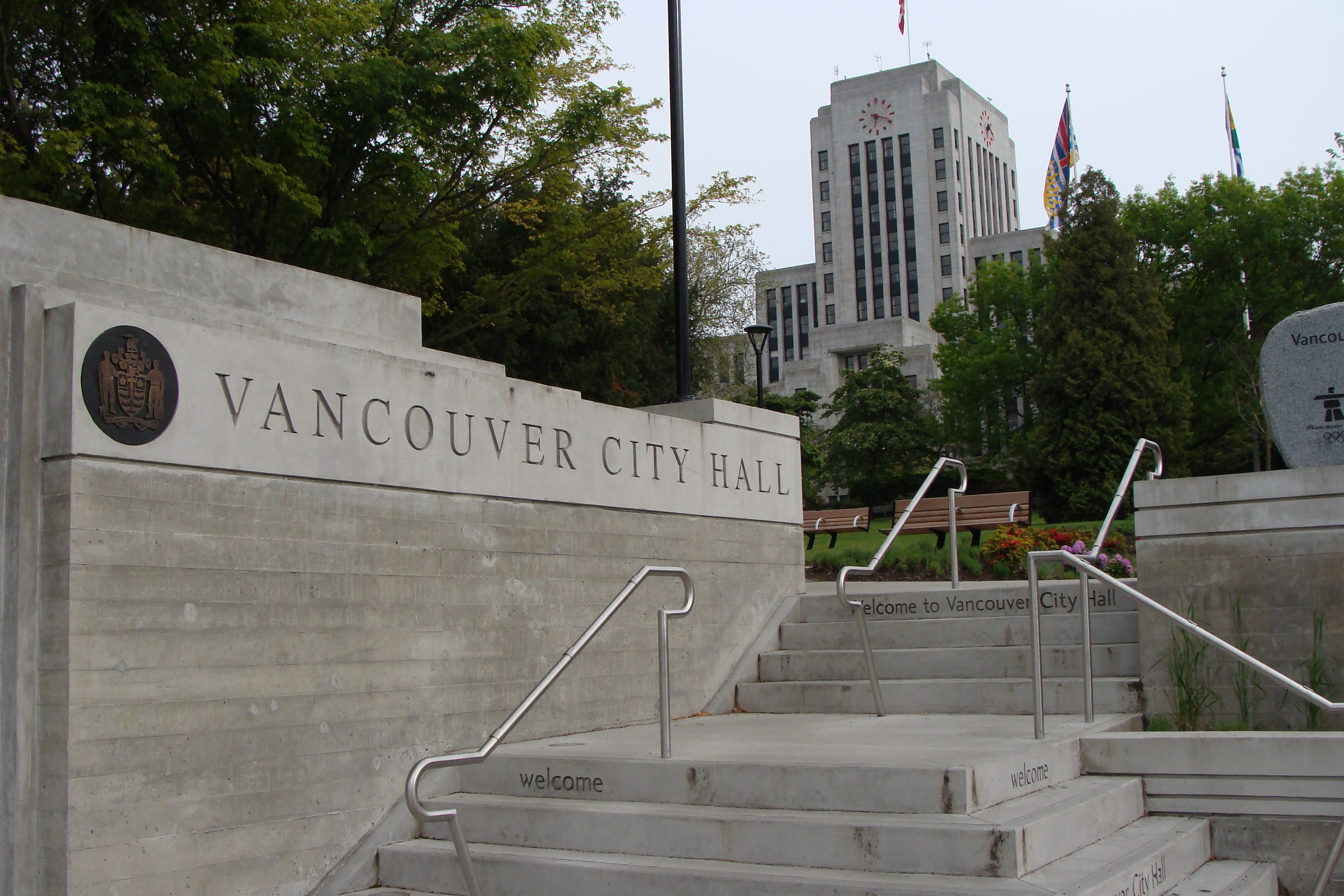
نمایی از شهرداری شهر ونکوور
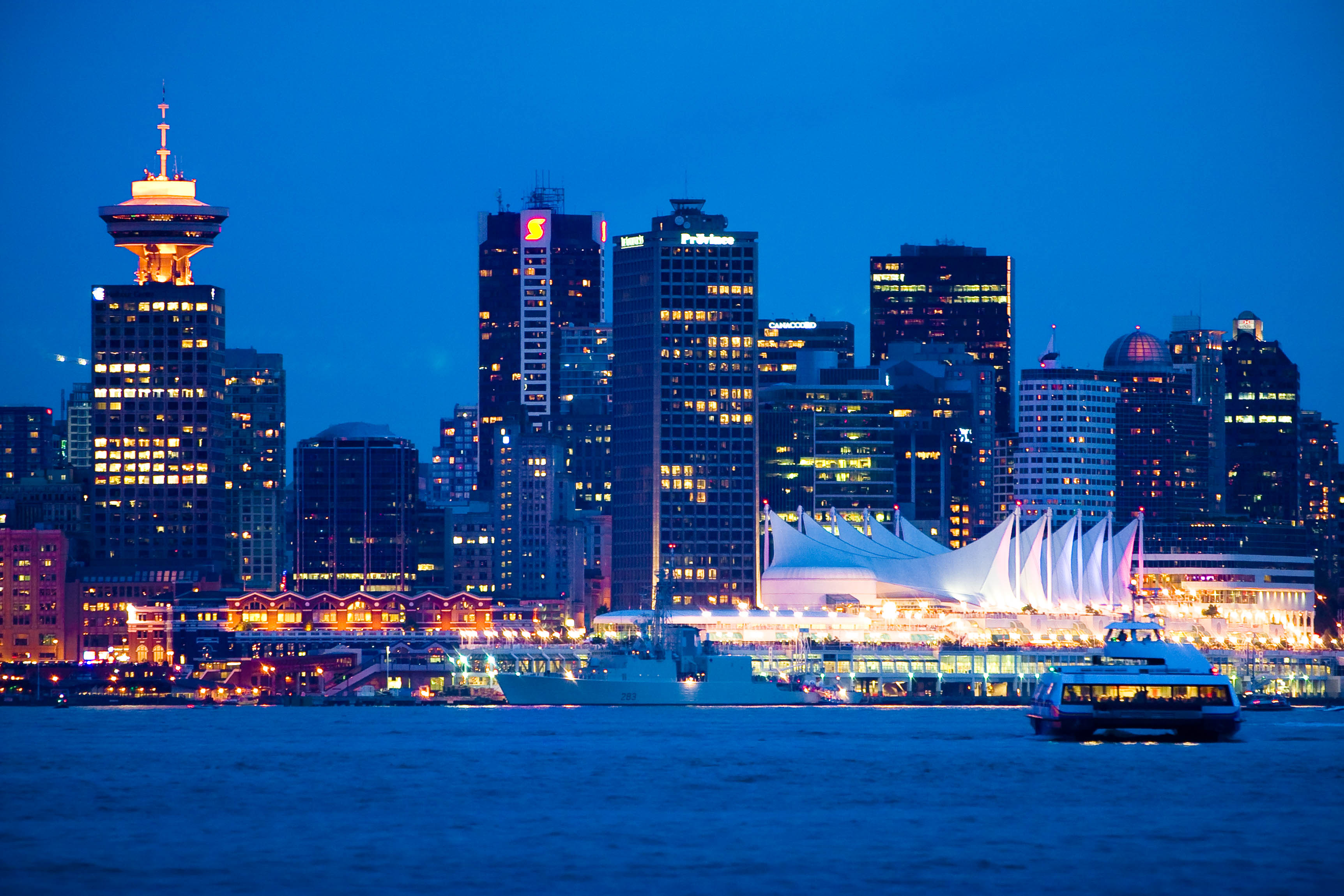
چشم‌اندازی از مرکز شهر ونکوور
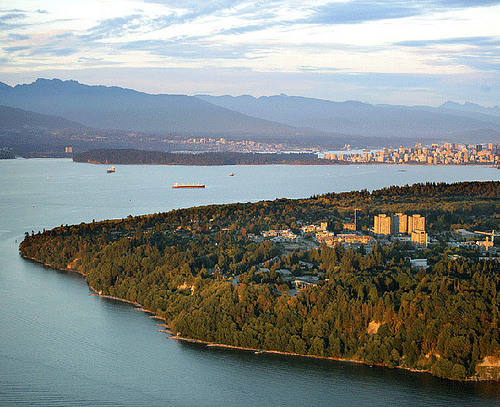
نمای هوایی دانشگاه بریتیش کلمبیا
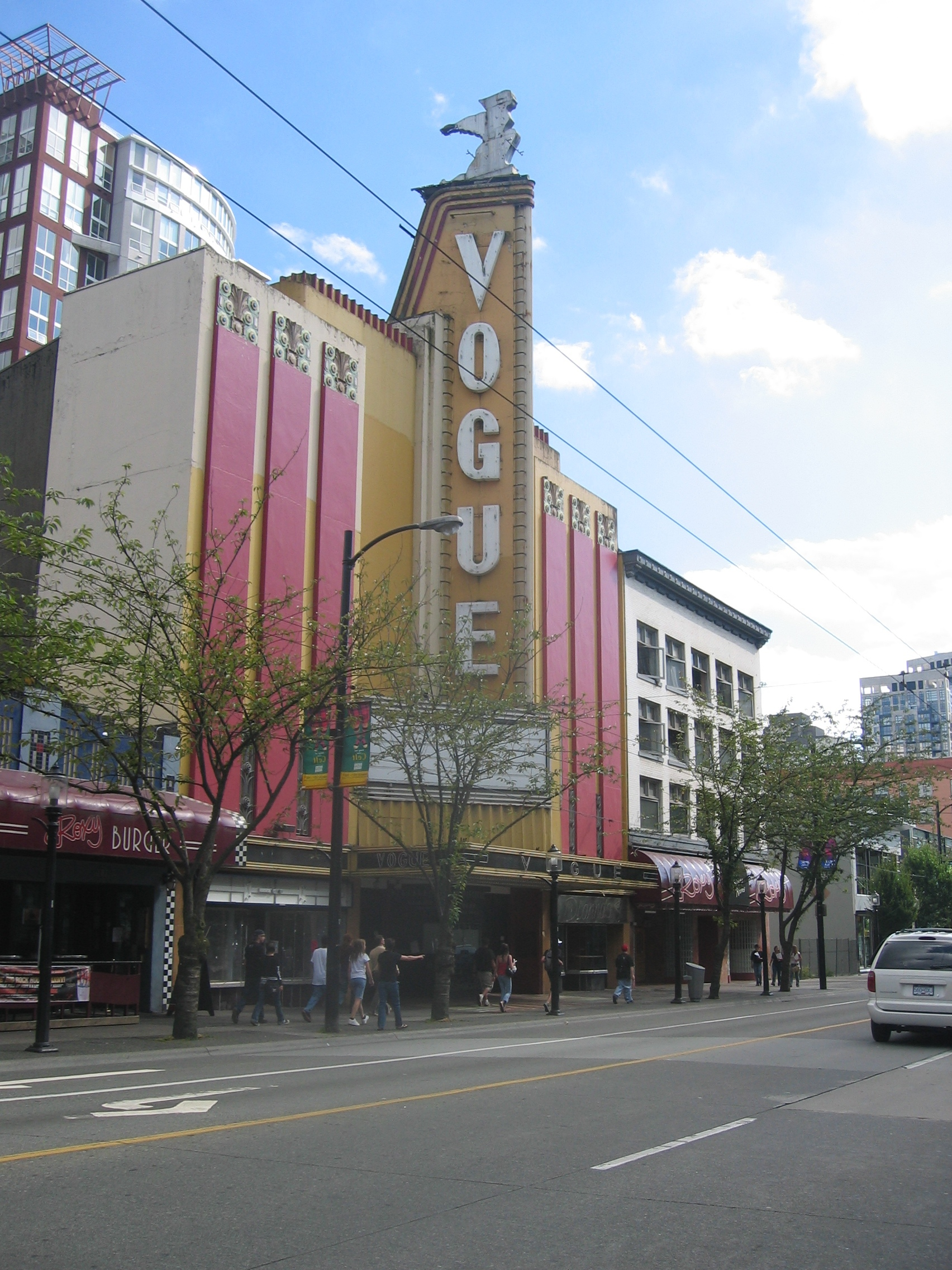
تئاتر ووگ در خیابان گرانویل
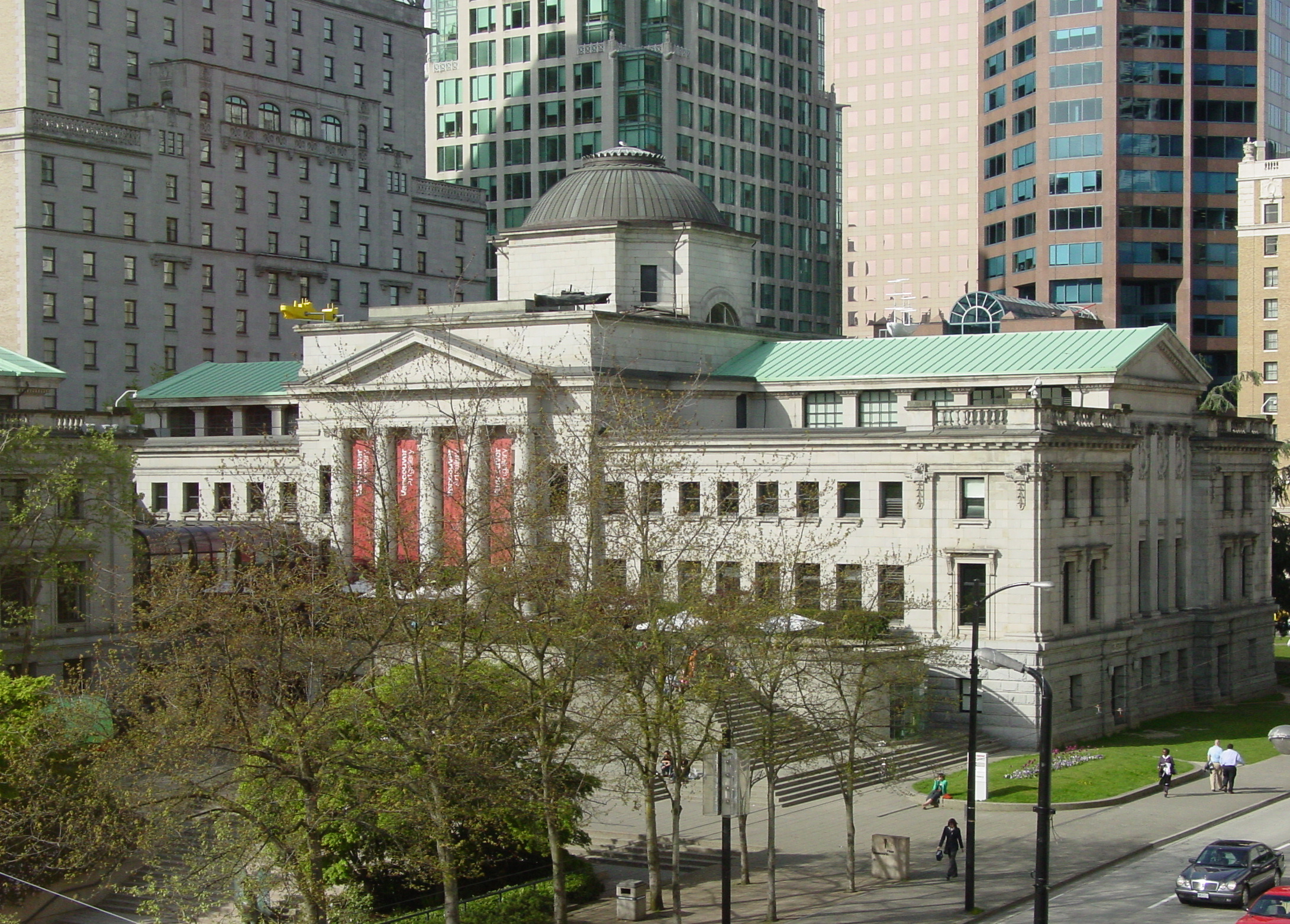
گالری هنر ونکوور، که قبلاً دادگاه استانی بود.
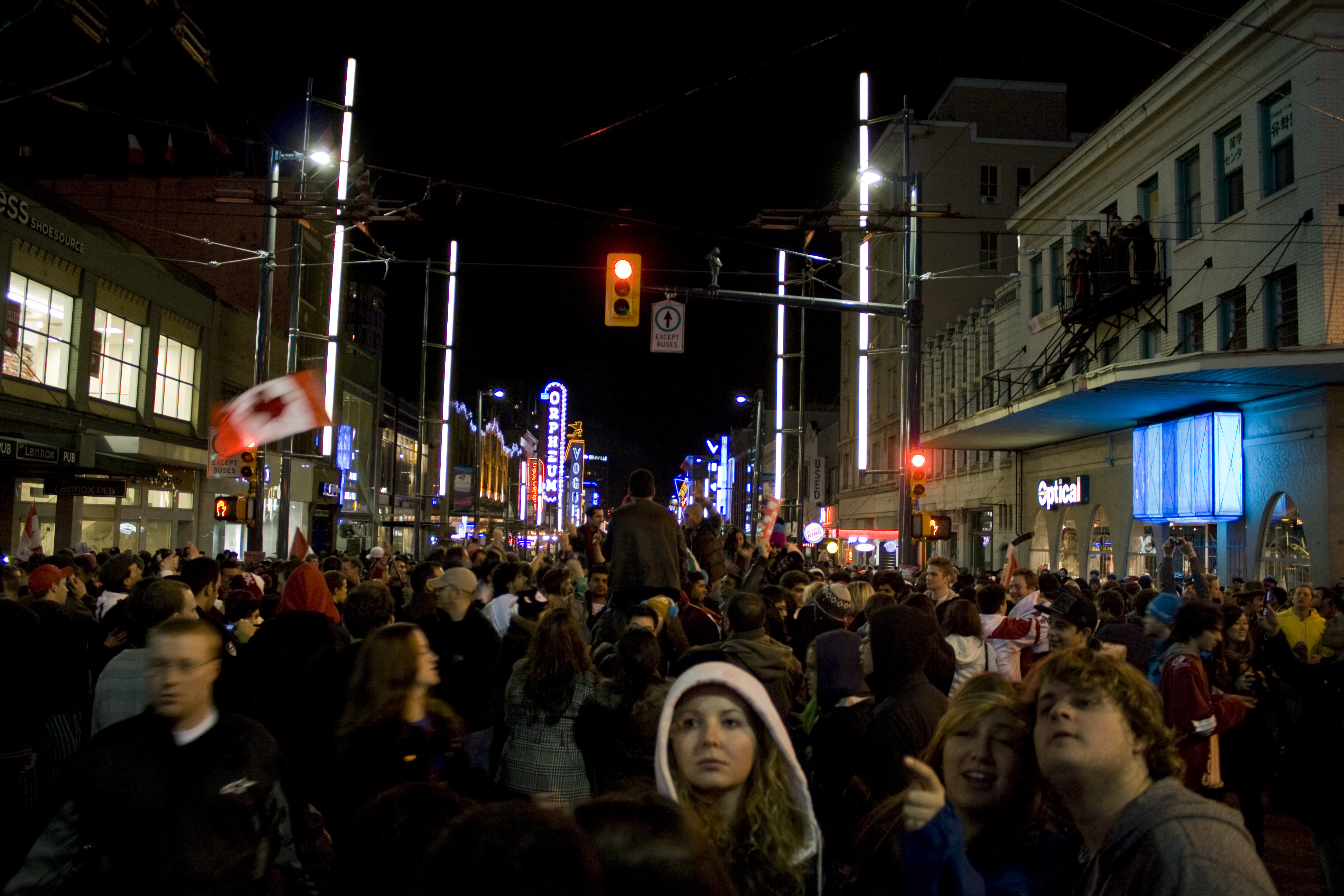
مرکز شهر قادر به پذیرایی جمعیت زیادی در کافه‌ها و کاباره‌های متعدد است.
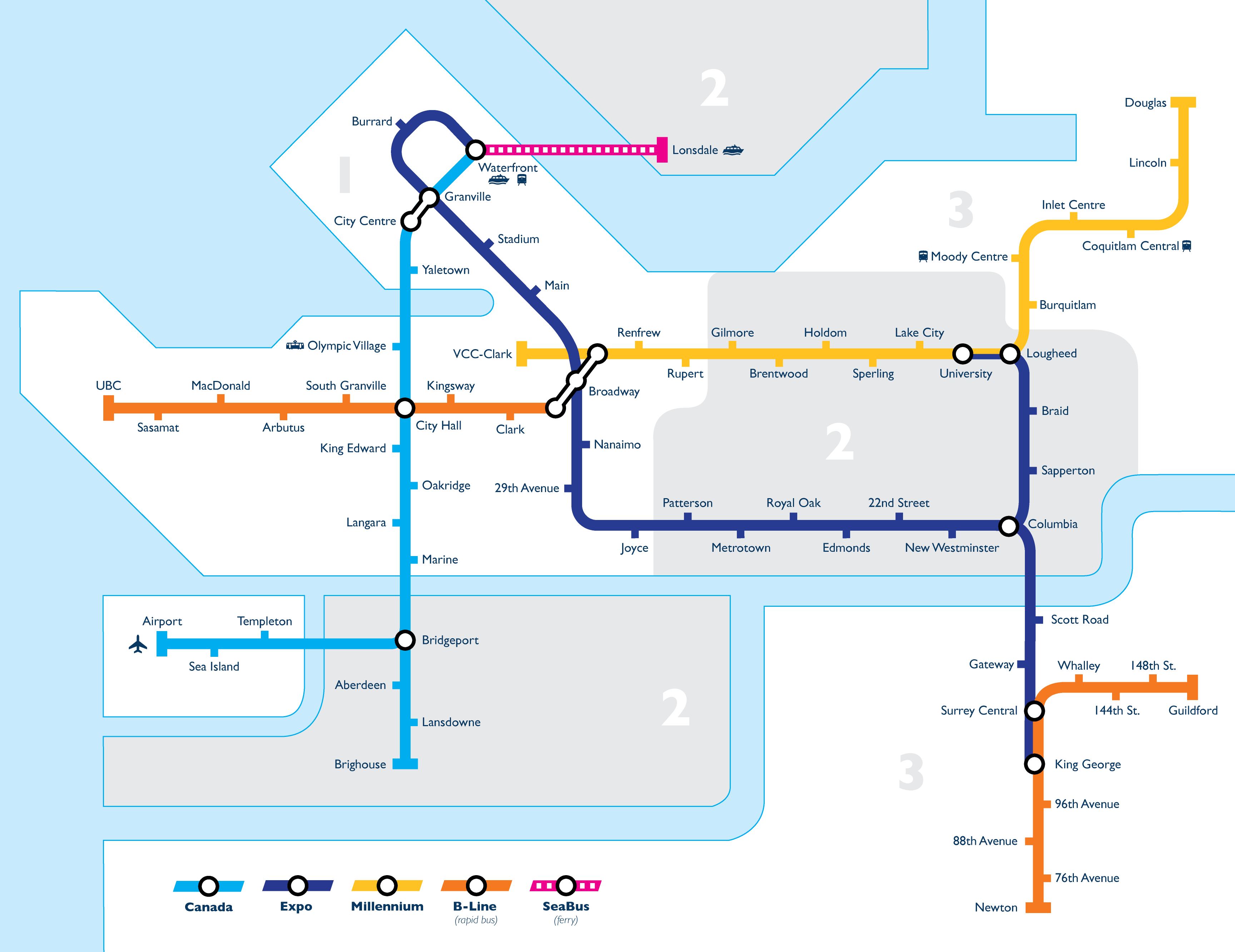
شبکه حمل و نقل سریع ونکوور
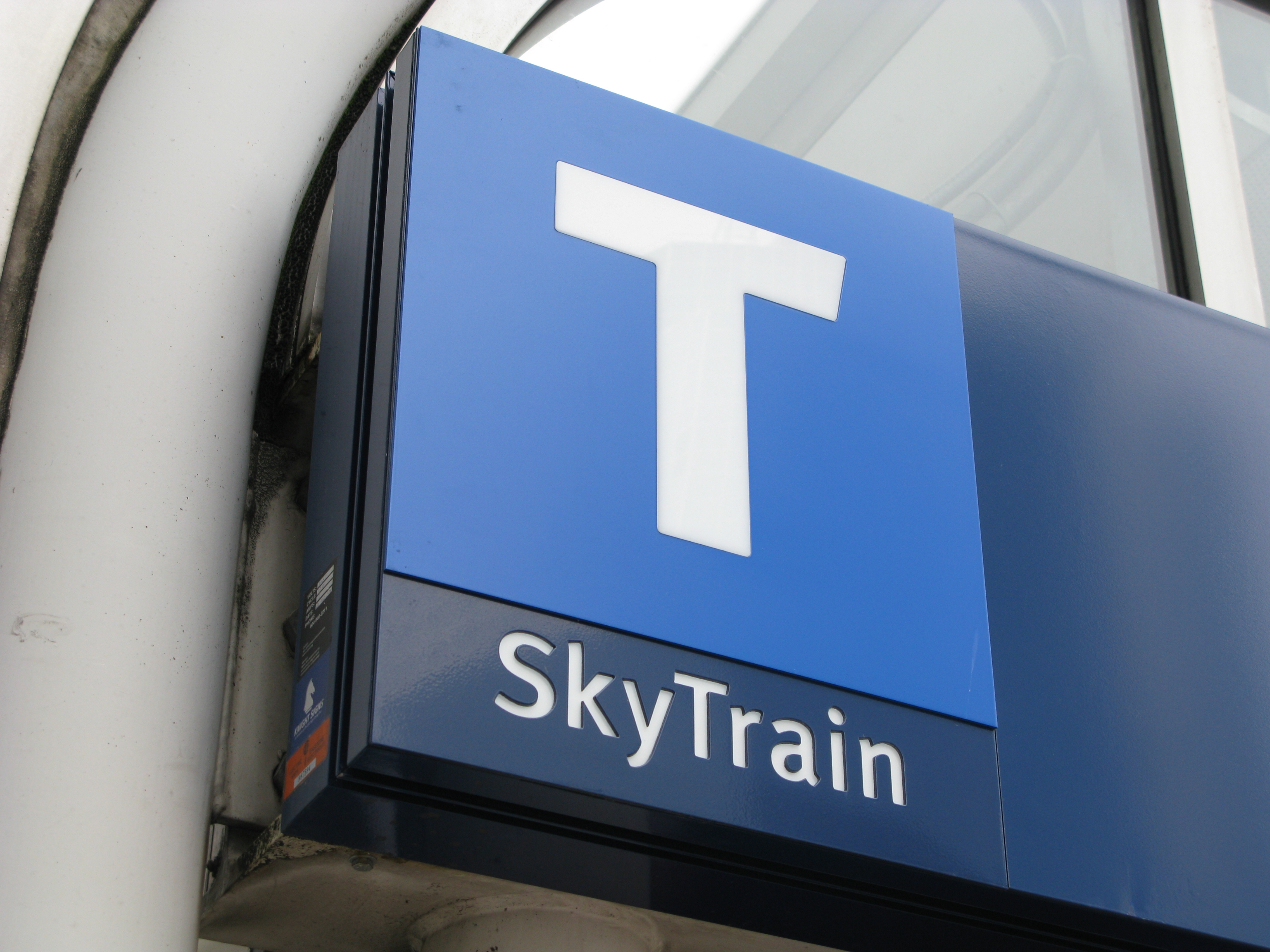
علامت «اسکای‌ترین»، سیستم حمل و نقل سریع قطار شهری
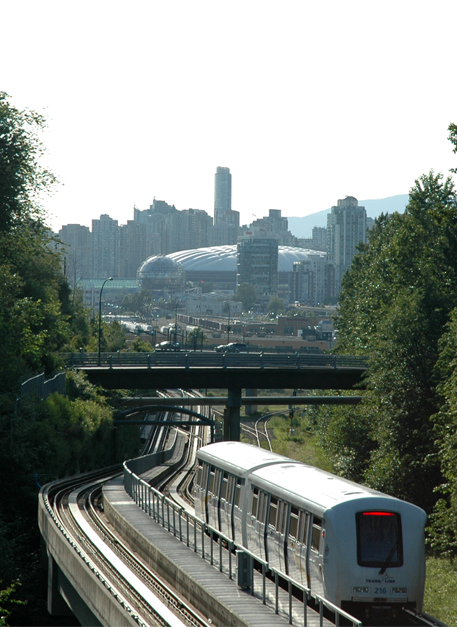
«اسکای‌ترین» یا ترن هوایی در «گرندویو کات»، با دورنمای مرکز شهر ونکوور در پس زمینه.
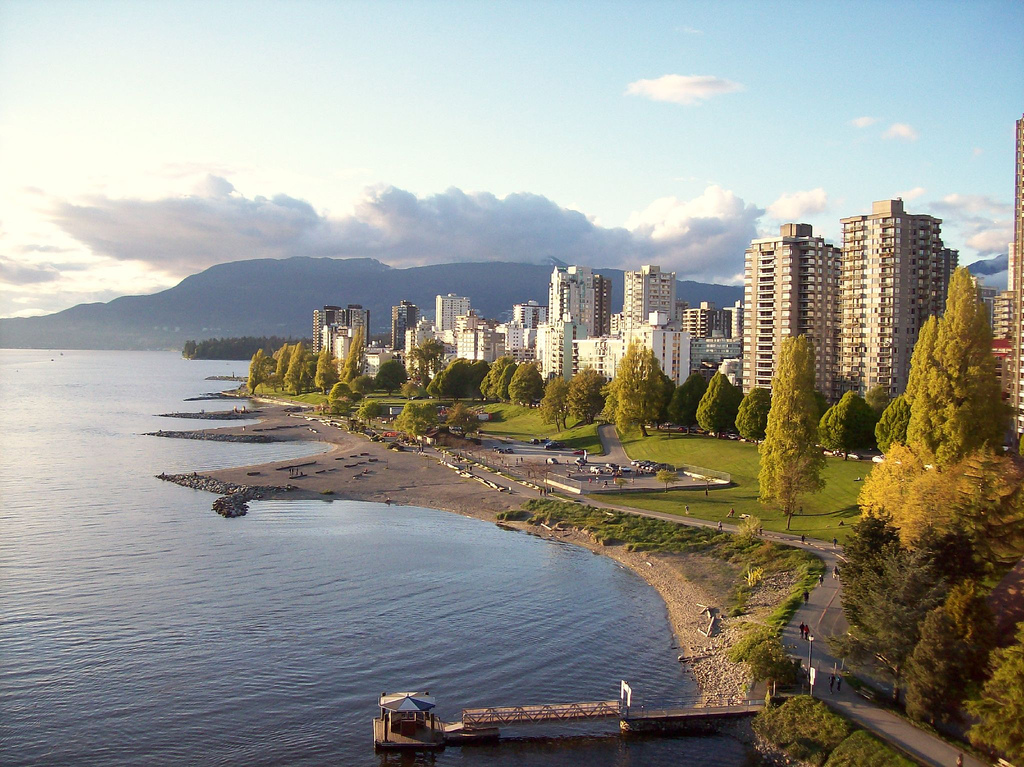
انگلیش بی در ونکوور
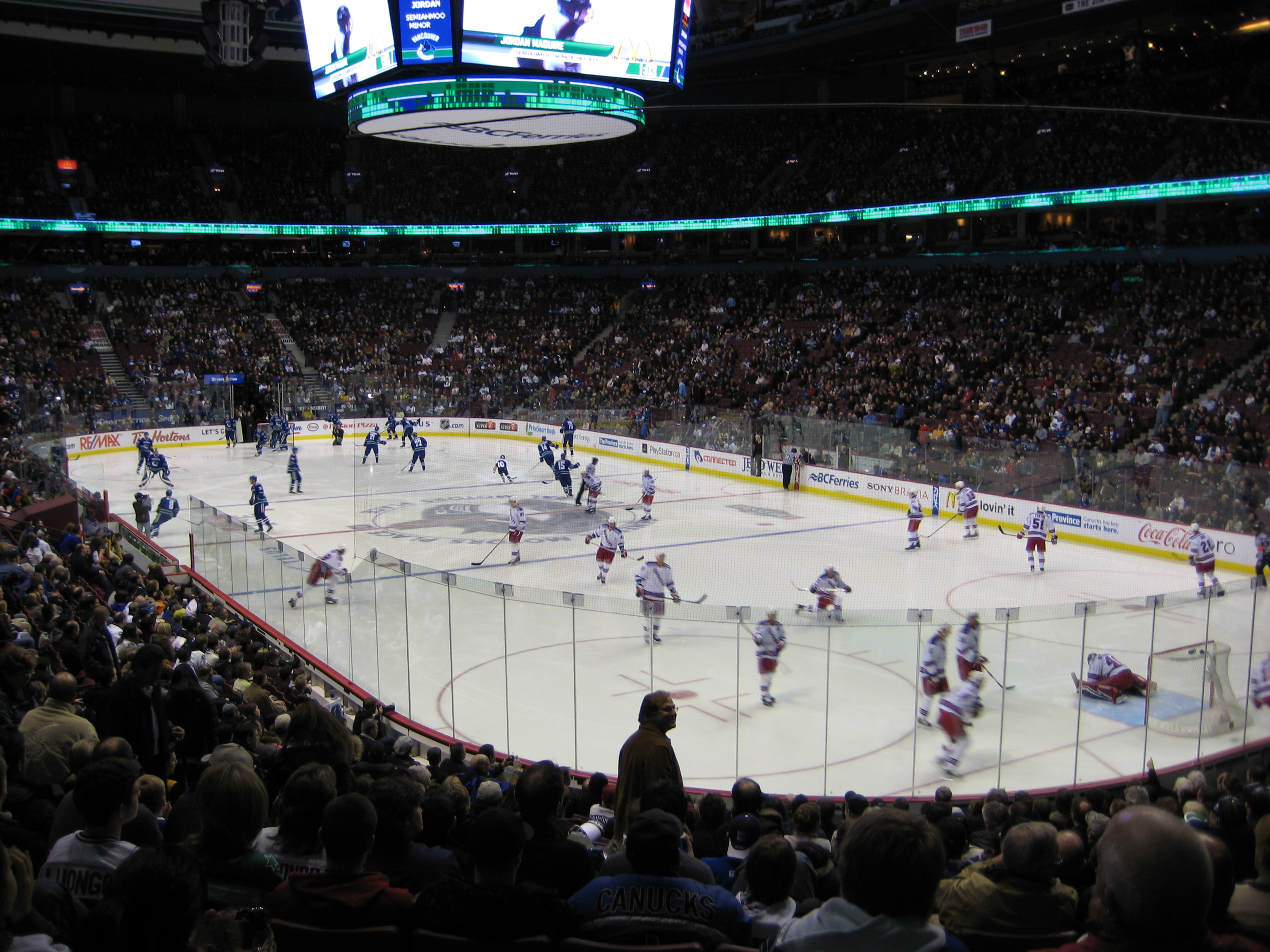
راجرز آرنا، محل تیم ونکوور کناکز

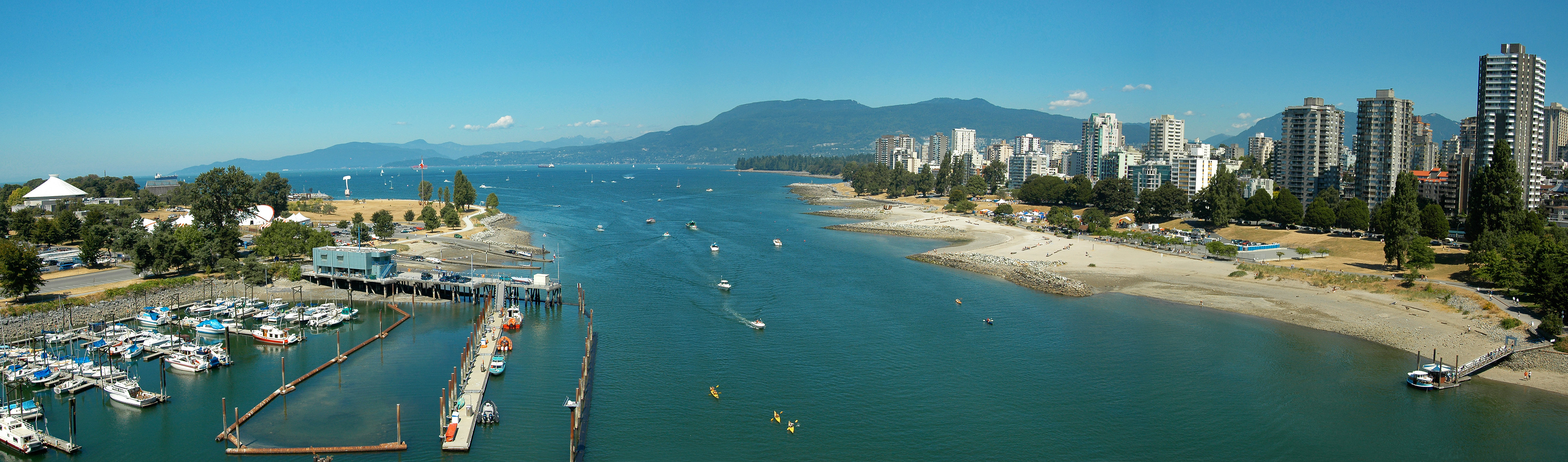
نمایی از انگلیش بی در ونکوور